# Старе місто (Кам'янець-Подільський)

Старе́ мі́сто — найстаріший історичний район міста Кам'янця-Подільського.

## Розташування
Старе місто лежить на півострові в петлі річки Смотрич. В ухваленій міською думою Кам'янця-Подільського обов'язковій постанові для мешканців міста щодо будівельної частини, виданій 1901 року та доповненій 1902 року, в примітці до параграфа 19 вказано: «Старим містом вважається центральна частина в межах річки Смотрич» .
З'єднується з Новим Планом Новопланівським мостом, а з Кам'янець-Подільською фортецею, яка є складовою частиною Старого міста, — Замковим мостом.

## Топографія

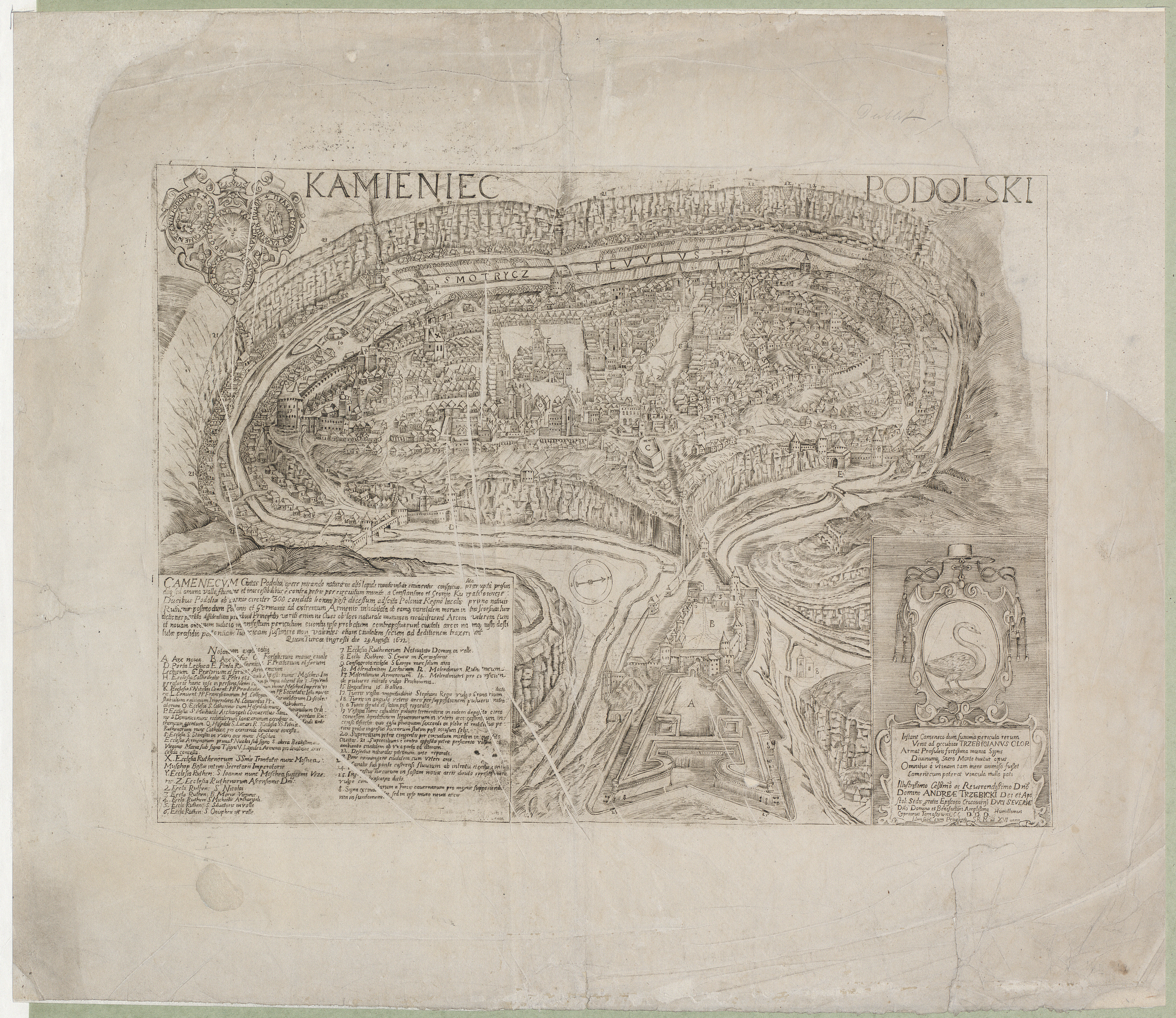
Літографія із зображенням Старе місто 1672 року

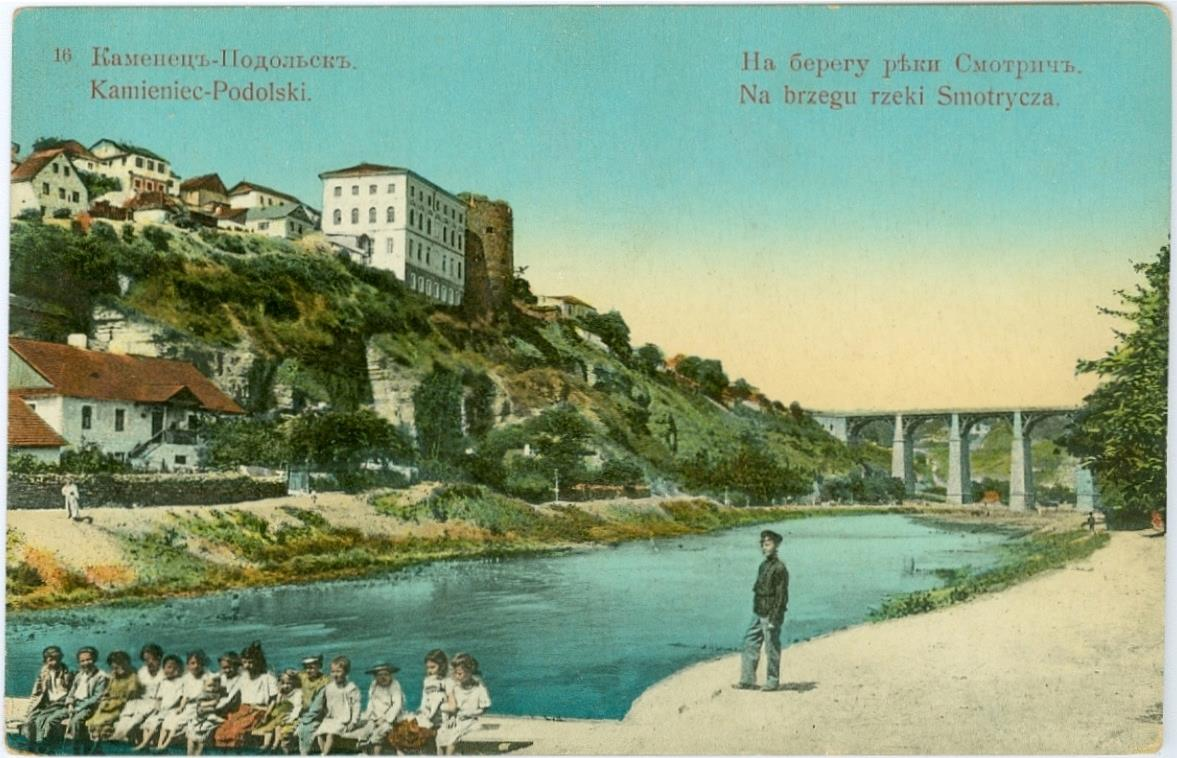
Листівка, синагога кравців біля Турецької вежі

Теперішнє Старе місто — це 4 майдани, 21 вулиця, 2 узвози та 5 провулків, що в сукупності дає 32 топографічні об'єкти. Їх назви та статус остаточно встановлені 11 вересня 1990 року, коли президія Кам'янець-Подільської міської Ради народних депутатів, прислухавшись до пропозицій топонімічної комісії, відновила історичні назви вулиць і майданів Старого міста.

### Вулиці

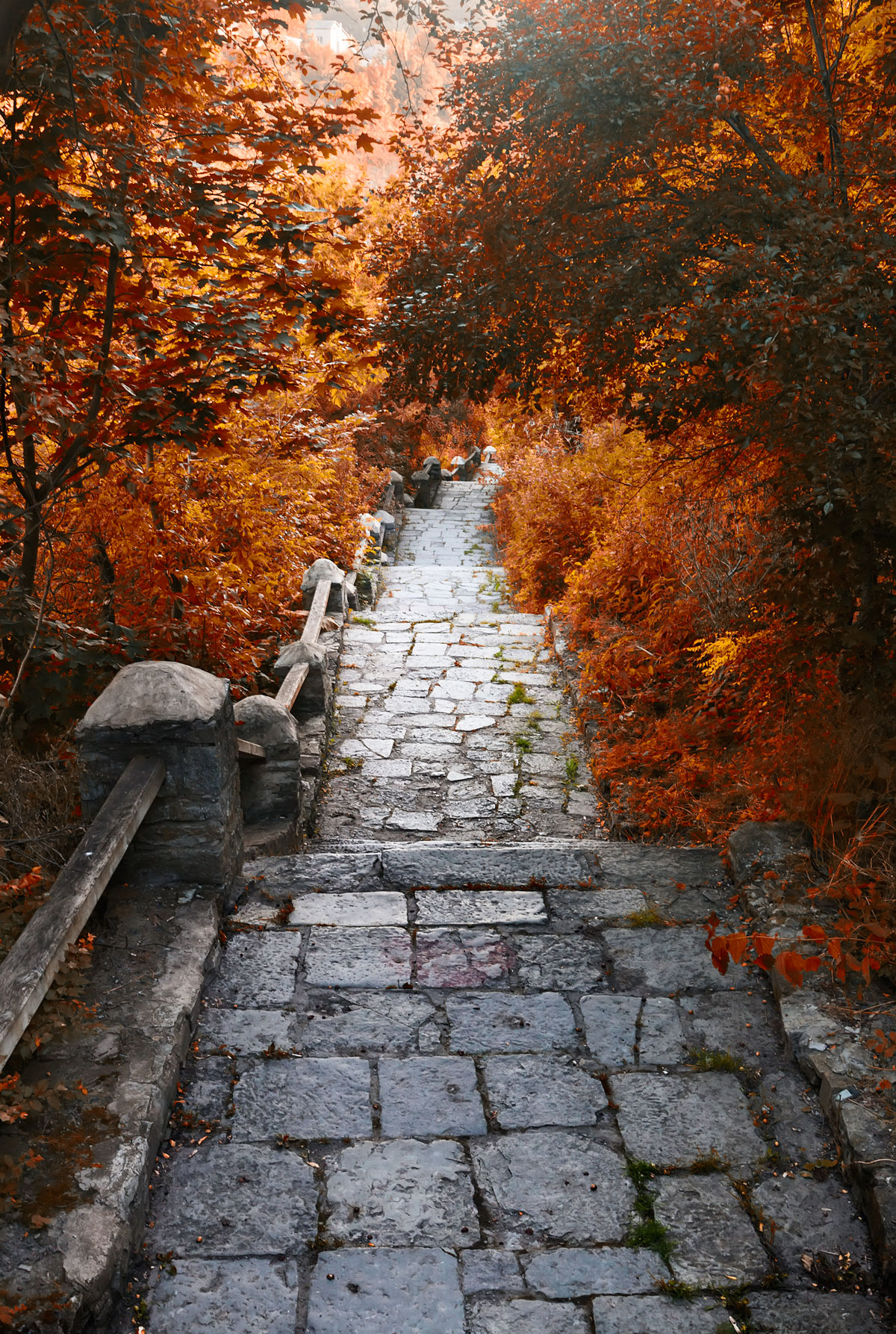
Сходи на вул. Кузнечна

Центральну магістраль Старого міста, яка пролягла від Новопланівського до Замкового мосту, утворюють послідовно розташовані три невеликі вулиці — Троїцька, Старобульварна та Замкова.
Групу західних вулиць (на захід від центральної магістралі) становить трійка паралельних вулиць — Татарська, Францисканська та Кузнечна й дві невеликі поперечні вулиці — Петропавлівська та Зантуська. Сюди можна додати ще й Західний бульвар, хоч цей топографічний об'єкт давно вже вилучено зі староміської номенклатури. Проте ще й нині башту Захаржевську (відому також як башту на броді), що притулилася внизу на скелі, часто адресно приписують саме до Західного бульвару.
Дуже строкатою є група із семи східних вулиць (на схід від центральної магістралі). Це і досить довга Зарванська вулиця з П'ятницькою вулицею, що її продовжує, та значно підкорочені фашистами Довга вулиця та Східний бульвар (нині вулиця Вали). Це і куценькі Домініканська та Іоанно-Предтеченська вулиці, і нині досить ефемерна Реміснича.

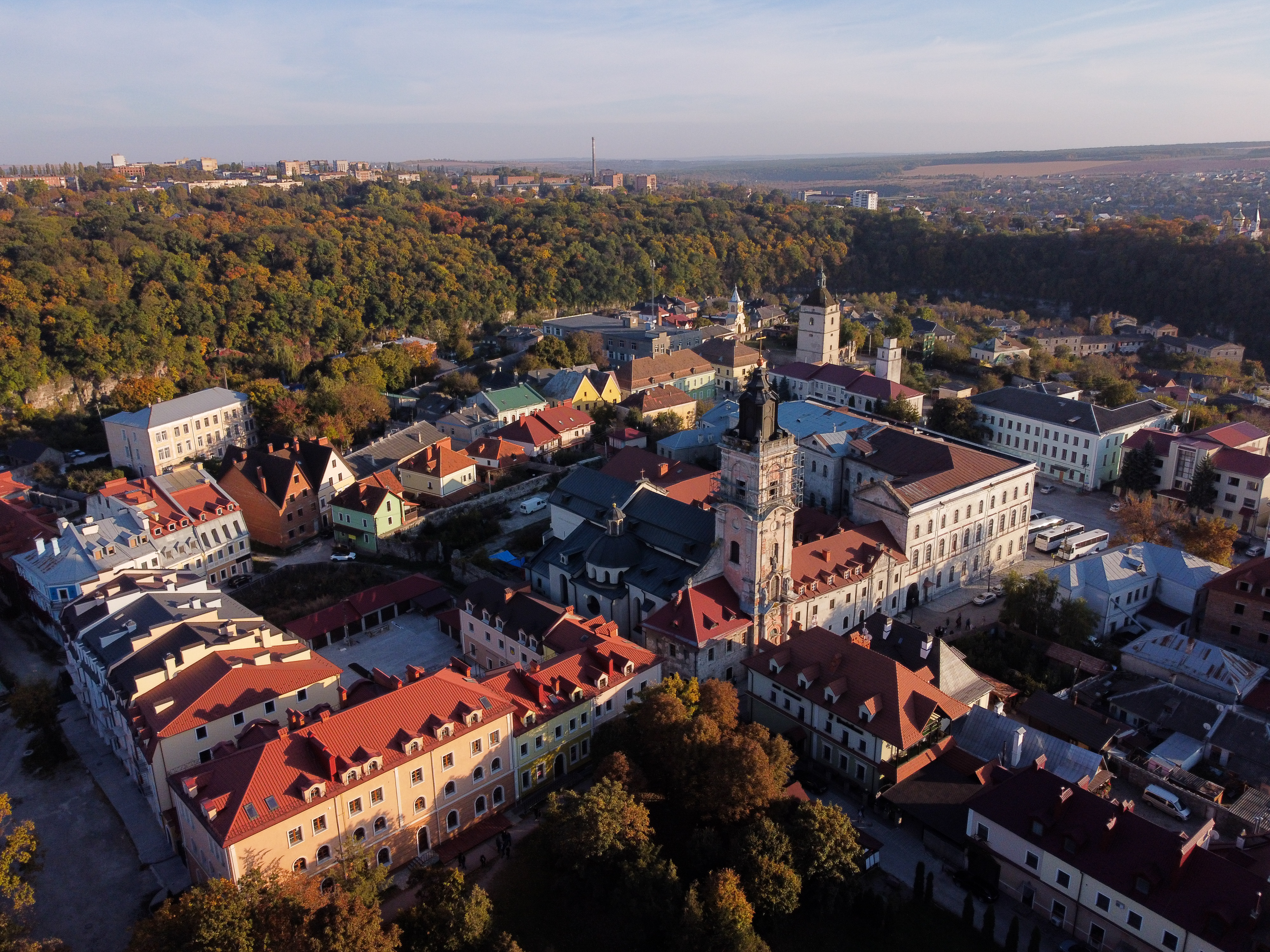
Захід сонця над Старим містом
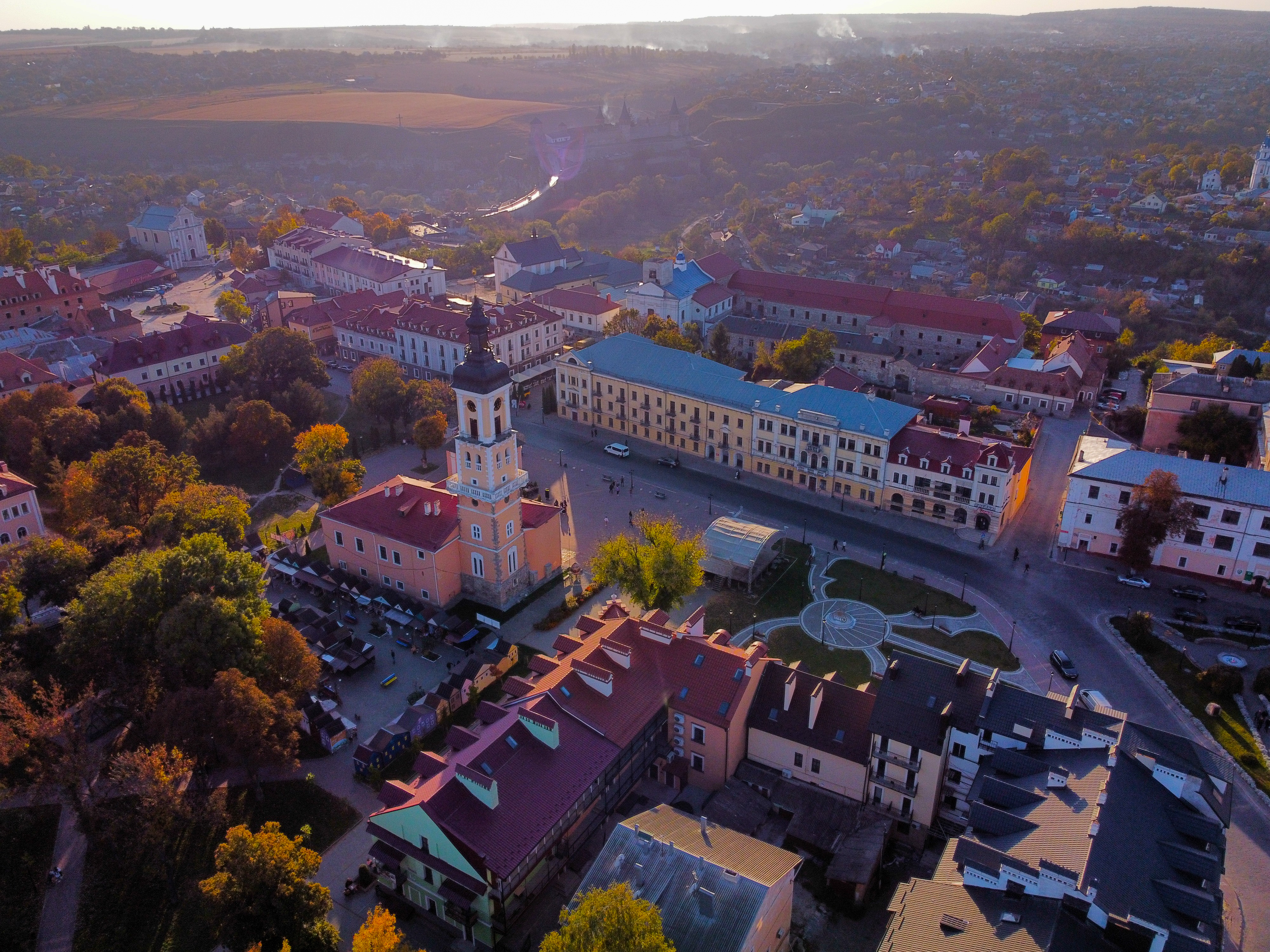
Аерофото осіннього вечора Старого міста

Групу південних вулиць утворюють Вірменська та Шпитальна вулиці, які відходять від Вірменського ринку, та Тринітарська й Успенська вулиці, які відходять від Замкової вулиці. Це основні вулиці колишніх вірменських кварталів.
Нарешті, Старе місто має дві окраїнні вулиці в каньйоні Смотрича — дуже довгу Руську на правому березі річки та дуже довгу колись Онуфріївську на лівому березі. Були часи, коли ці вулиці вважали кам'янецькими передмістями — відповідно Долиною та Заводдям.

### Узвози та провулки

Старе Місто 2016 р.

Оскільки Старе Місто розмістилося на горбистому півострові, то воно було багате на узвози. Сьогодні номінально залишилося тільки два з них на півночі — Старопоштовий і Поштовий.
На початку ХХ століття в Старому Місті було два десятки провулків. Сьогодні їх залишилося тільки п'ять: Михайлівський на півночі, Гімназійний у центрі та три на півдні (у колишніх вірменських кварталах) — Миколаївський, Комендантський і Тісний. Тупиків у Старому місті немає, хоча, якщо підходити формально, Миколаївський провулок є тупиком.

## Проблема збереження та відновлення архітектурної спадщини

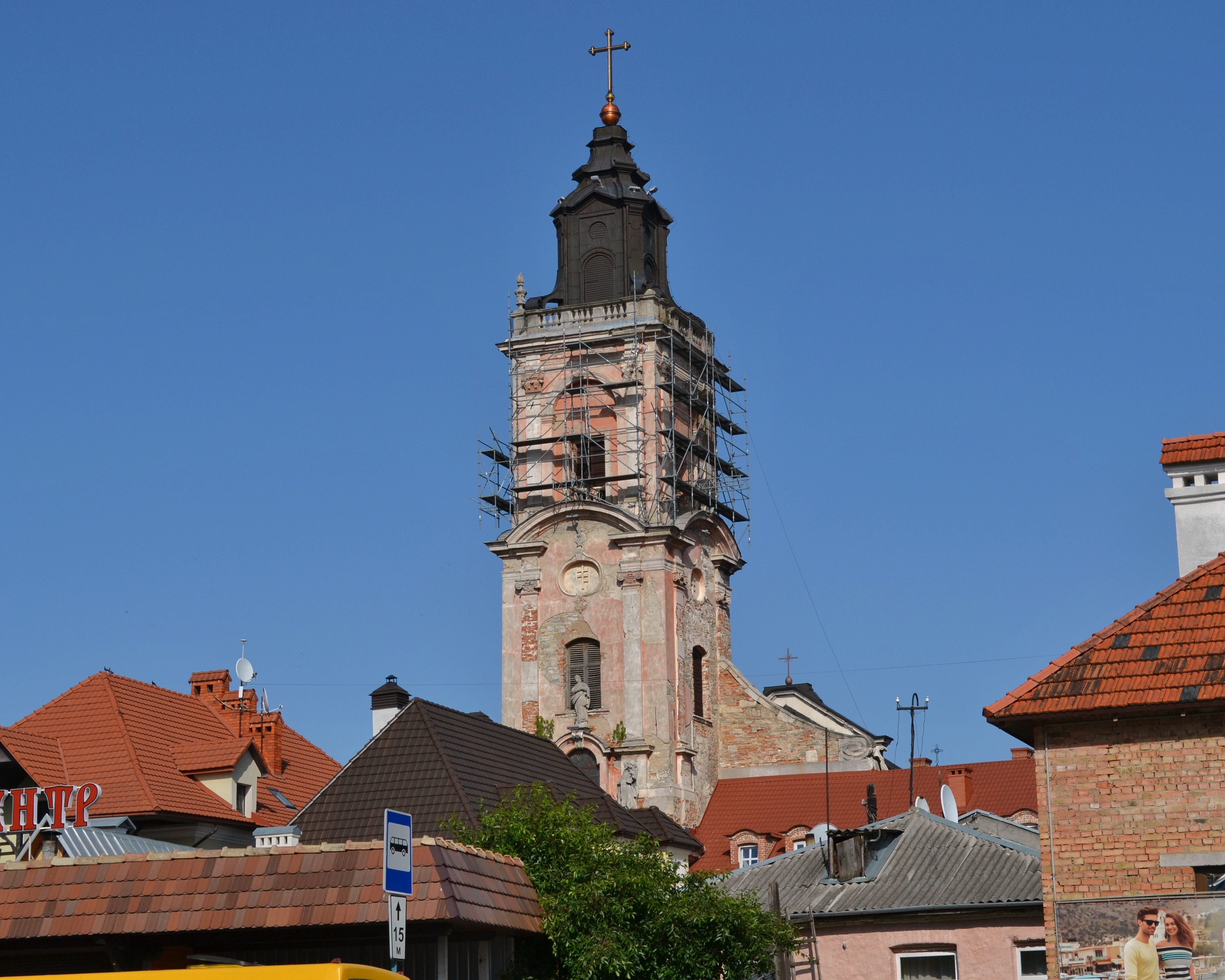
Занедбаний костел св. Миколая, дзвіниця якого здіймається над кислотно-помаранчевими дахами новозбудованих готелів.

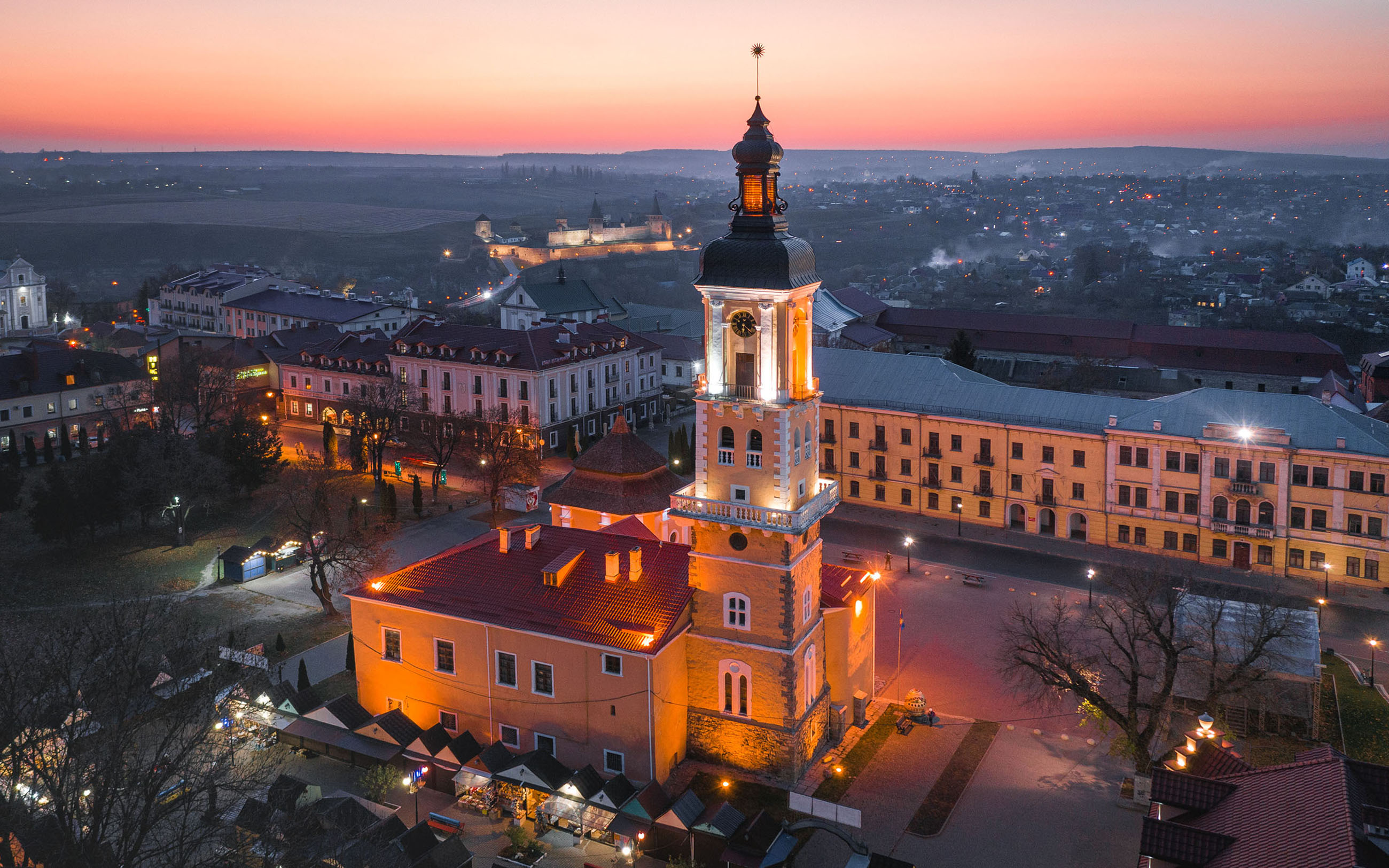
Будинок Польського магістрату, площа Польський Ринок, 1

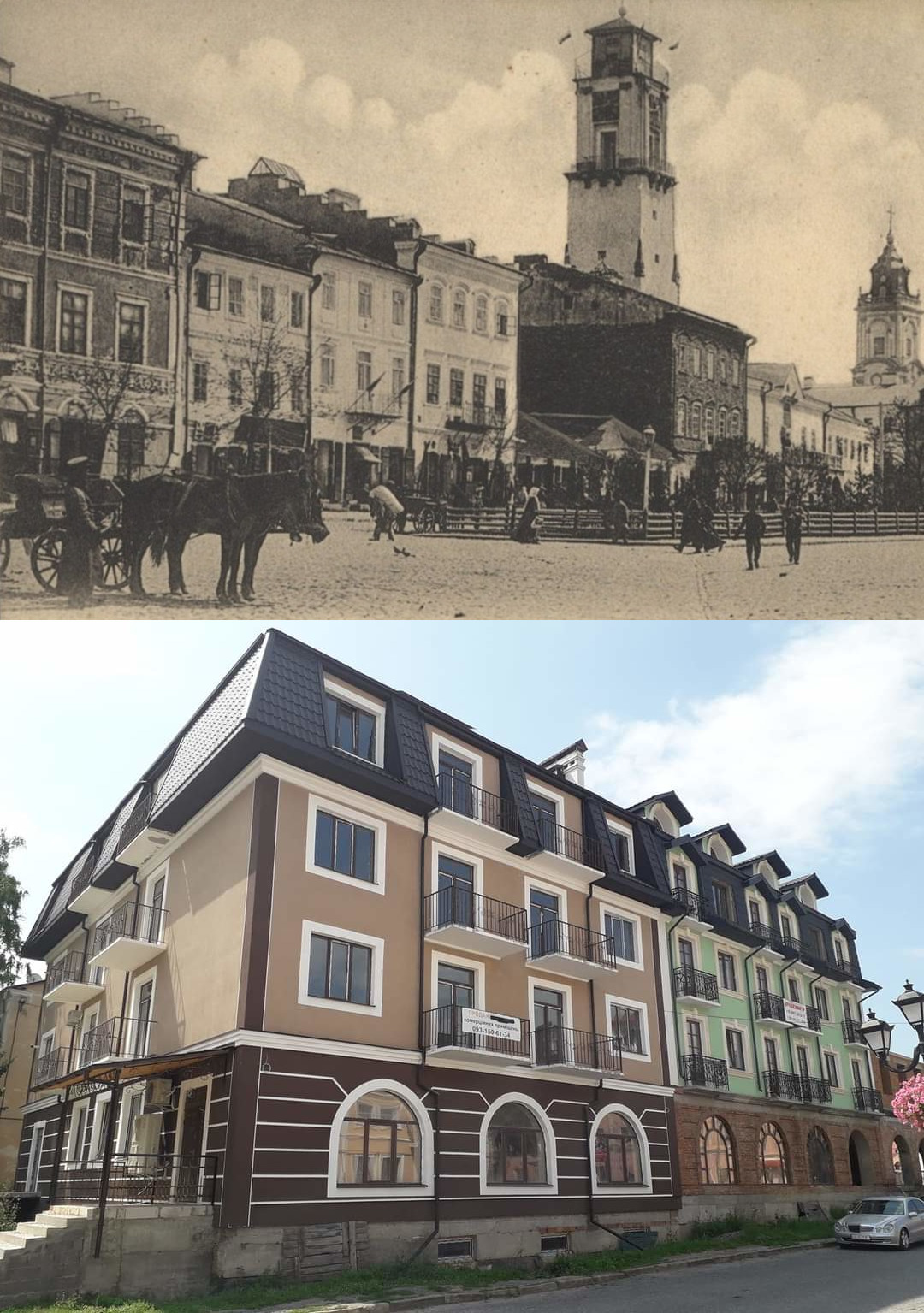
Старе місто, яке втратили. Порівняння: перше фото — історичний знімок будинків Старого міста, друге — псевдо-відбудова, площа Польський Ринок

Через те, що у часи Другої світової війни Старе Місто було майже повністю знищене, згодом постало питання про негайну реставрацію збережених та відбудову зруйнованих пам'яток архітектури.
Тут потрібно звернути увагу на важливий момент: хоча зруйновані будинки були розібрані, вони перестали існувати тільки над поверхнею землі, але продовжували жити під землею, де від будинків збереглося багато старовинних підвалів і фундаментів. Їх не зруйнували, оскільки після війни місто так і не забудували.
Навіть після того, як в 1977 році Кам'янець отримав статус державного історико-архітектурного заповідника, центральний квартал не чіпали.
У роки Незалежності з'явилася унікальна можливість збагатити історію Кам'янця новими знахідками і забезпечити його новими пам'ятками. Величезний пласт дивом уцілілого культурного шару зберігав у собі безцінну інформацію про те, як зароджувалося місто. І це не кажучи про десятки маловивчених приміщень підземного Кам'янця. Територія не забудована, культурний шар не зруйнований і не досліджений, місто має статус заповідника — маються усі можливості відновити зруйновану архітектуру у первісному вигляді.
На основі інвентаризаційних креслень 1920-х—1930-х років українська архітекторка-реставраторка Ольга Пламеницька розробила схему підвалів, які були цілі ще перед Другою світовою, а значить пережили війну.
1987 року Київський інститут теорії та історії архітектури розробляв історико-архітектурний опорний план Старого міста, за яким планувалося подальше відновлення.
Виконати плани не вдалося, адже 1987 року директором національного історико-архітектурного заповідника "Кам'янець" став Василь Фенцур. За його керівництва було вчинено низку злочинів на користь грошей — всупереч усім нормам та здоровому глузду на території Старого Міста було:
- Повністю проігноровано історико-архітектурний опорний план Старого міста;
- 2003 року знесено будинок XVIII століття за адресою Старобульварна, 2, у зв'язку з "незадовільним станом будівлі". 2011 року на звільненій ділянці було збудовано готель "Reikartz";
- 2004 року за планом Василя Фенцура було пересунуто північну частину історичної вулиці Довгої (у сторону каньйону) для забудови. У підсумку вулиця Довга стала розірваною, а усі середьновічні підвали вздовж 300 метрів пересунутої частини були знищені при будівництві котеджів та готелів, які на даний момент є основою панорами Старого Міста з Новопланівського мосту. Підвали описувалися як "аварійні та нецінні".
- 2008 року забудовниками повністю знищено не менш як 30% середньовічних підвалів серединного кварталу Польського Ринку, що описувалися як "аварійні та нецінні". 2011 року котлован було засипано, з того ж моменту на місці знищеного культурного шару починають будуватися готелі.
- у 2008 та 2009 роках зруйновано два будинки за адресами вул. Татарська, 19 та 21 відповідно, ХІХ століття, для побудови готелю "Клеопатра";[3]
- упродовж 2014—2016 років було знищено низку архітектурних елементів будинків за адресами вул. Зарванська 10 та 14, через заміну даху та встановлення металопластикових вікон відповідно.

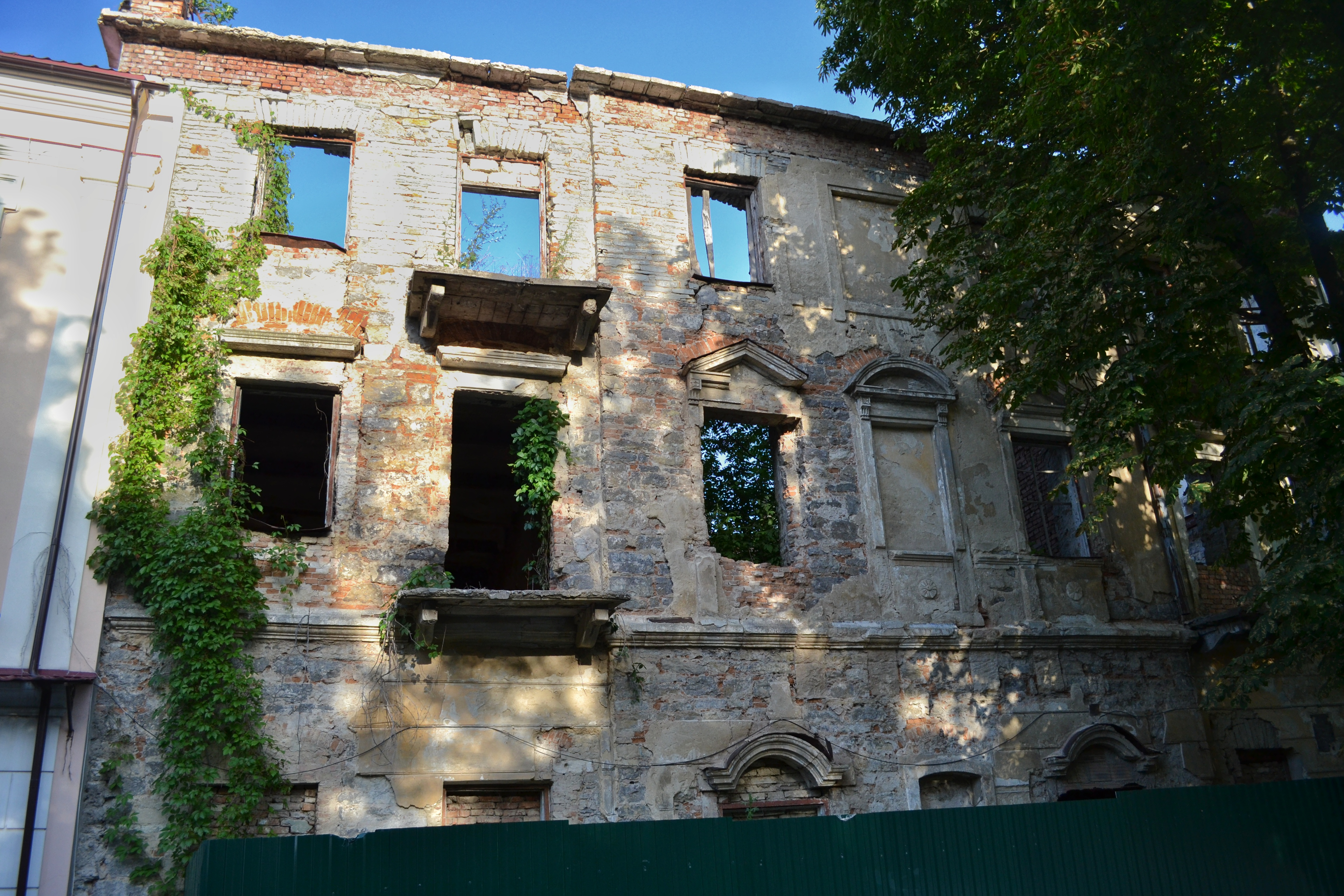
Польський Ринок, 10. Одна з небагатьох вцілілих кам'яниць площі.

Більшість старовинних споруд Старого міста перебувають у аварійному стані (монастир домініканців зі Свято-Миколаївським костелом, монастир домініканок зі Свято-Михайлівським костелом, казарми Кам'янець-Подільської фортеці, будинок за адресою Польський Ринок, 10 тощо), у той час як активно розгортається забудова порожніх або звільнених ділянок (ділянки порожні лише ззовні, під землею розташовані усі підвали). Кількість офіційно визначених архітектурних пам'яток щороку невпинно зменшується.

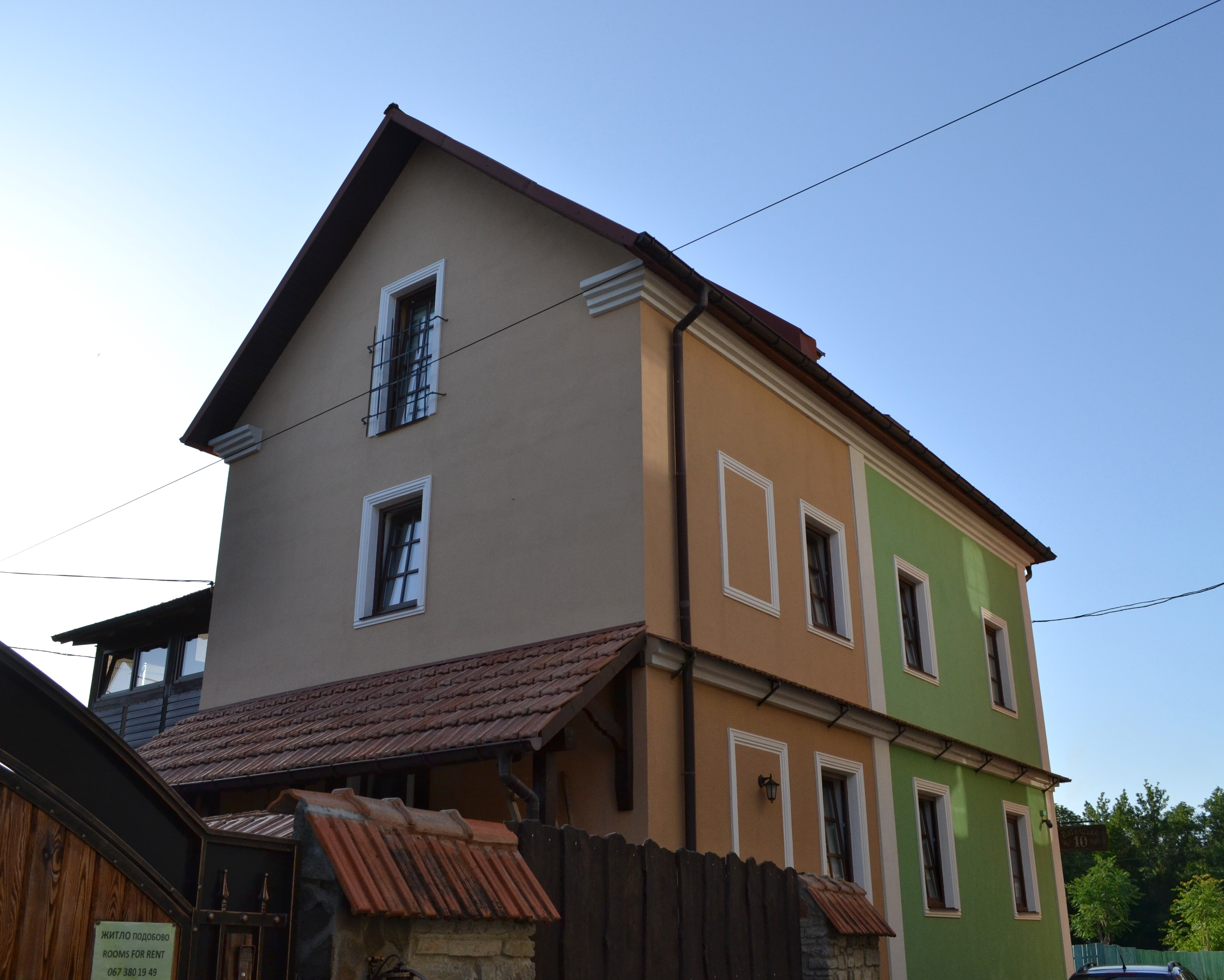
Вулиця П'ятницька, 10. Класичний приклад псевдоісторичних новобудов Старого Міста.

Було змінено та змінюються досі усі проекти відбудови архітектурної спадщини — спрощуються архітектурні деталі, змінюються технології будівництва, використовуються лише дешеві матеріали (кислотно-помаранчеві металочерепичні дахи, металопластикові вікна з блискучими вставками, яскраві силікатні фарби та пінопласт). Будівництва відбуваються у грубій формі — з недбалим ставленням до культурного шару, насамперед до підземель.

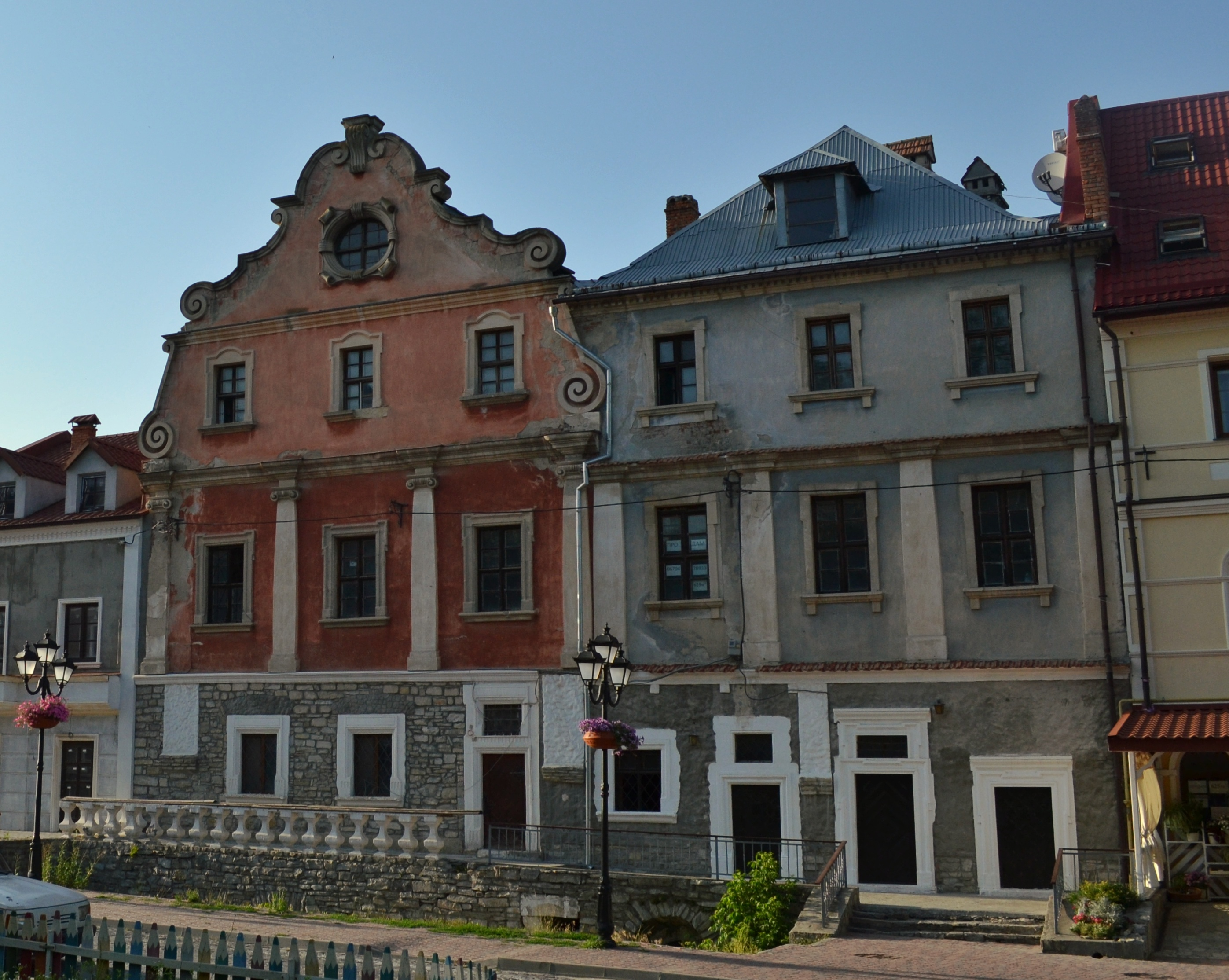
Польський Ринок, 4а. Приклад справжньої реставрації.

Таким чином, на території НІАЗ «Кам'янець» за період з 1987 року по 2020 рік було грамотно відбудовано лише два будинки за спільною адресою Польський Ринок, 4а. Інші — щонайменше 70 споруд — порушують цілісність архітектурного ансамблю Старого Міста та не відповідають поняттю історичної достовірності.

### ЮНЕСКО
Дискусії щодо включення Старого міста до Списку світової спадщини ЮНЕСКО ведуться щонайменше 20 років. До того ж, 2012 року Кам’янець-Подільський визначено кандидатом до Списку світової культурної спадщини ЮНЕСКО. Статус об'єкту Світової спадщини має дати місту наступні переваги: 
- Додаткові гарантії збереження і цілісності унікальних природних і культурних комплексів;
- підвищує престиж територій і керуючих ними установ;
- сприяє популяризації включених в Список об'єктів і розвитку альтернативних видів природокористування (в першу чергу, екологічного туризму);
- забезпечує пріоритетність в залученні фінансових коштів для підтримки об'єктів Світової культурної і природної спадщини, в першу чергу, з Фонду Світової спадщини;
- сприяє організації контролю за станом збереження природних і культурних об'єктів.

Даному розвитку сценарію заважають варварське ставлення до існуючих архітектурних пам'яток і культурного шару, а також порушення історичного середовища Старого міста шляхом зведення десятків новобудов, що стилістично та історично не можуть вважатися відновленою архітектурою (фактично, від відновлення архітектури Кам'янця-Подільського у первісному вигляді просто відмовилися, натомість обравши короткострокову вигоду від новобудов під комерцію).

### Реакція місцевої влади

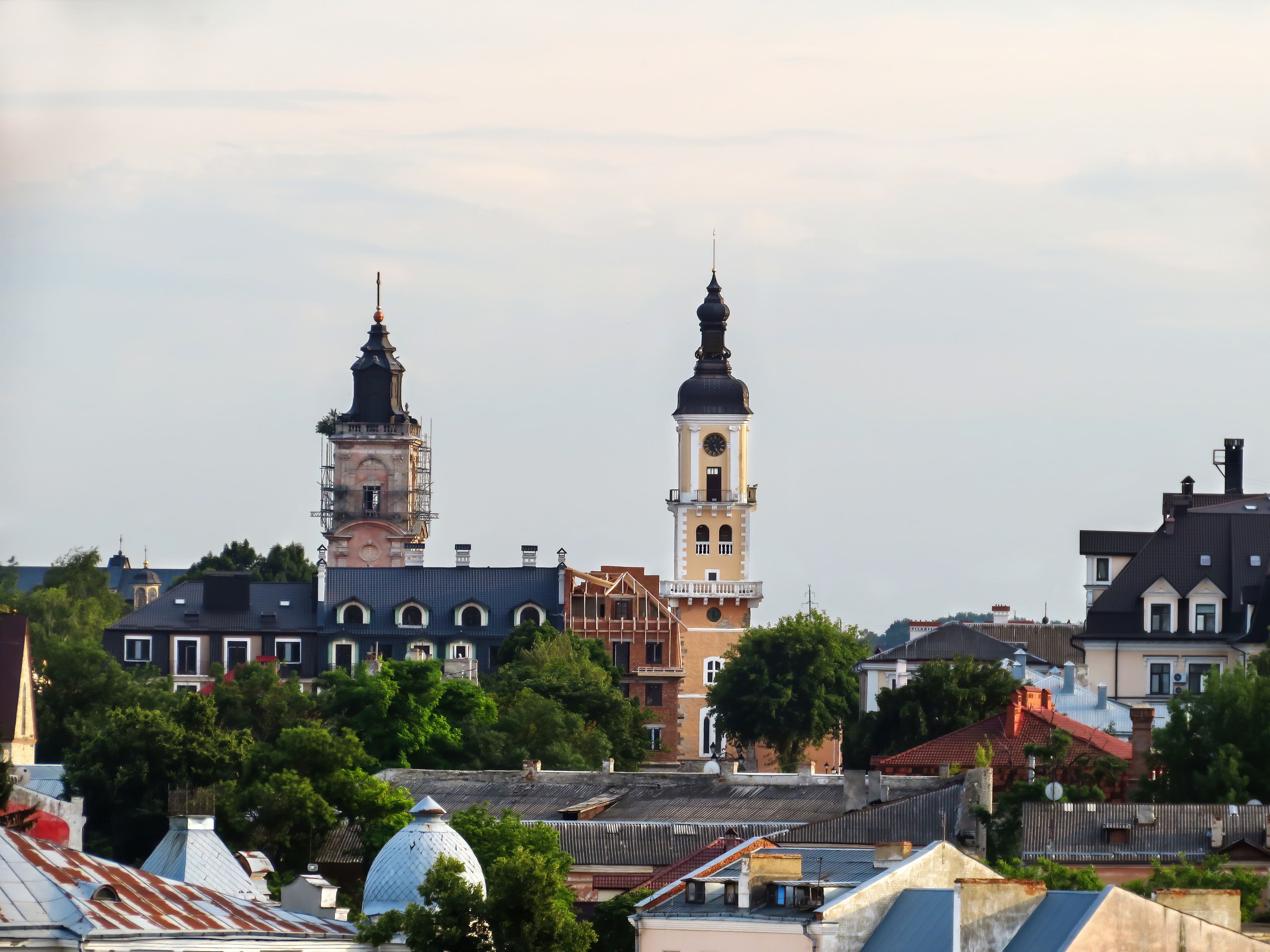
Дахи не історичної забудови Старого міста

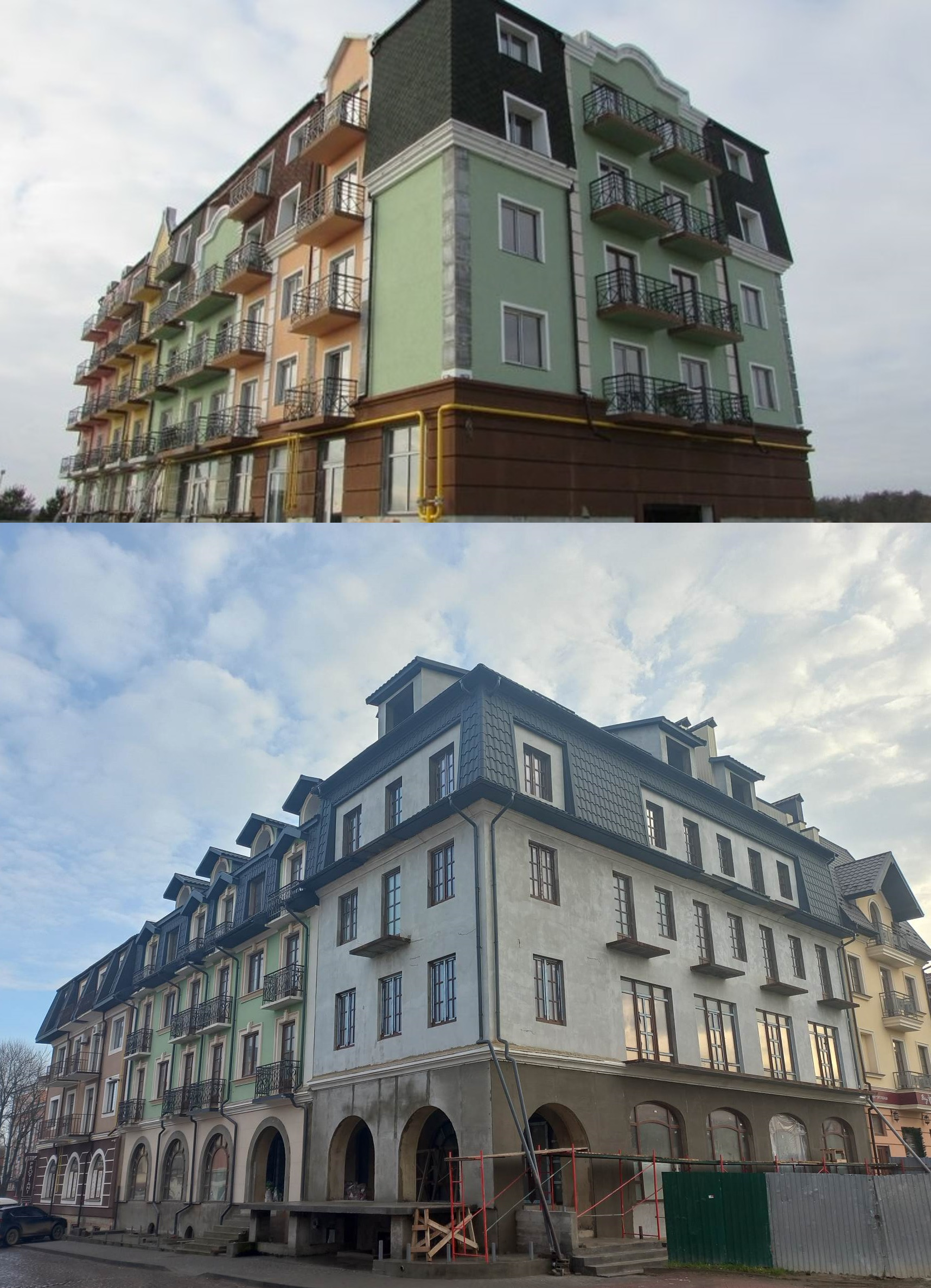
Зверху вниз: перше фото — новобудова в спальному районі міста Бучі, друге — псевдо-відбудова в Старому місті. Найбільш значні невідповідності: забудовник збільшив поверховість, деякі віконні рами завеликі, особливо в першій секції, форма даху не відповідає історичності.

Значна частина інформації щодо варварського відношення до історико-архітектурної спадщини Кам'янця-Подільського публікувалася у інтернет-блозі під назвою «Хроніка знищення Старого міста». Згодом ресурс привернув увагу місцевої преси, у зв'язку з чим у 36 випуску газети «Подолянин» від 6 вересня 2013 року було опубліковане інтерв'ю з Олександром Чухрієм (очільник створеного у 2012 році відділу охорони культурної спадщини в Кам'янці-Подільському), у питаннях до якого було згадано «Хроніку…».
|                                                                       | Звісно ж, я читав ці публікації і розумію, що це вендета з боку декого з ображених архітекторів, котрі й самі мали відношення до низки помилок у реставрації, і від чиїх послуг місто відмовилося. Тому я вважаю, що це не "Хроніка знищення", а просто задоволення власних амбіцій. |
| — Андрій Чухрій, очільник відділу охорони культурної спадщини у місті | |

Журналісти поцікавилось у директора Національного історико-архітектурного заповідника, як би Василь Фенцур оцінив по десятибальній шкалі відбудову в Старому місті за останні 20 років.
|                                                              | Сім, думаю, сім балів з десяти. |
| — Василь Фенцур, директор НІАЗ, який очолює його з 1987 року |                                 |

Хоча думка громадського суспільства діаметрально протилежна. Активісти та пересічні кам’янчани обурені сучасним відтворенням втраченої історичної забудови, якість якої досить низька.
|                   | Не треба бути професійним істориком, щоб зрозуміти, що таких будинків у Кам’янці не було |
| — громадяни міста |                                                                                          |

Основні недоліки відтворення втраченої історичної забудови: 
- Невідповідність історичним дахам у новобудовах, нетипова форма, створення мансардових поверхів з не історичним кутом нахилу даху;
- Більша кількість поверхів ніж історична забудова, яка мала переважно 2-3 поверхові будівлі, а не 4-5 та більше;
- Ширина віконних рам не відповідає історичним знімкам, добудова додаткових балконів, які люблять туристи у готелях, але не притаманні історичним будівлям Старого міста;
- Відсутність дотримання зовнішнього естетичного вигляду новобудов, встановлення кондиціонерів та зовнішніх вивісок, банерів, у великій кількості на фасаді;
- Встановлення елементів декору у вигляді колон та інших не типових часу історичної відбудови елементів;
- Використання не якісних та дешевих будівельних матеріалів, кольорів яскравого забарвлення та поєднання великої кількості кольорів на одному фасаді, відсутність комплексного підходу.

Реакція місцевої влади має бути термінова, слід відреагувати та численні порушення від забудовників Старого міста. Можливі шляхи вирішення проблеми не історичної забудови:
- Розробити концепцію бачення забудови/відтворення Старого міста, провівши обговорення зі спеціалістами і дотримуватись її (не мають з'являтись об'єкти, що не відповідають концепції забудови/відтворення).
- Прописати вимоги відтворення історичної забудови, форма даху, поверховість, колір та інші елементи. Надавати дозвіл на новий об'єкт лише після узгодження всіх деталей забудови/відтворення.
- Розпочати процес обговорення з власниками будівель, щоб привести уже збудовані об'єкти до історичної відповідності та вимог відтворення історичної забудови. За потреби направити скарги до відповідних органів влади, суду, що контролюють дотримання забудови Старого міста.
- Створити реєстр забудови/відтворення та забудовників і не співпрацювати більше з порушниками та сумнівними компаніями.

#### Фото занедбаних будівель

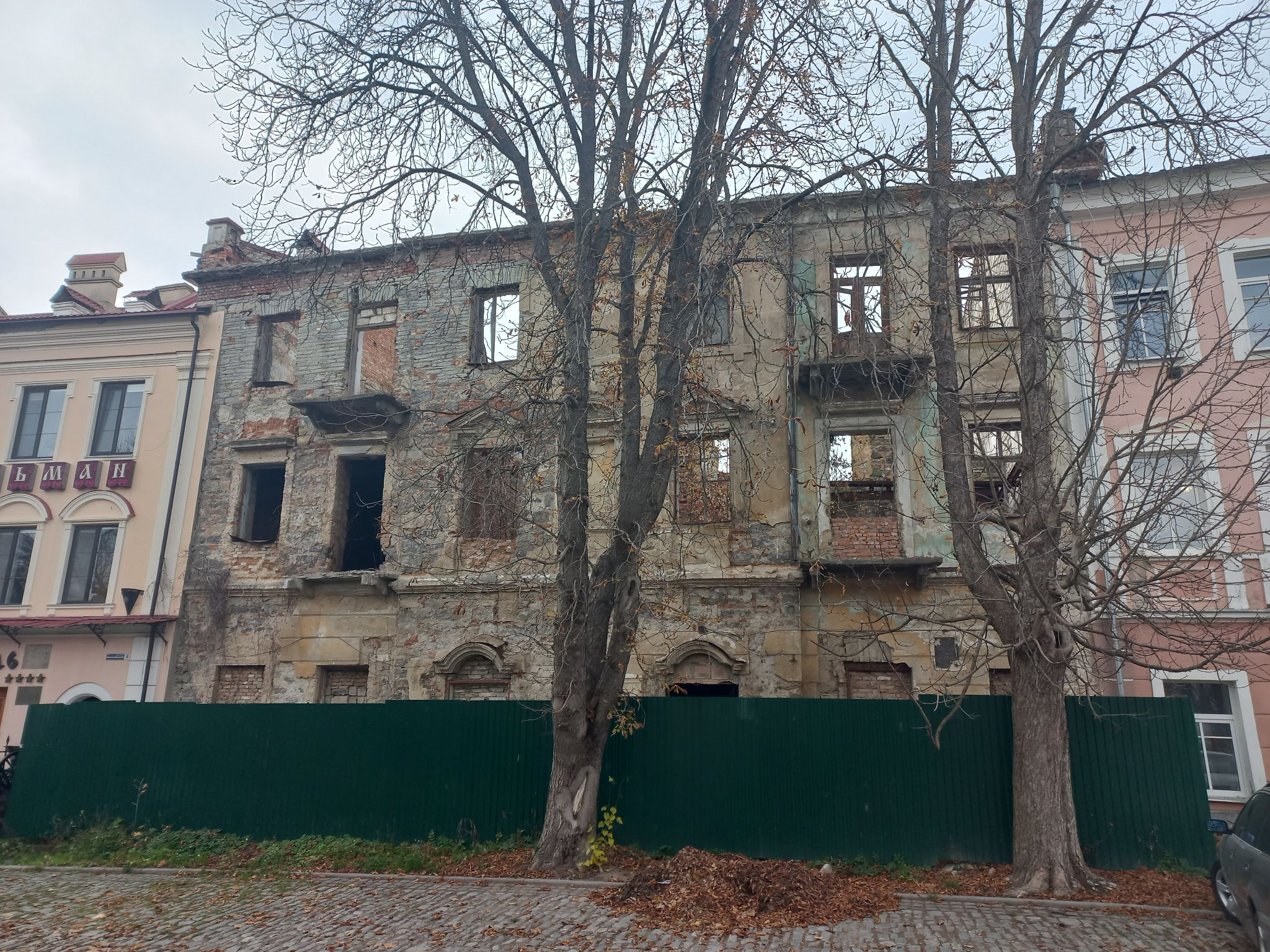
Закунута будівля Старе місто
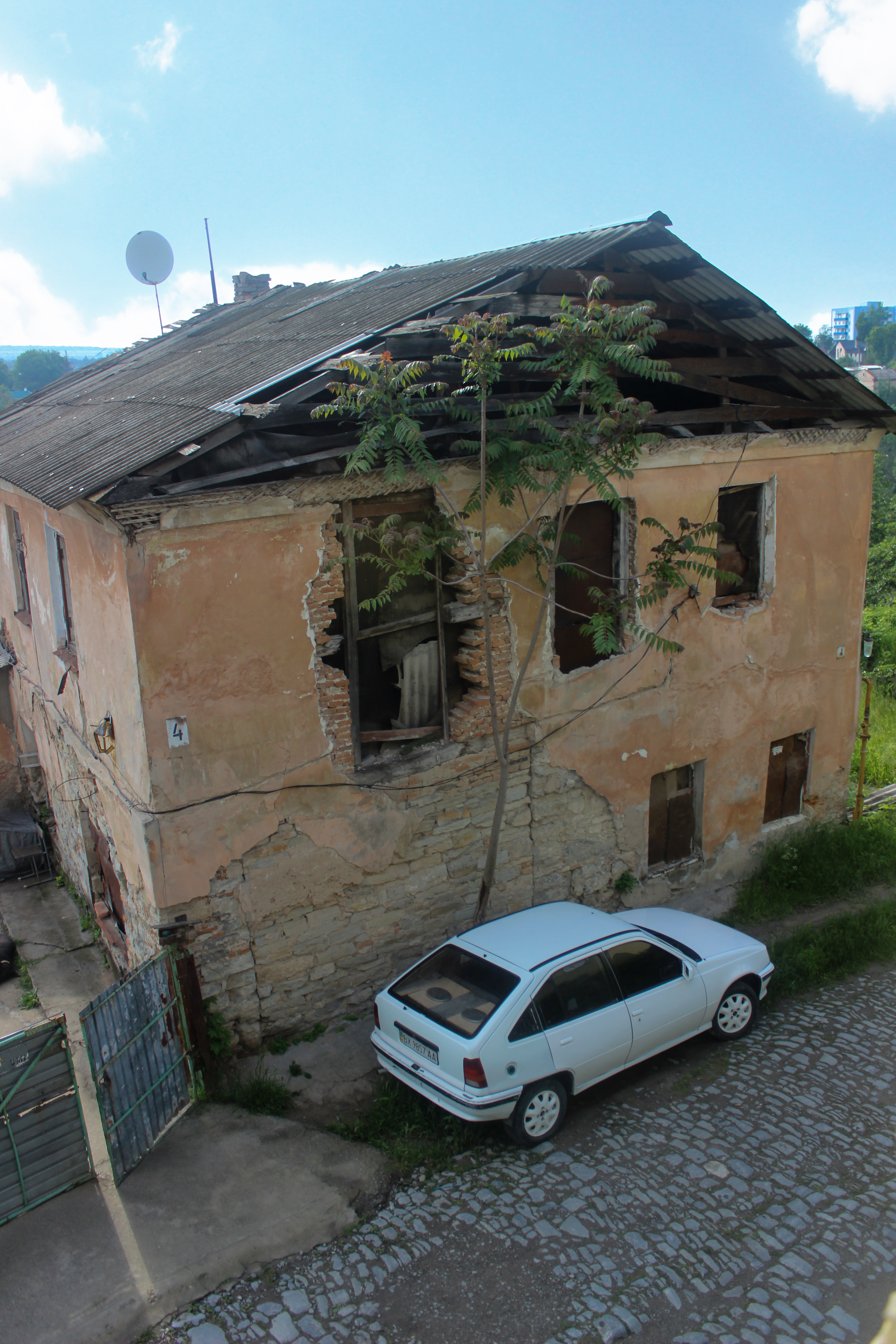
Зруйнована стіна вул. Кузнечна, 4
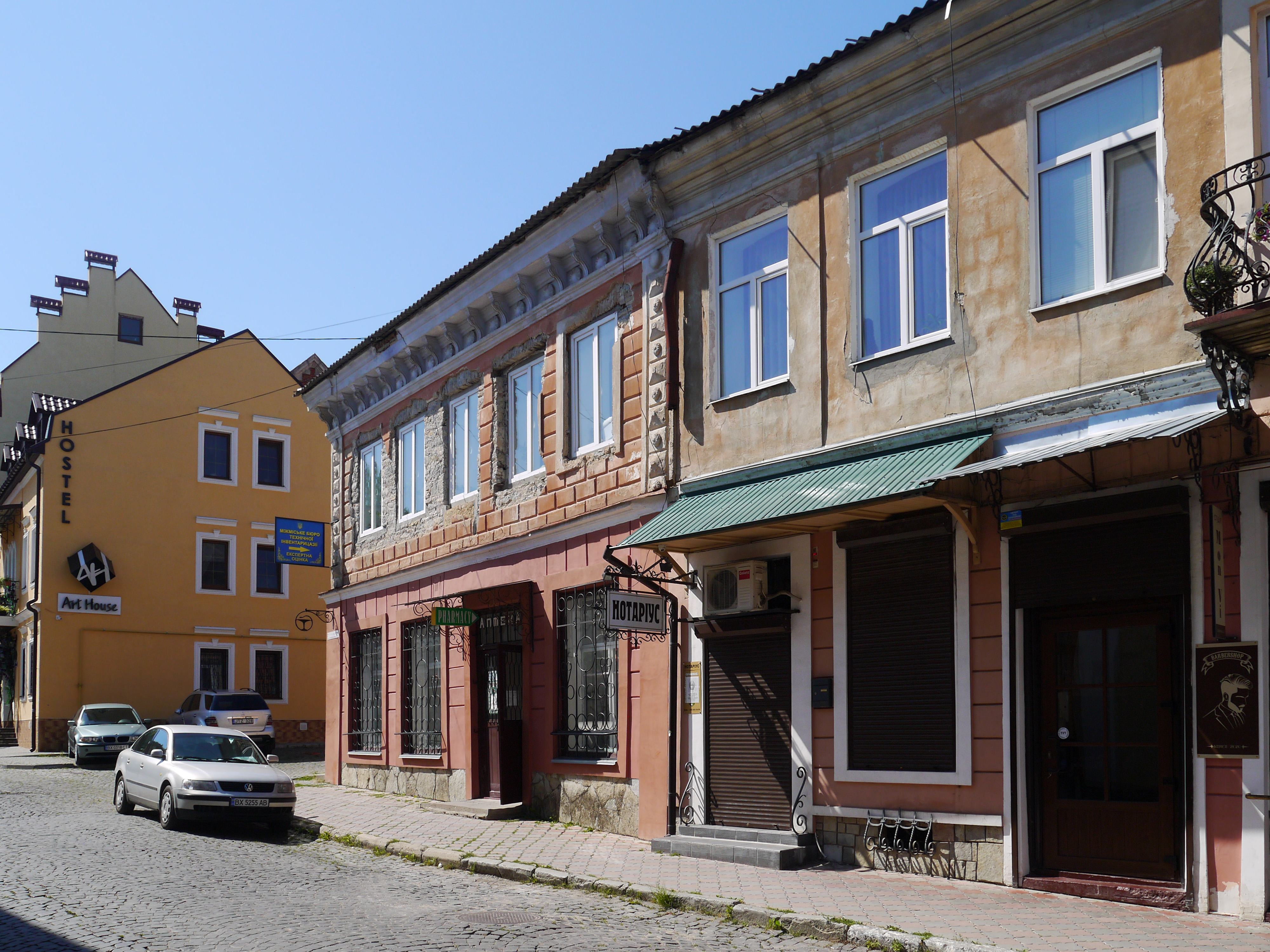
Недолуге встановлення вікон вул. Зарванська, 16
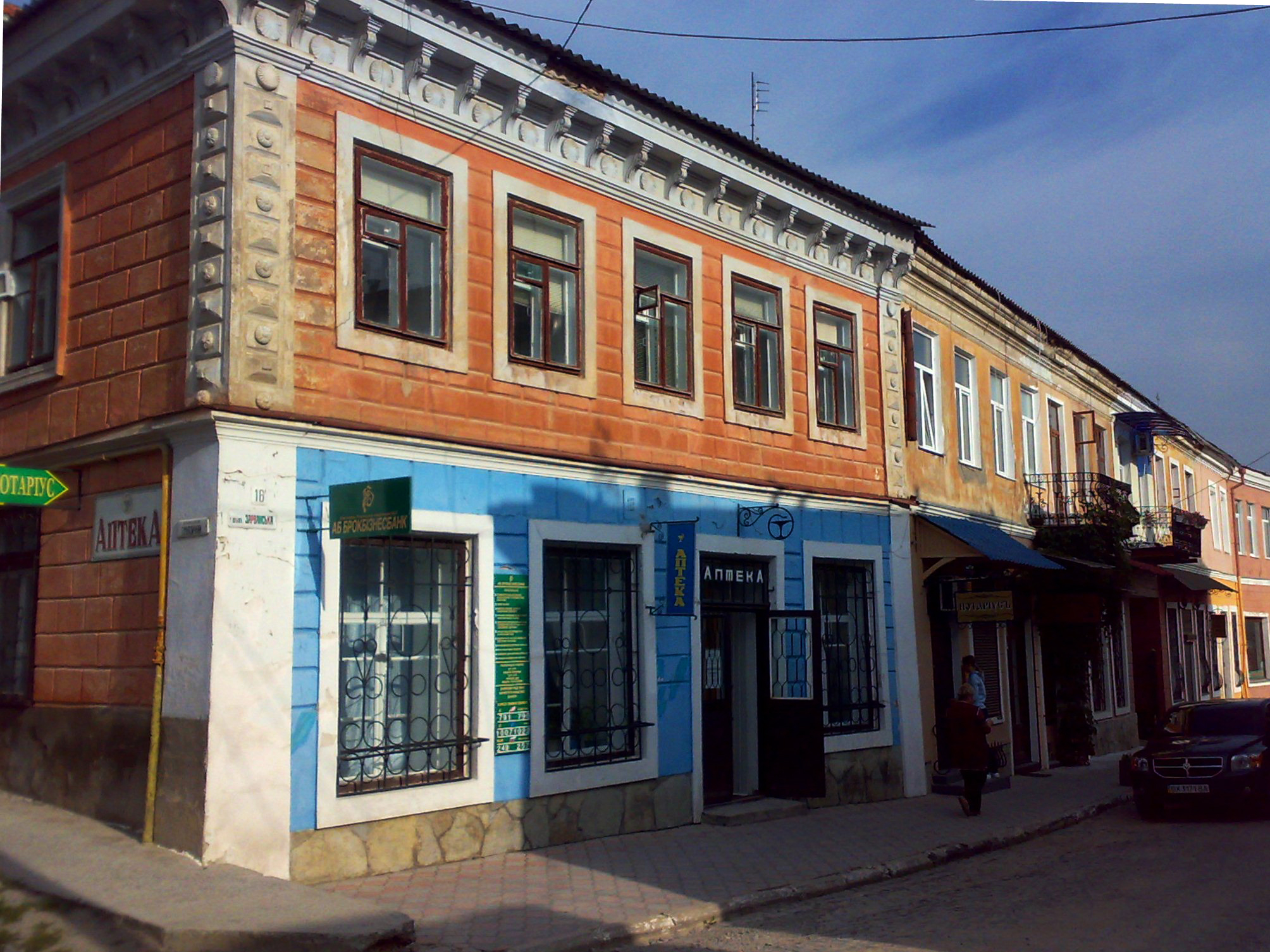
Вигляд до заміни вікон вул. Зарванська, 16
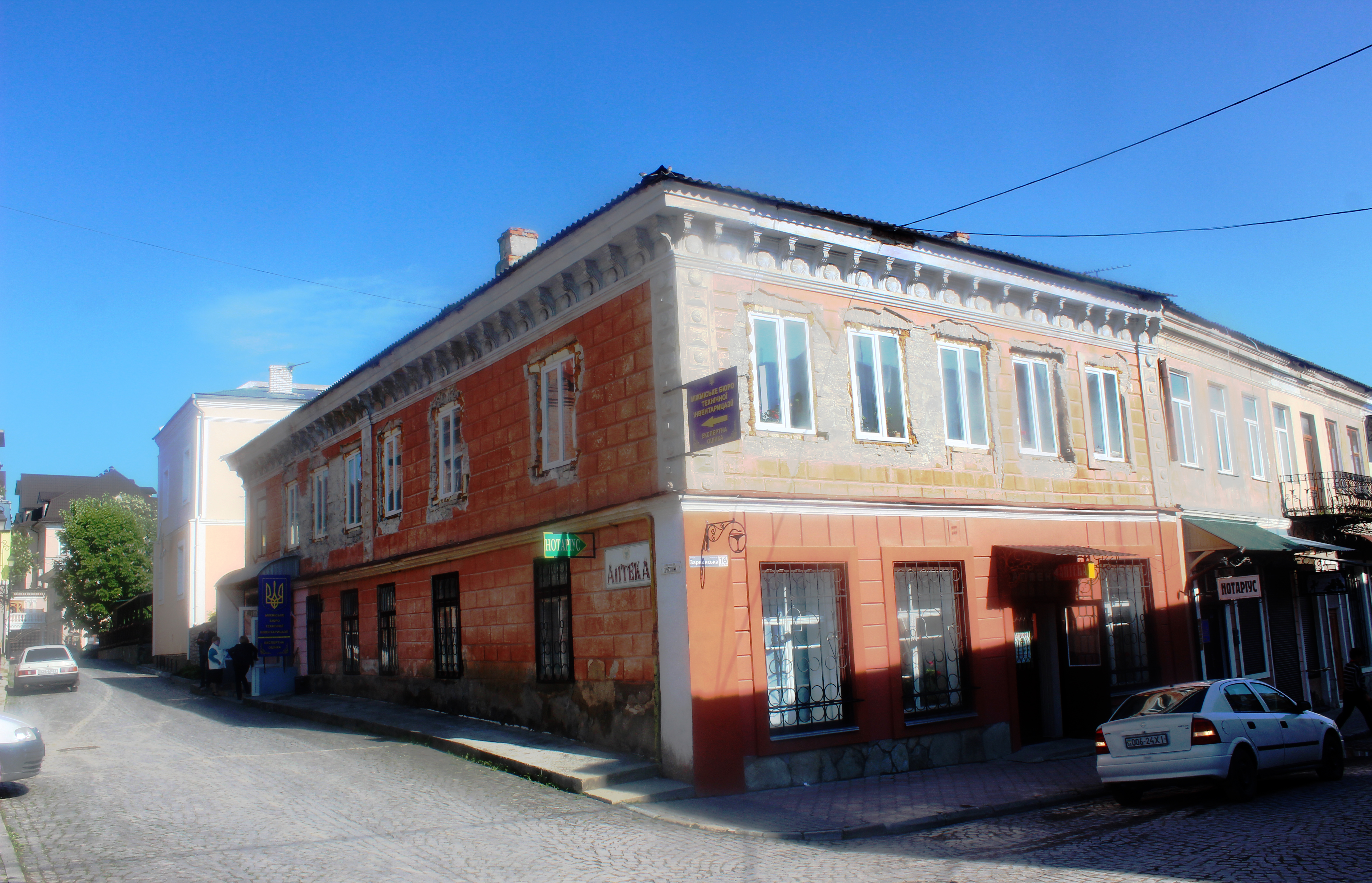
Вигляд після заміни вікон вул. Зарванська, 16
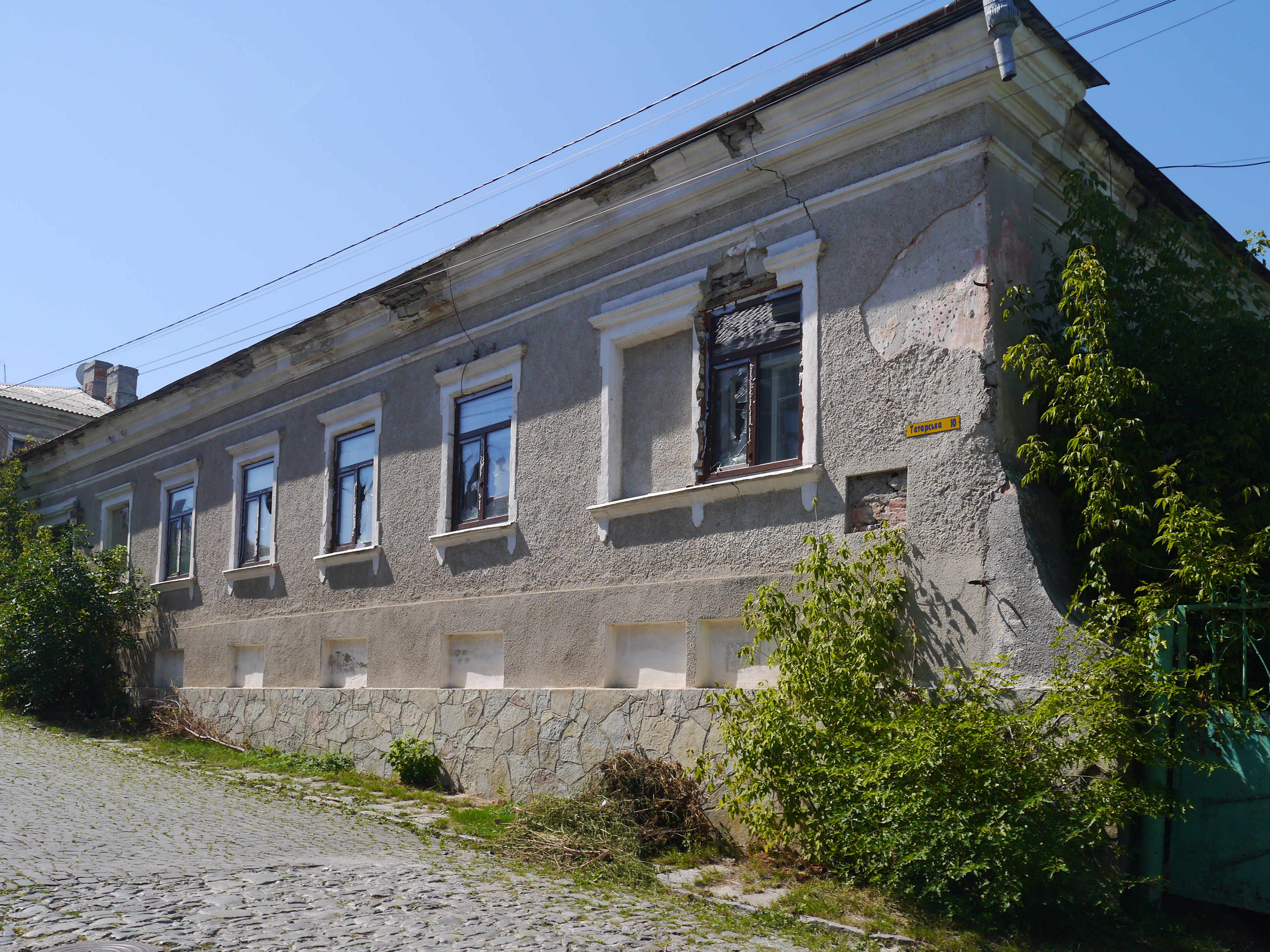
Жахливий стан будинку вул. Татарська, 10
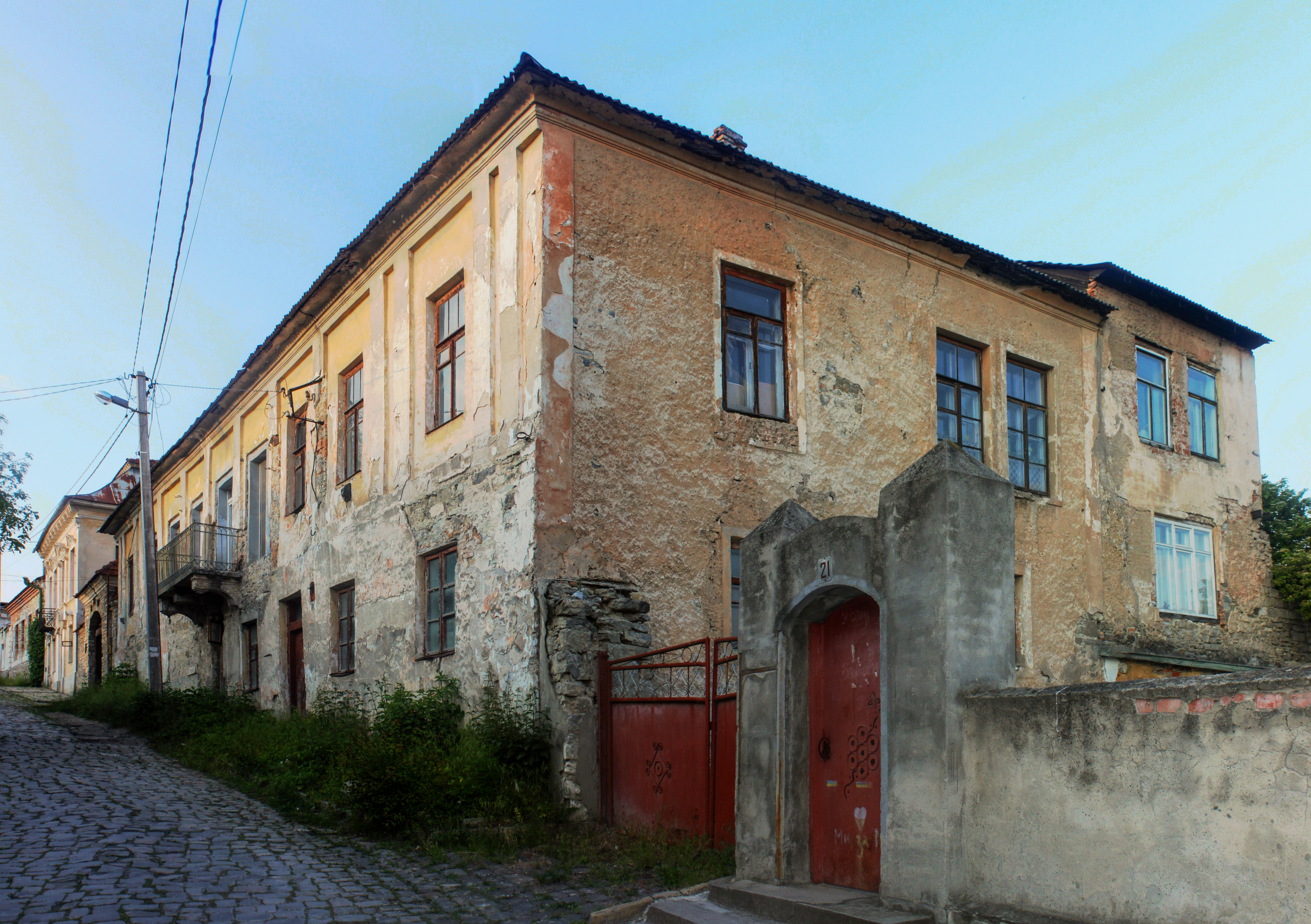
Вигляд занедбаного будинку вул. Довга, 19
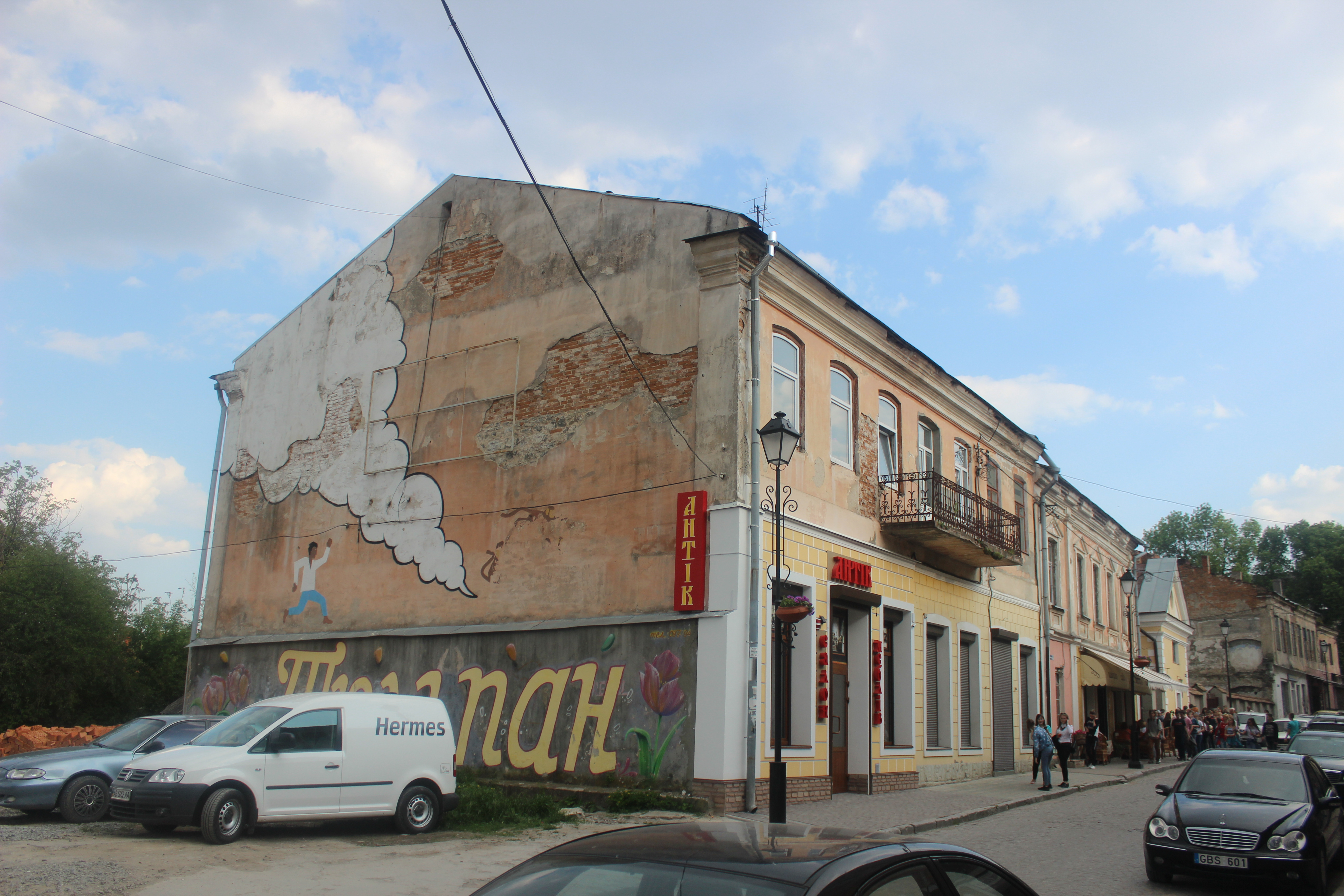
Вигляд занедбаного будинку вул. Зарванська, 9
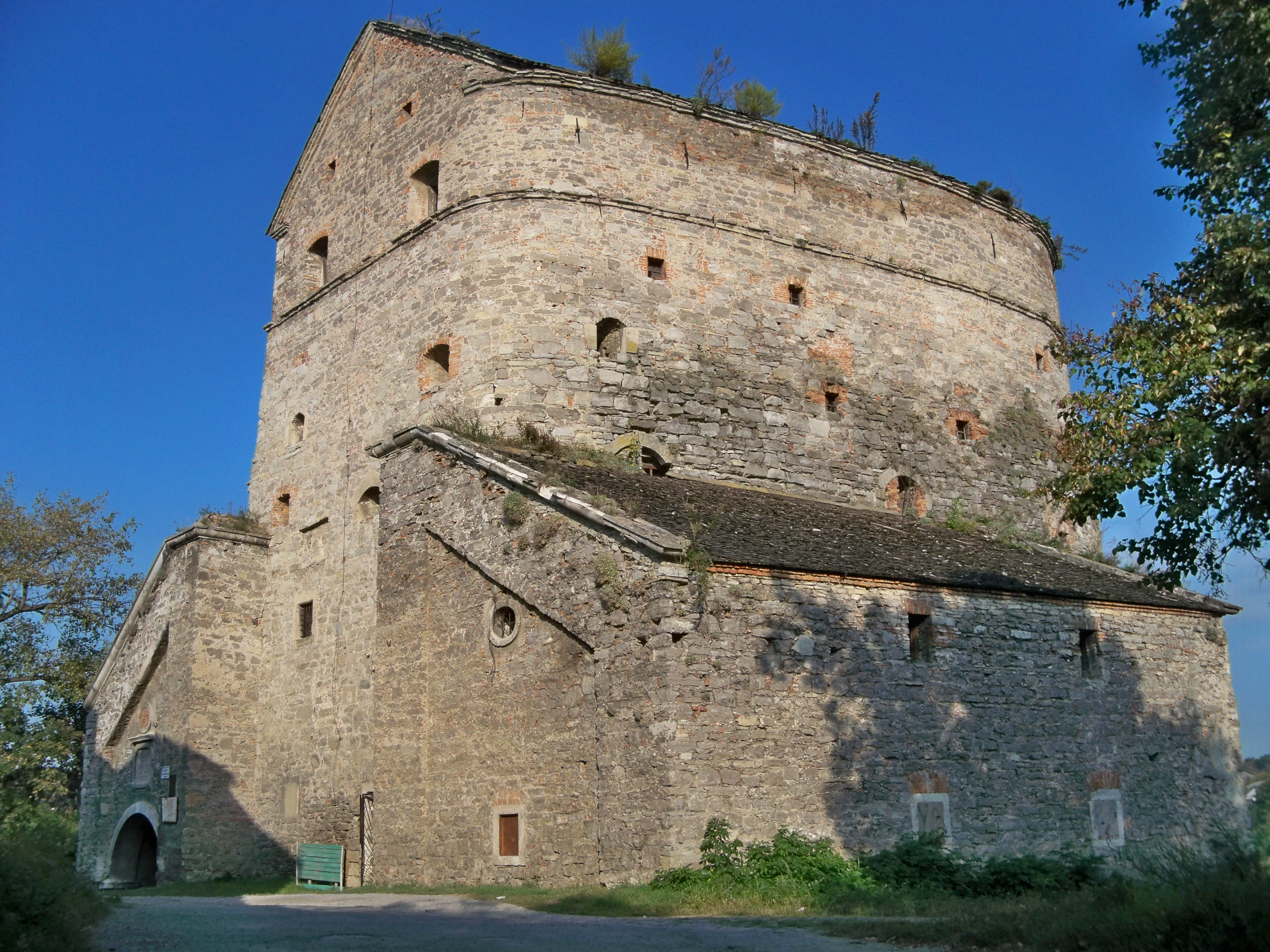
Башта Стефана Баторія перебуває в жахливому стані
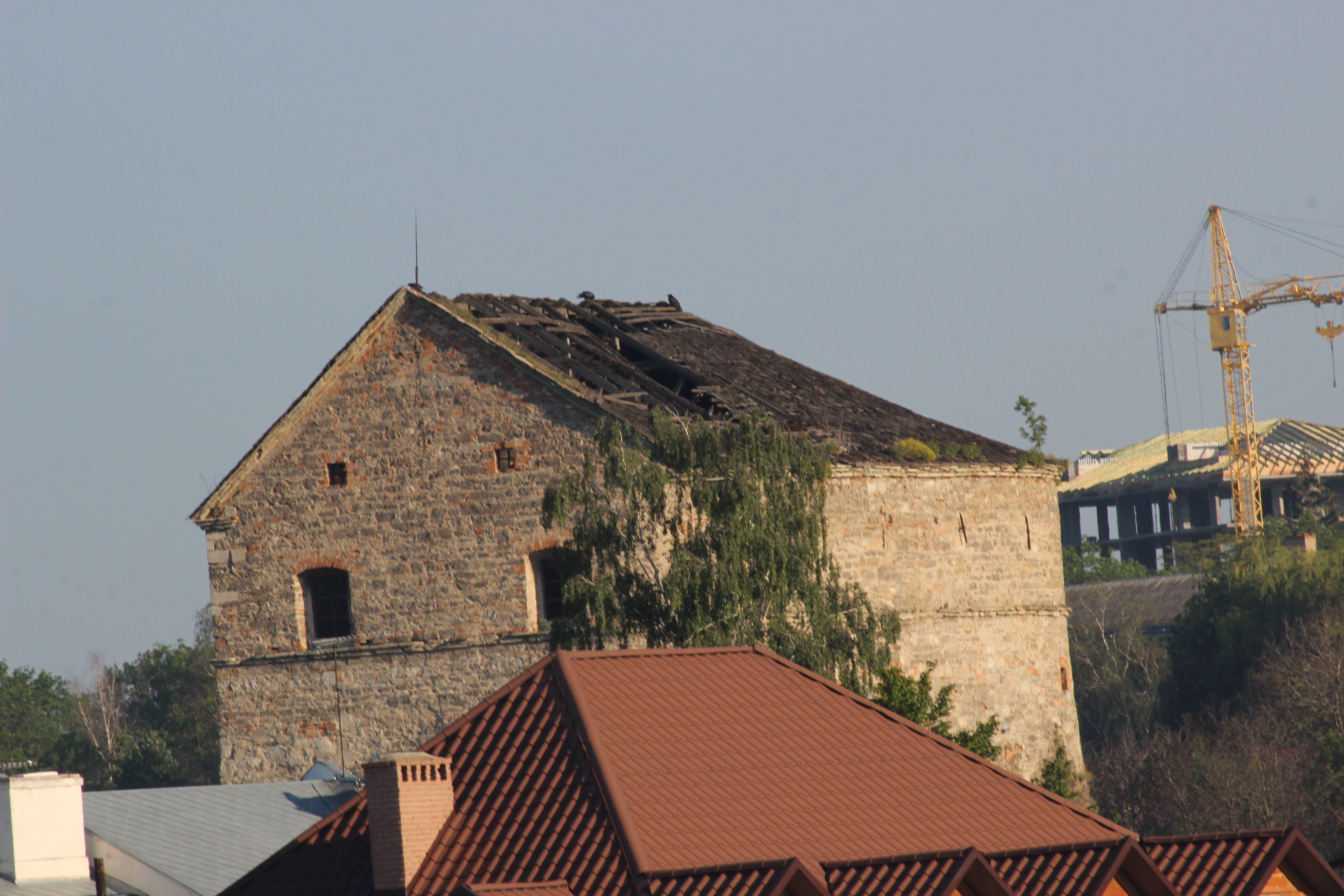
Дах башти Баторія зруйнований
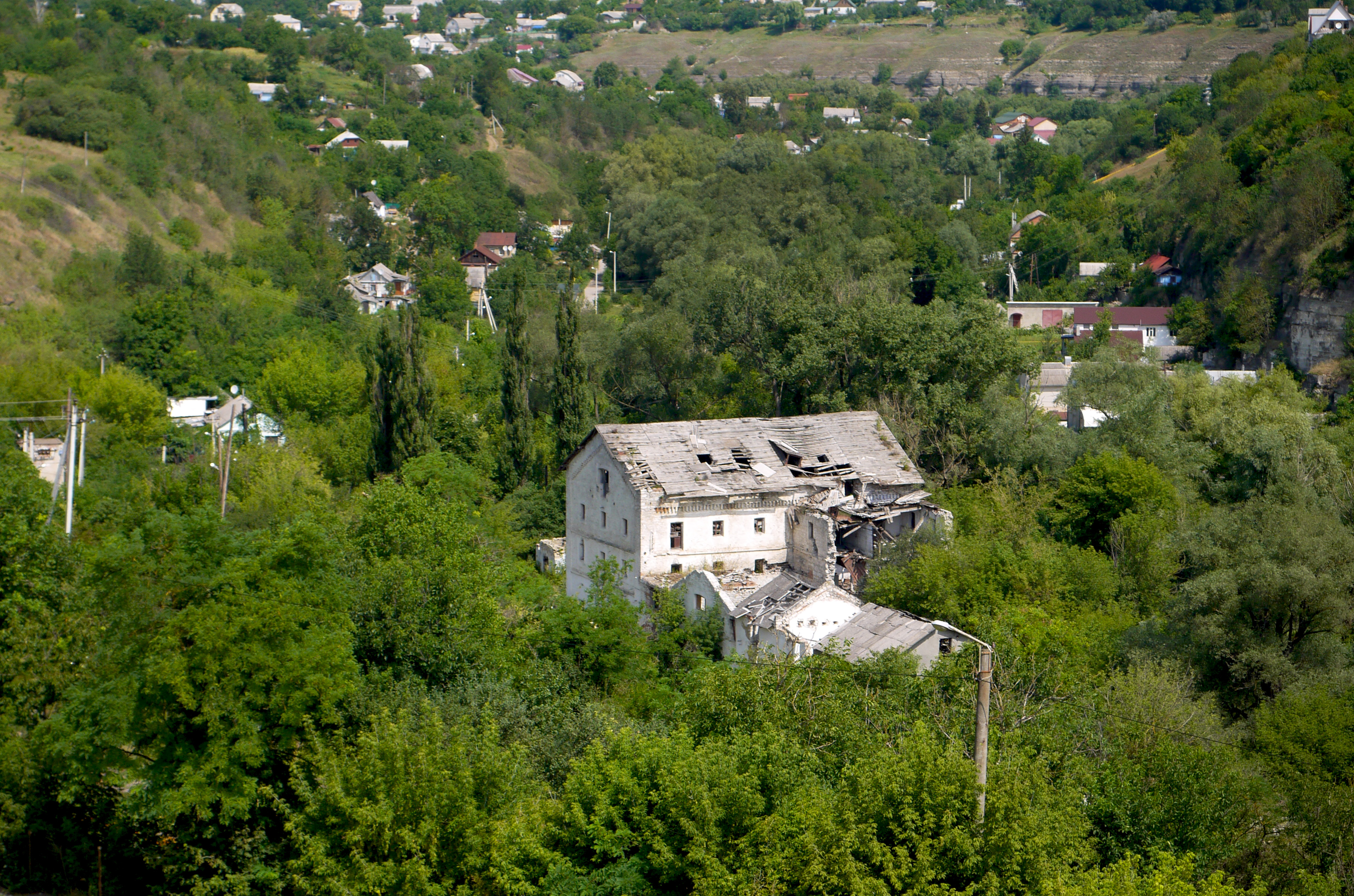
Млин Ірафа пам'ятка містобудування та архітектури місцевого значення, руйнується
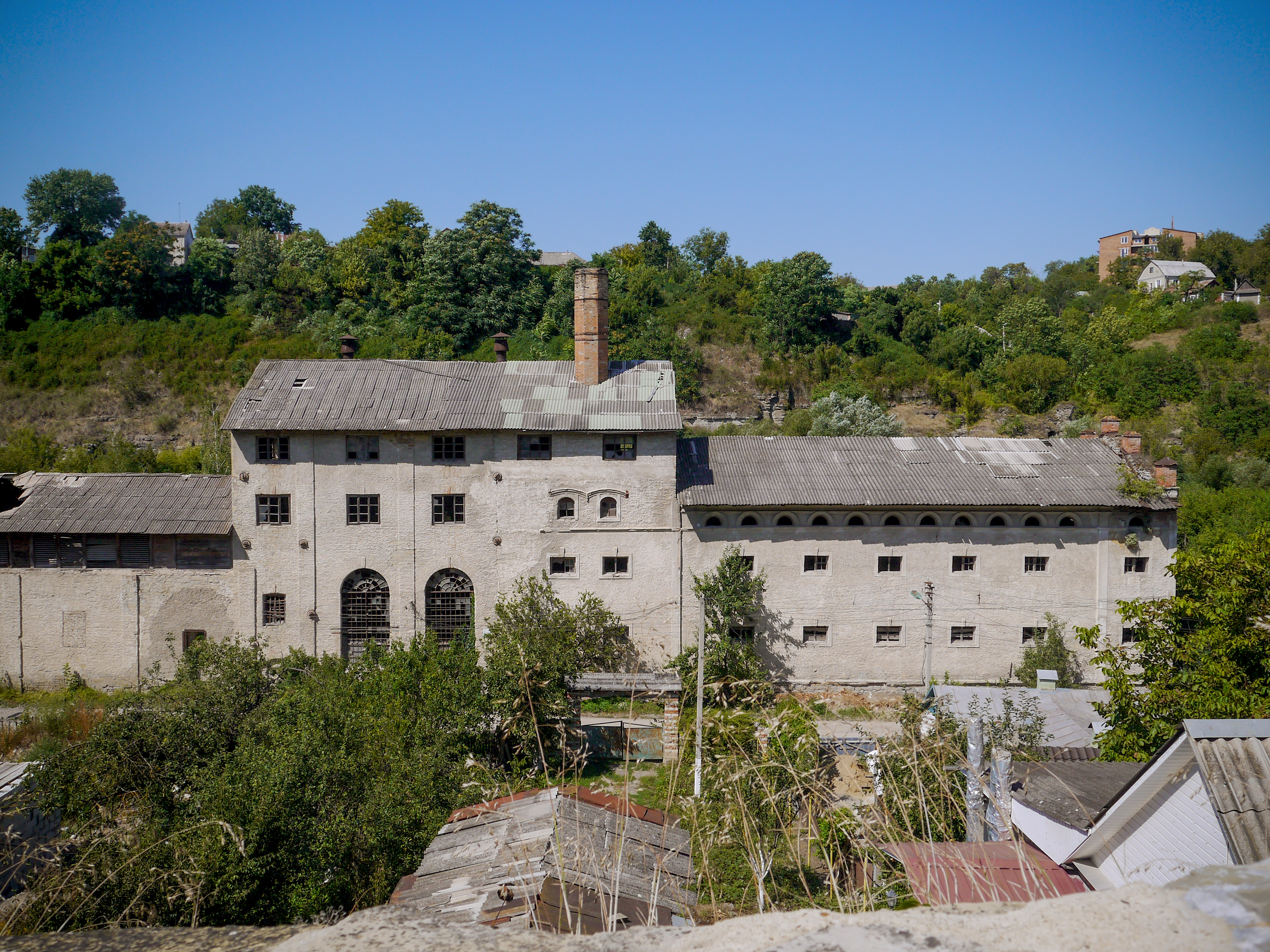
Занедбаний Пивоварний завод, руйнується

#### Фото прийнятної відбудови та реставрації будівель

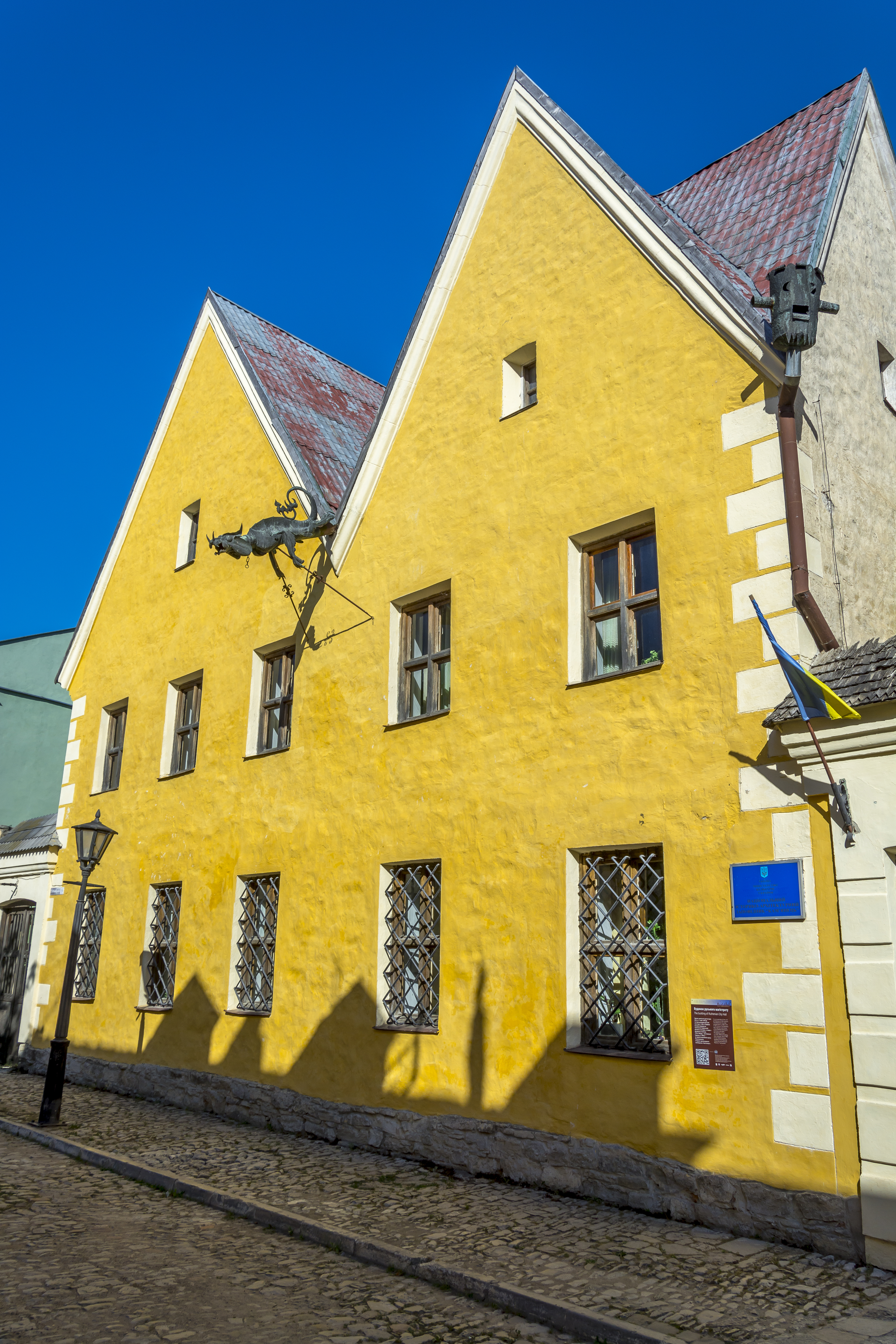
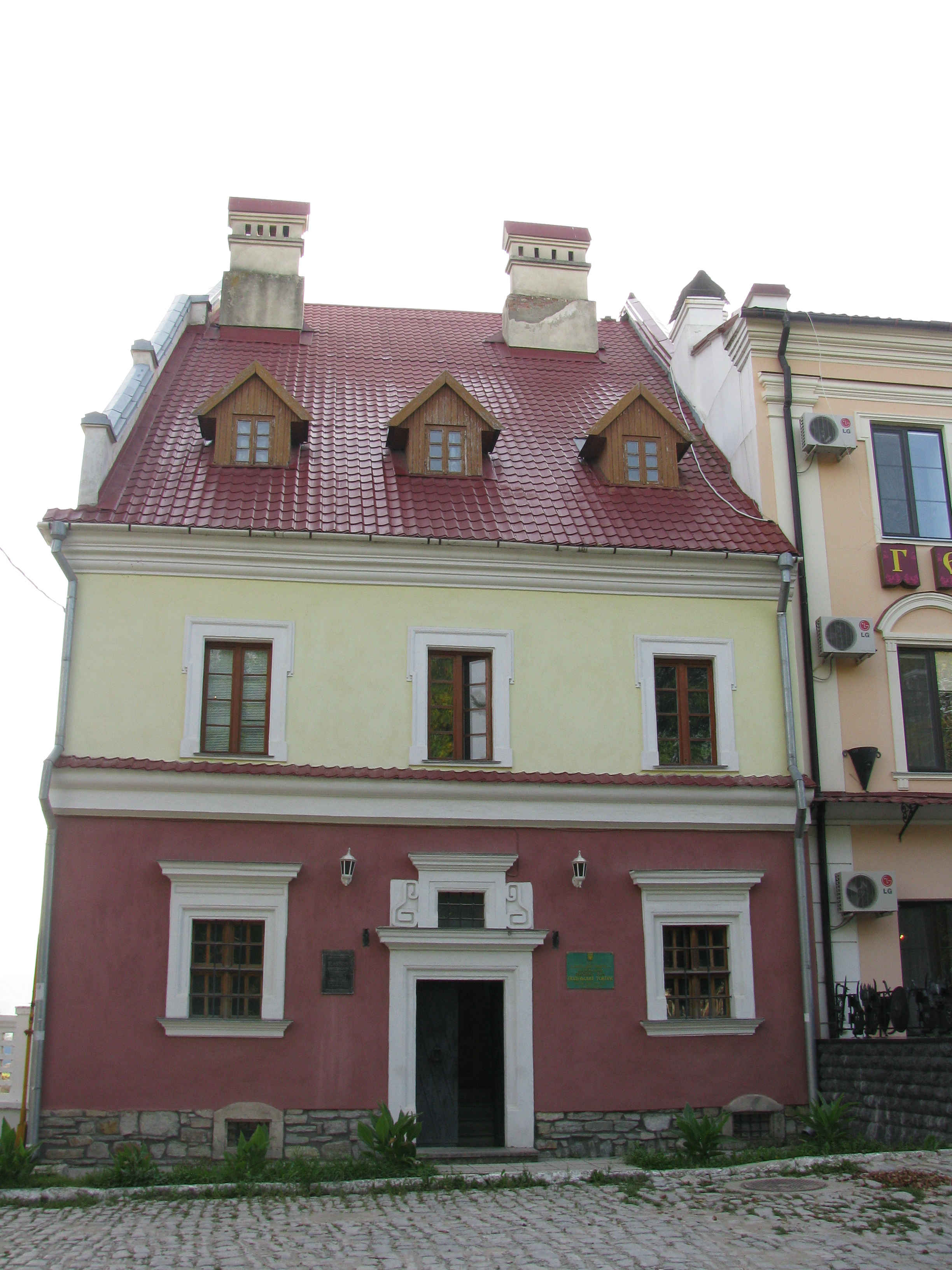
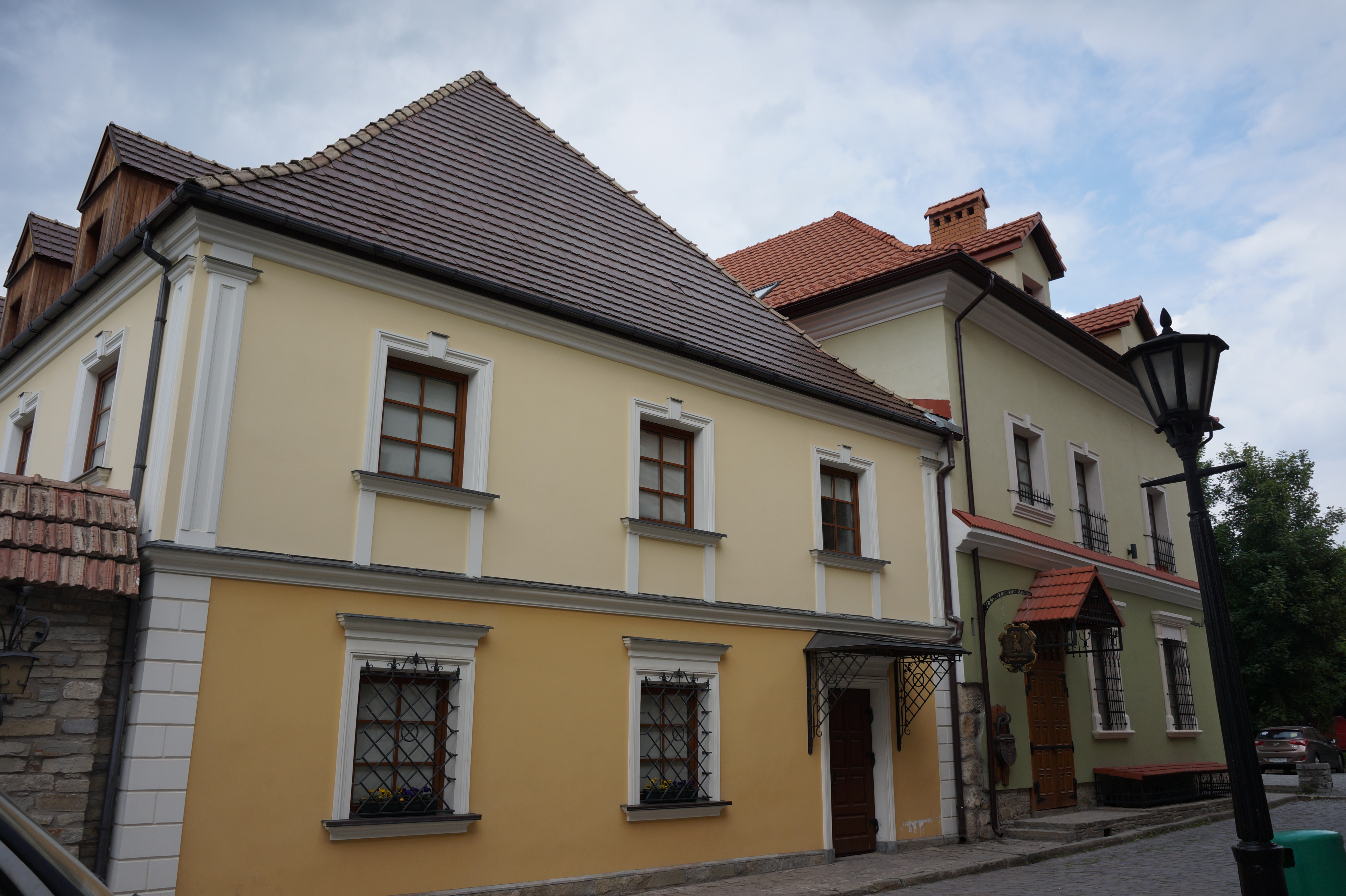
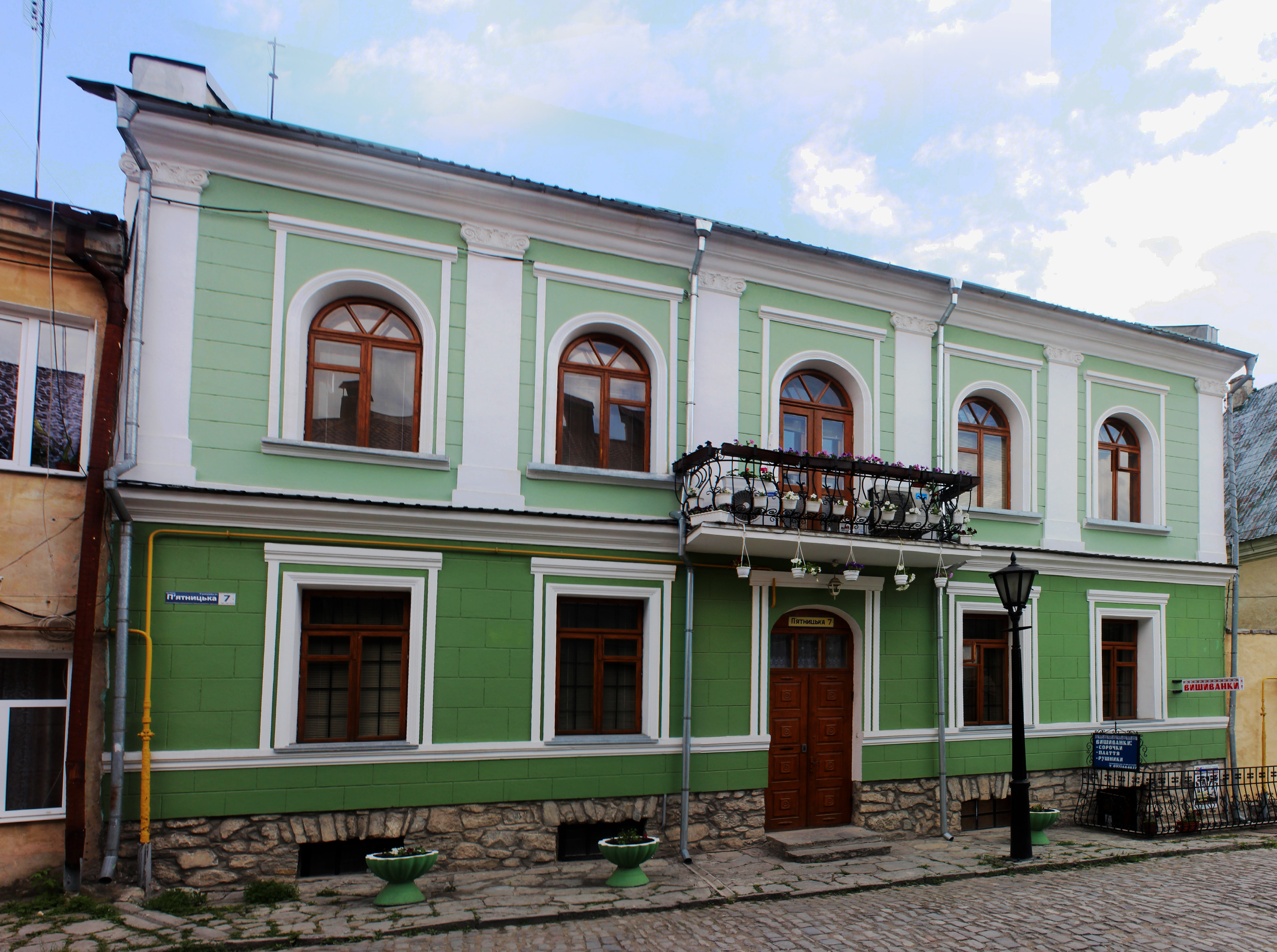
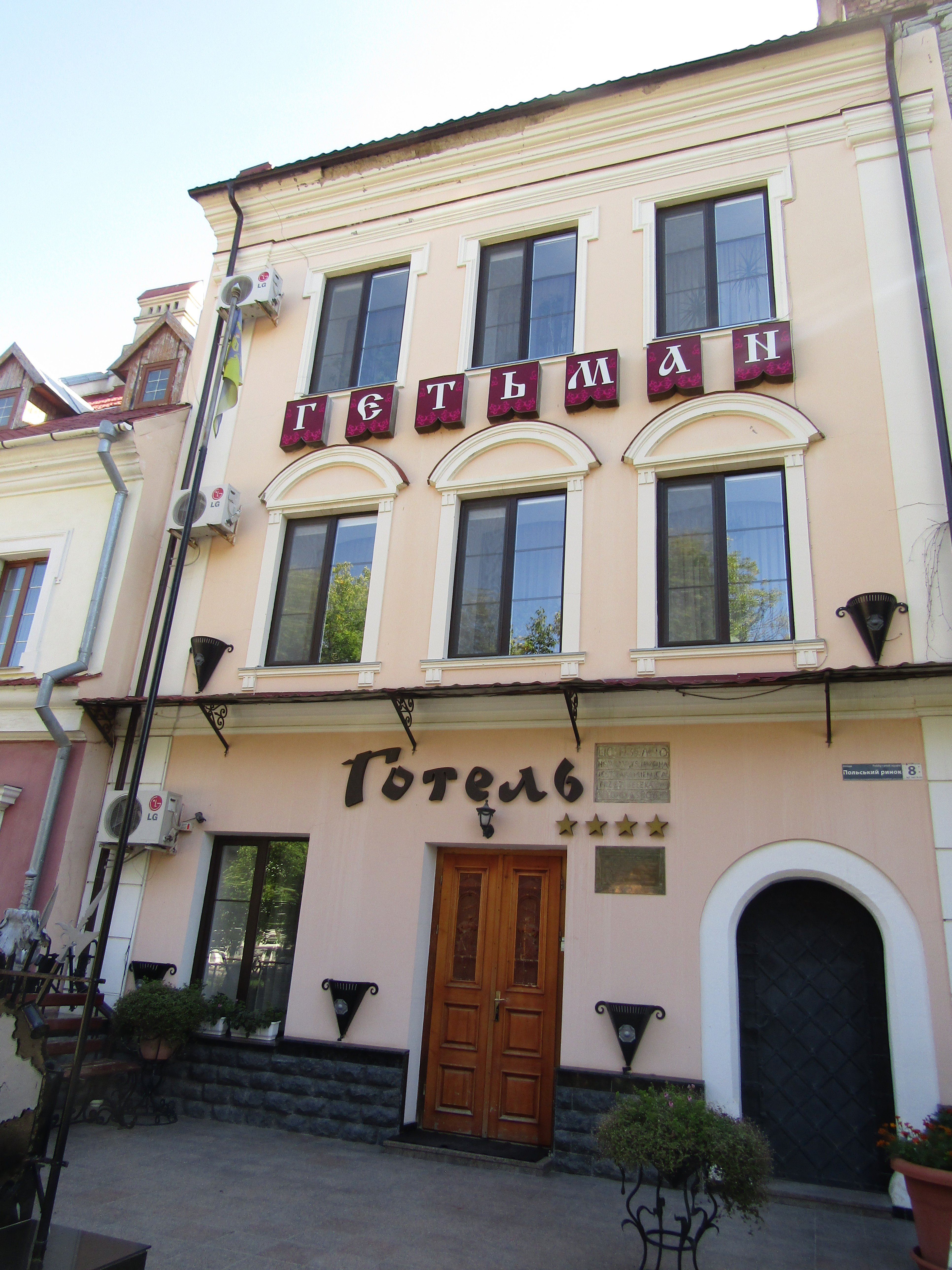
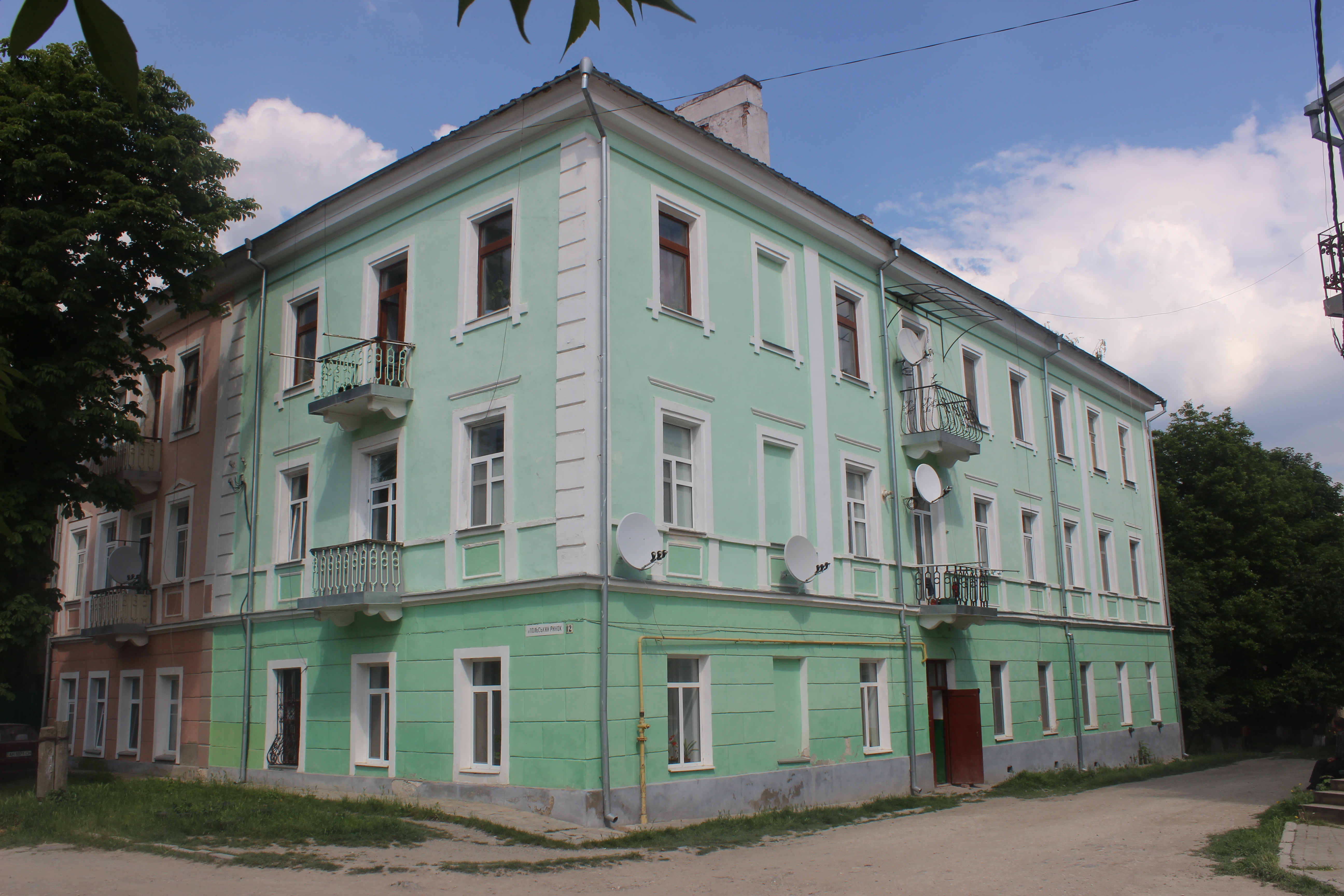
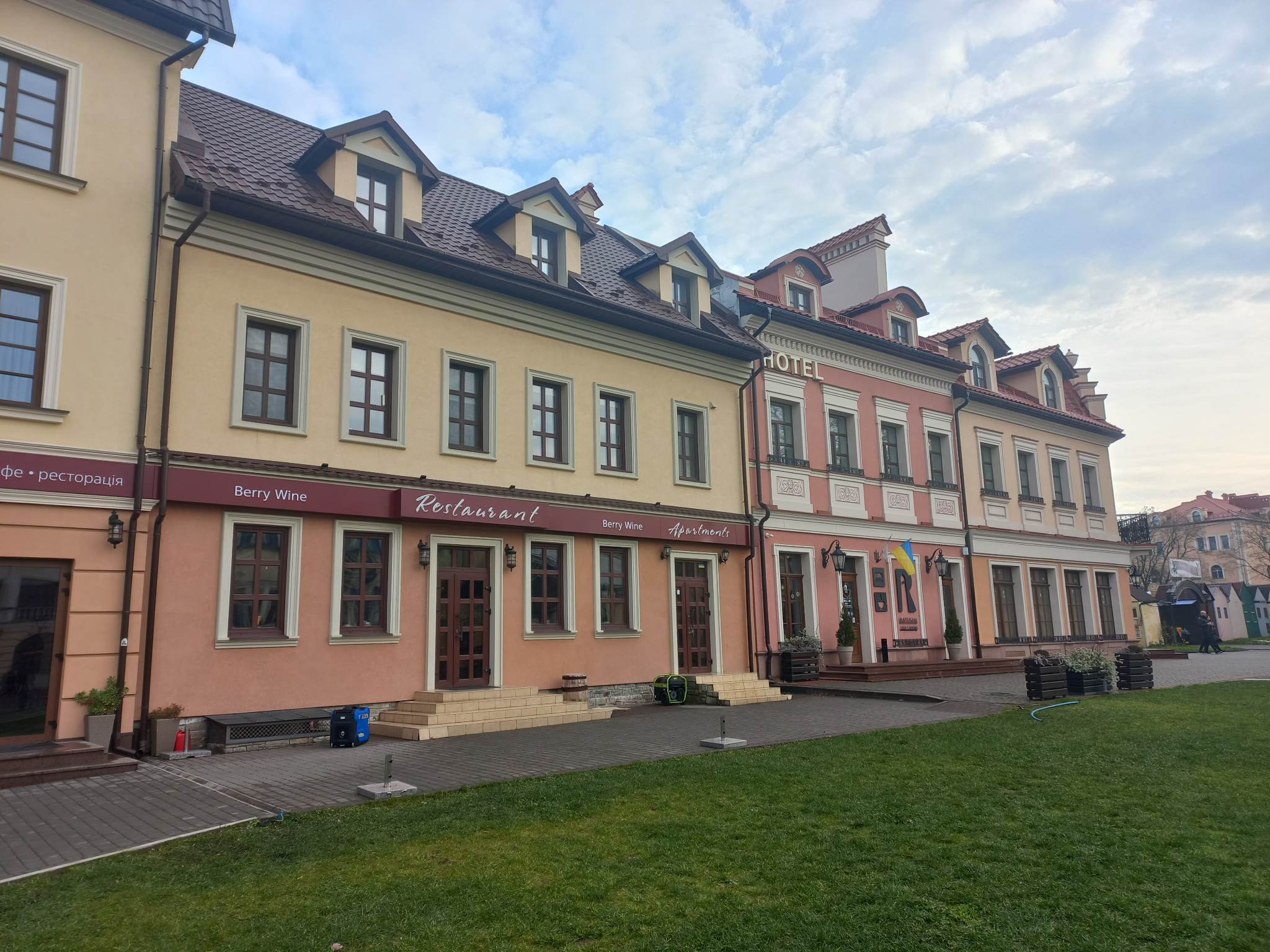
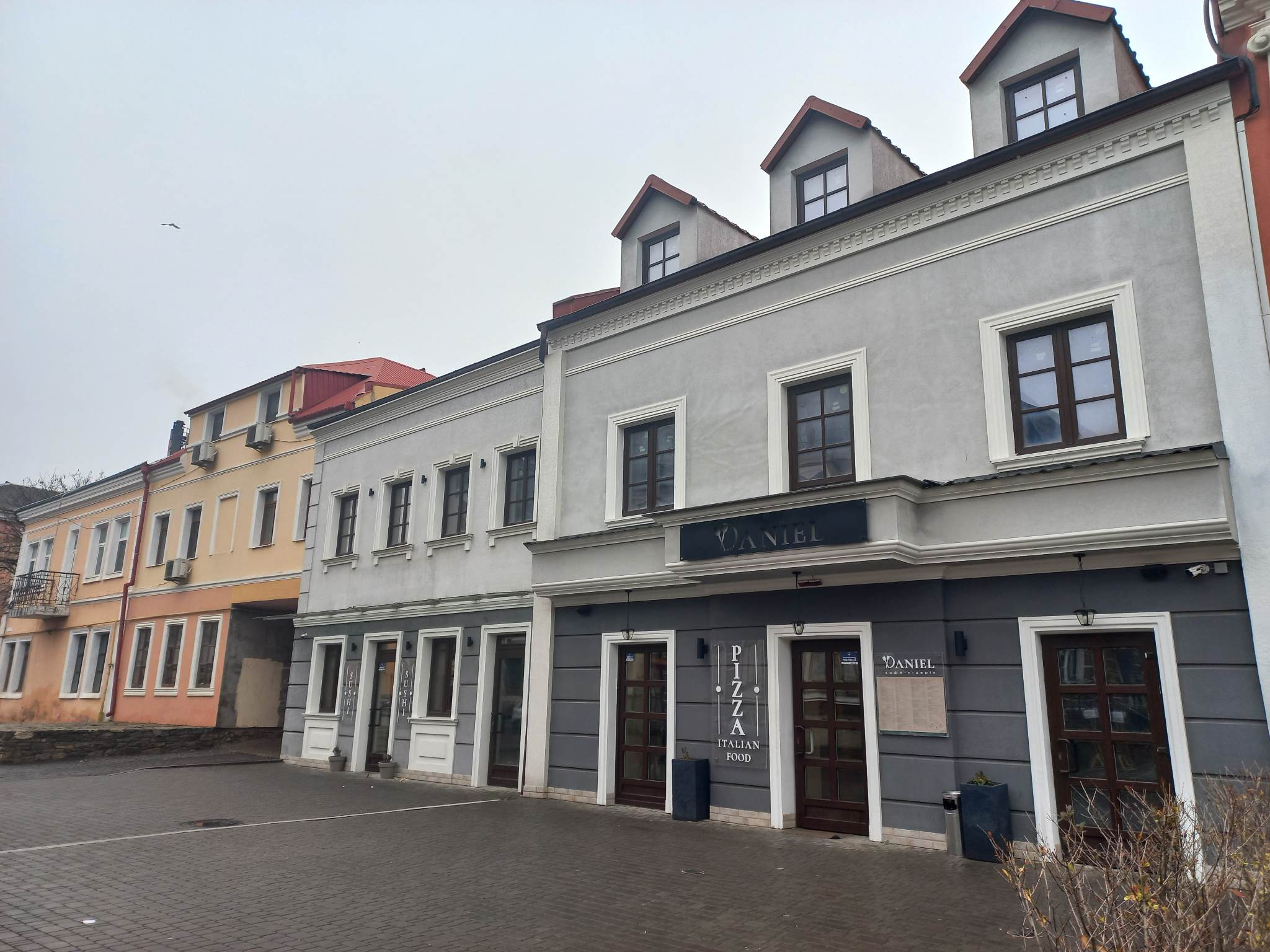
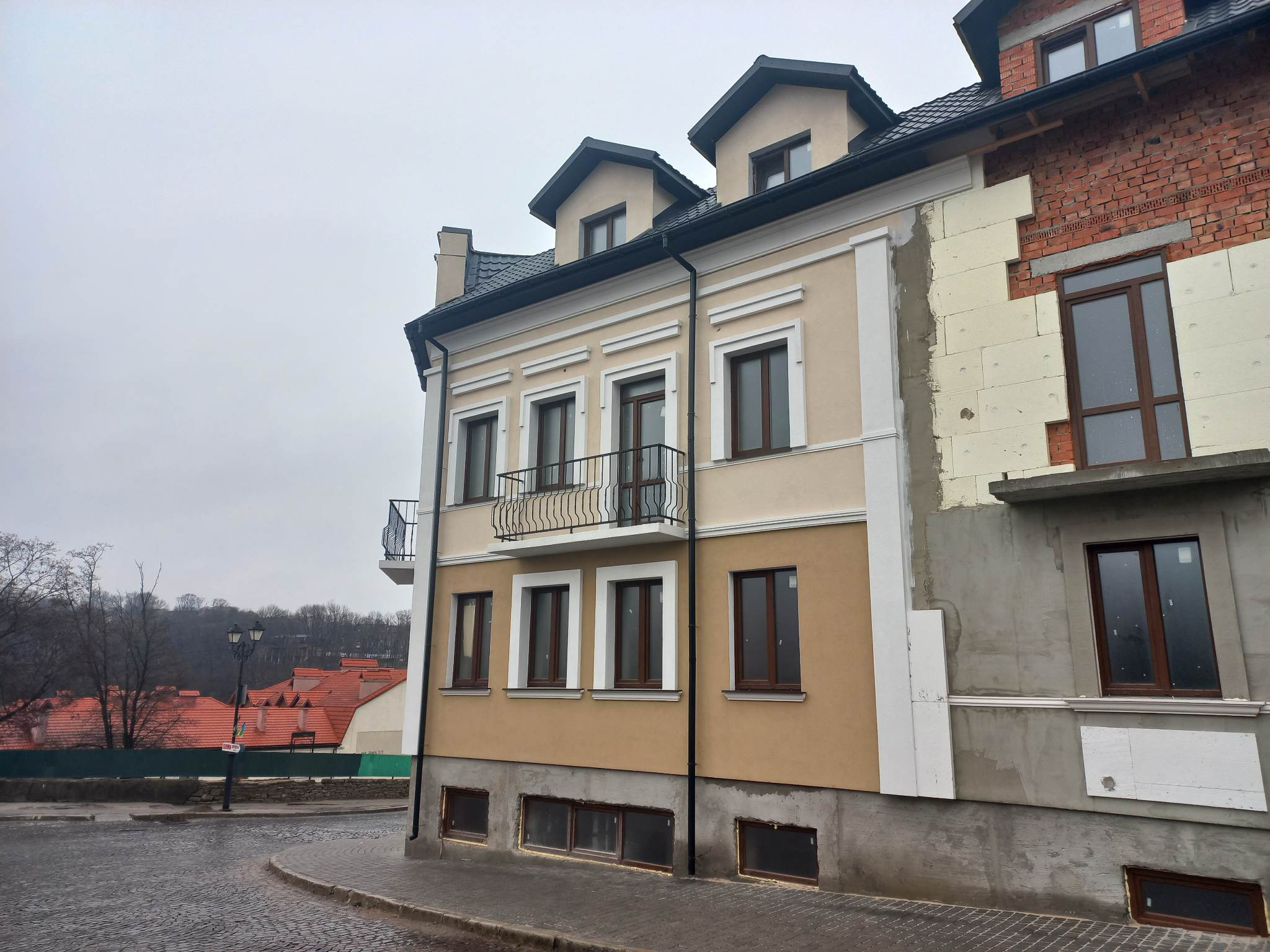
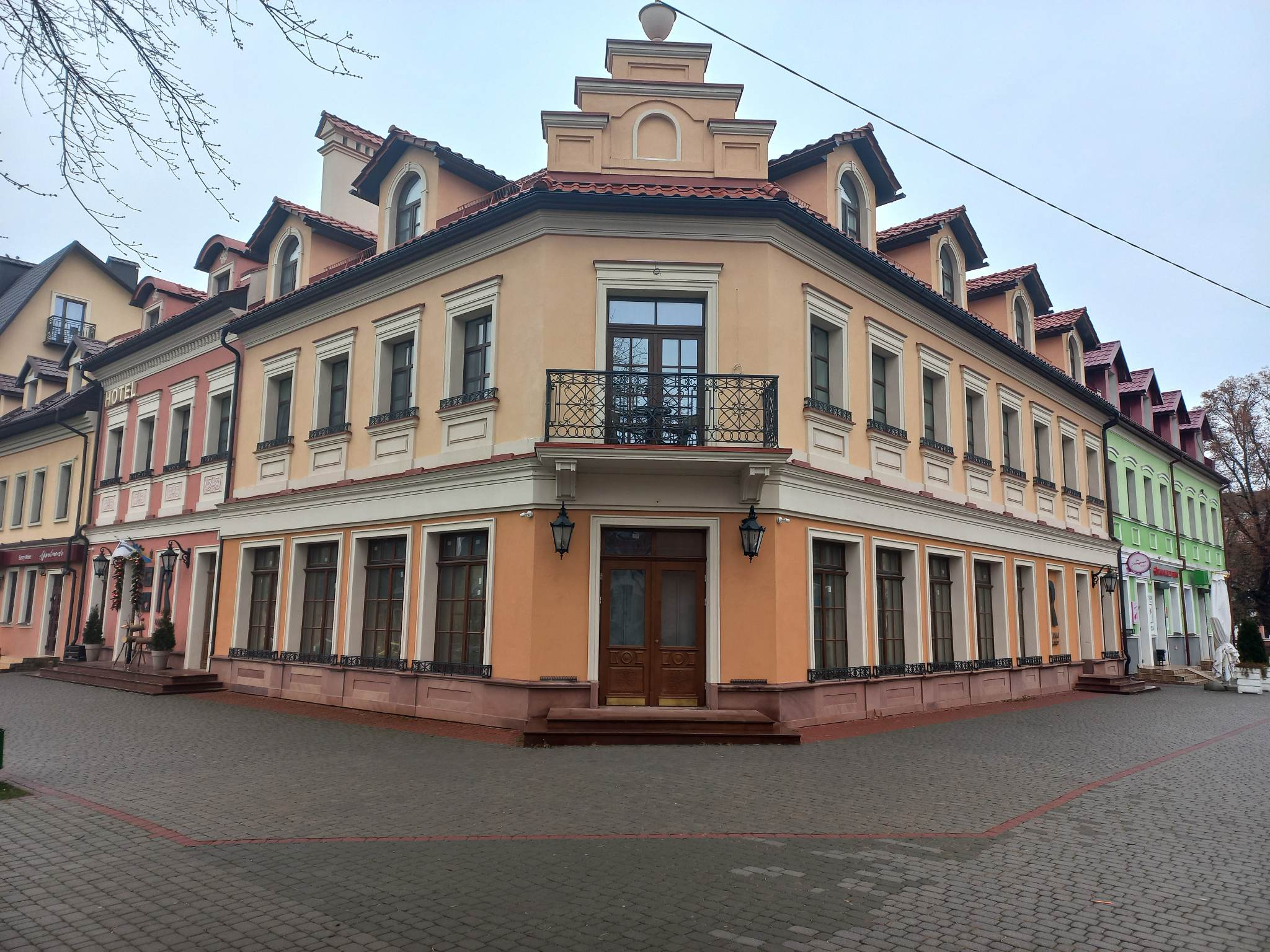
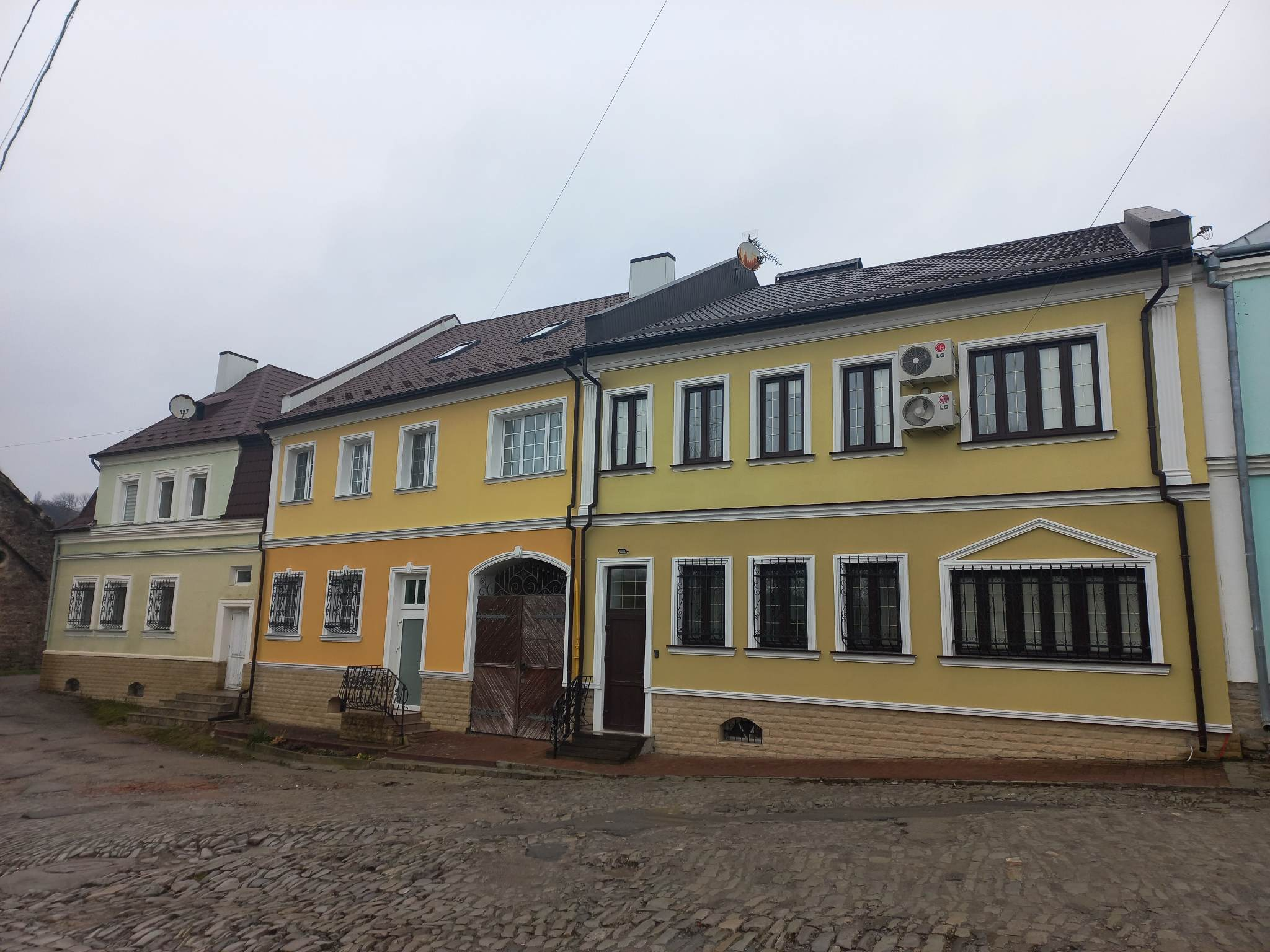

#### Фото неправильної відбудови та реставрації будівель

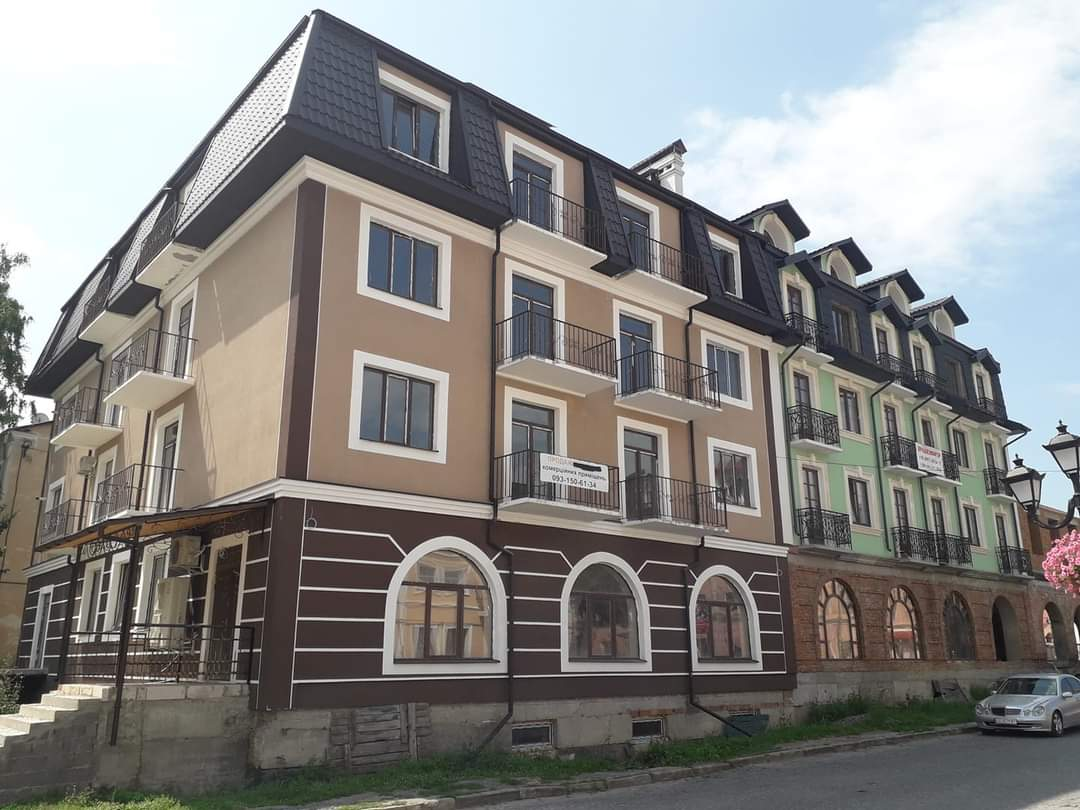
Недоліки: віконні рами завеликі, форма даху не історичка, збільшена поверховість
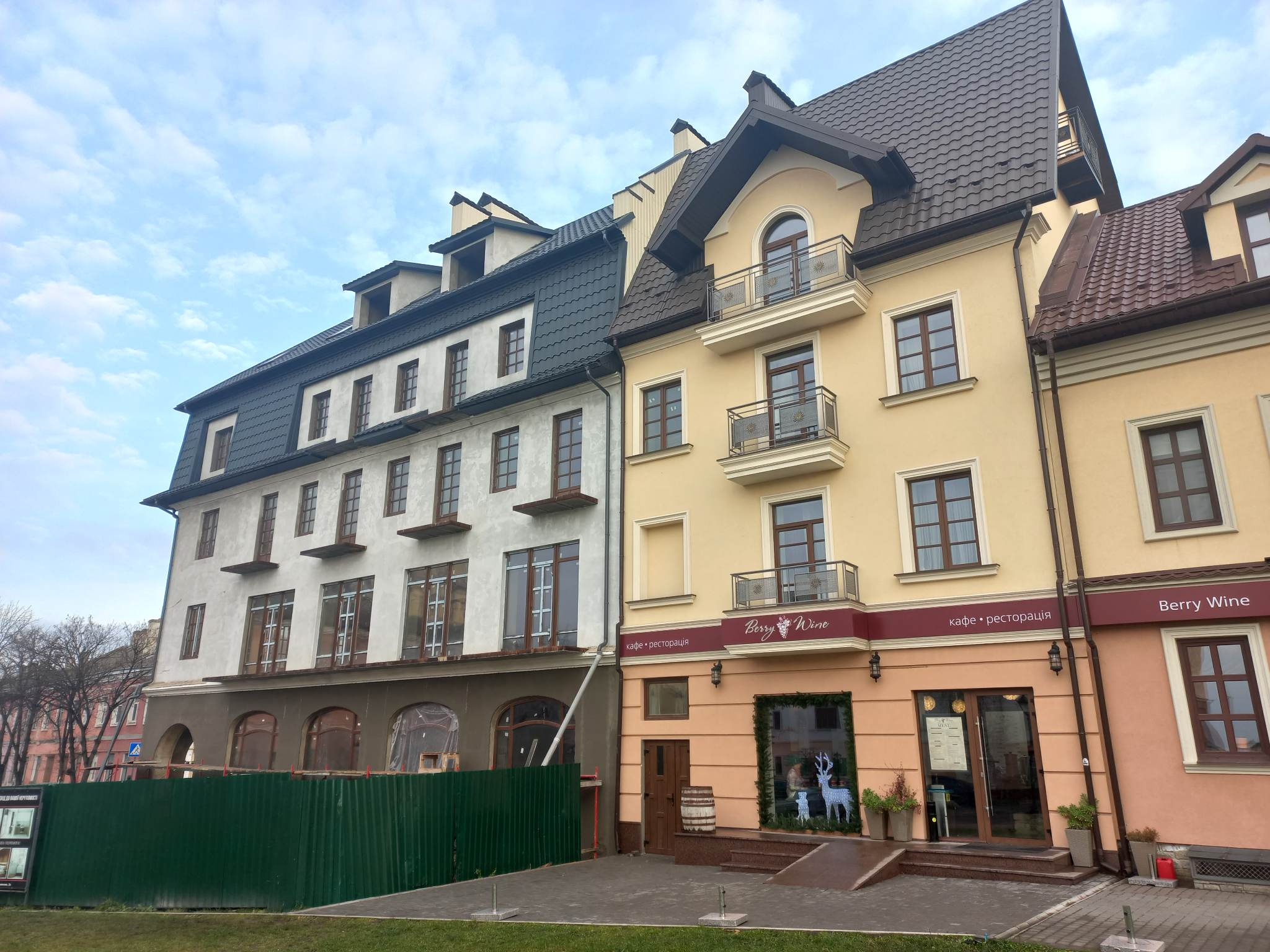
Недоліки: форма даху не історичка, збільшена поверховість
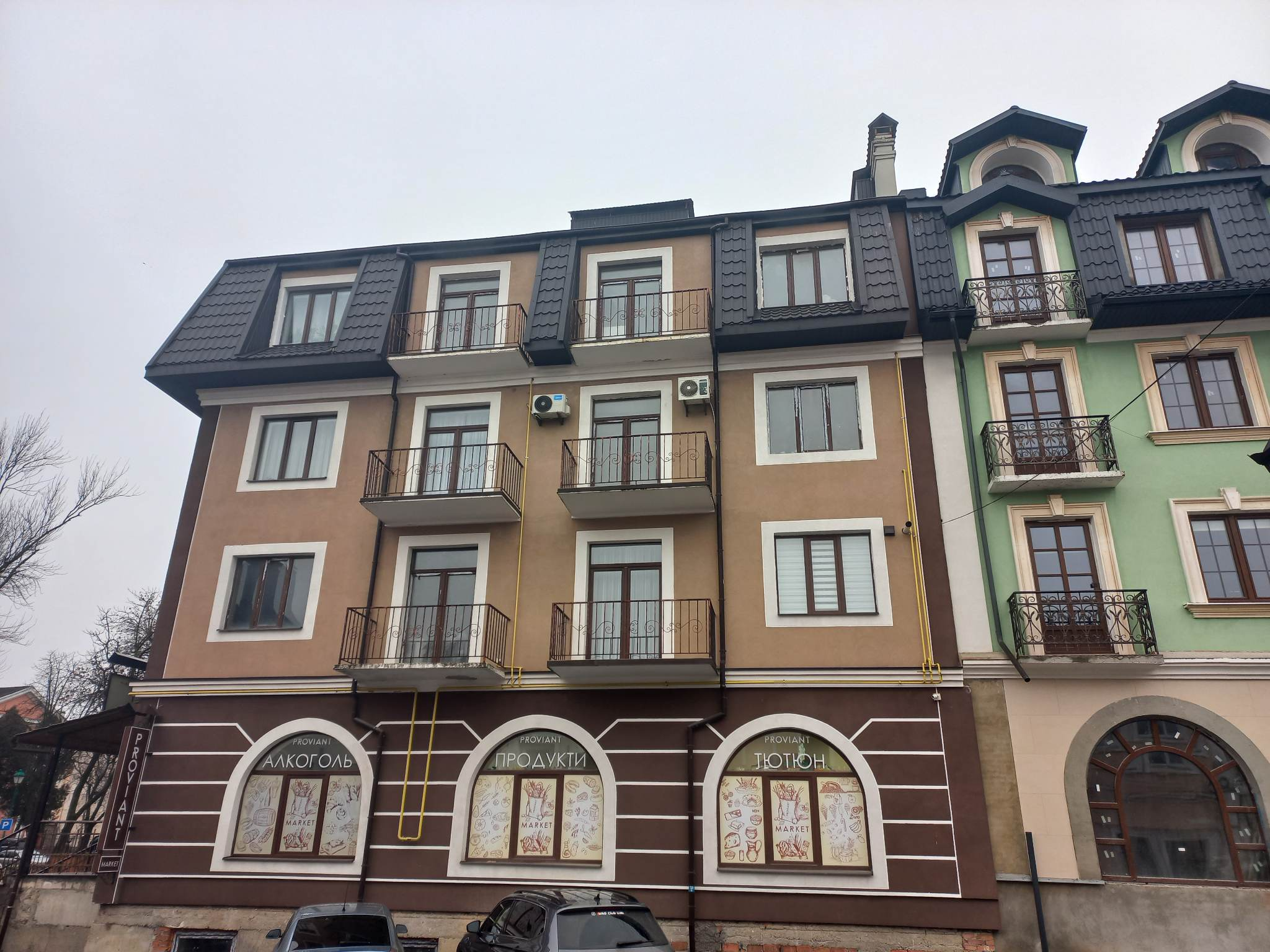
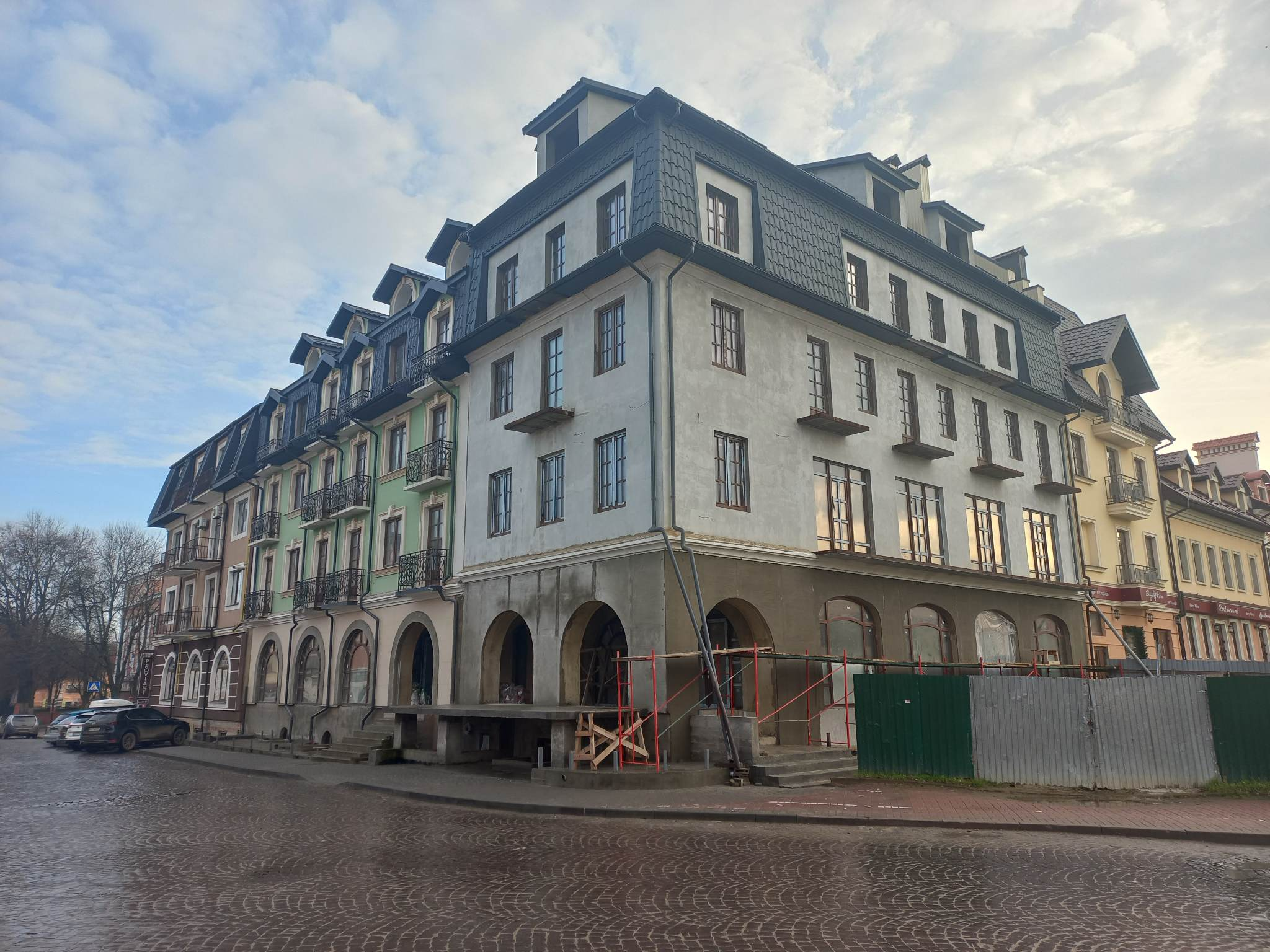
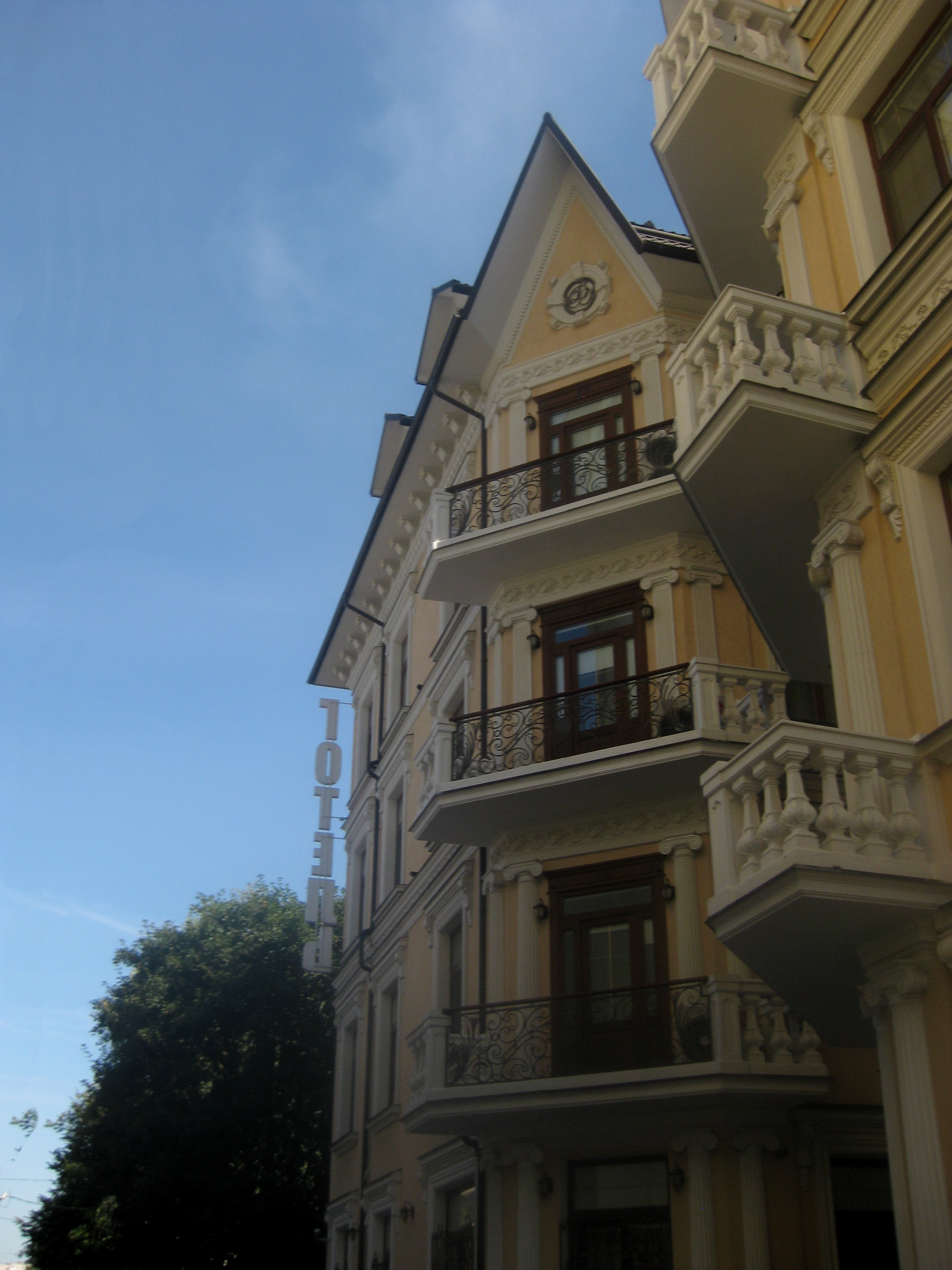
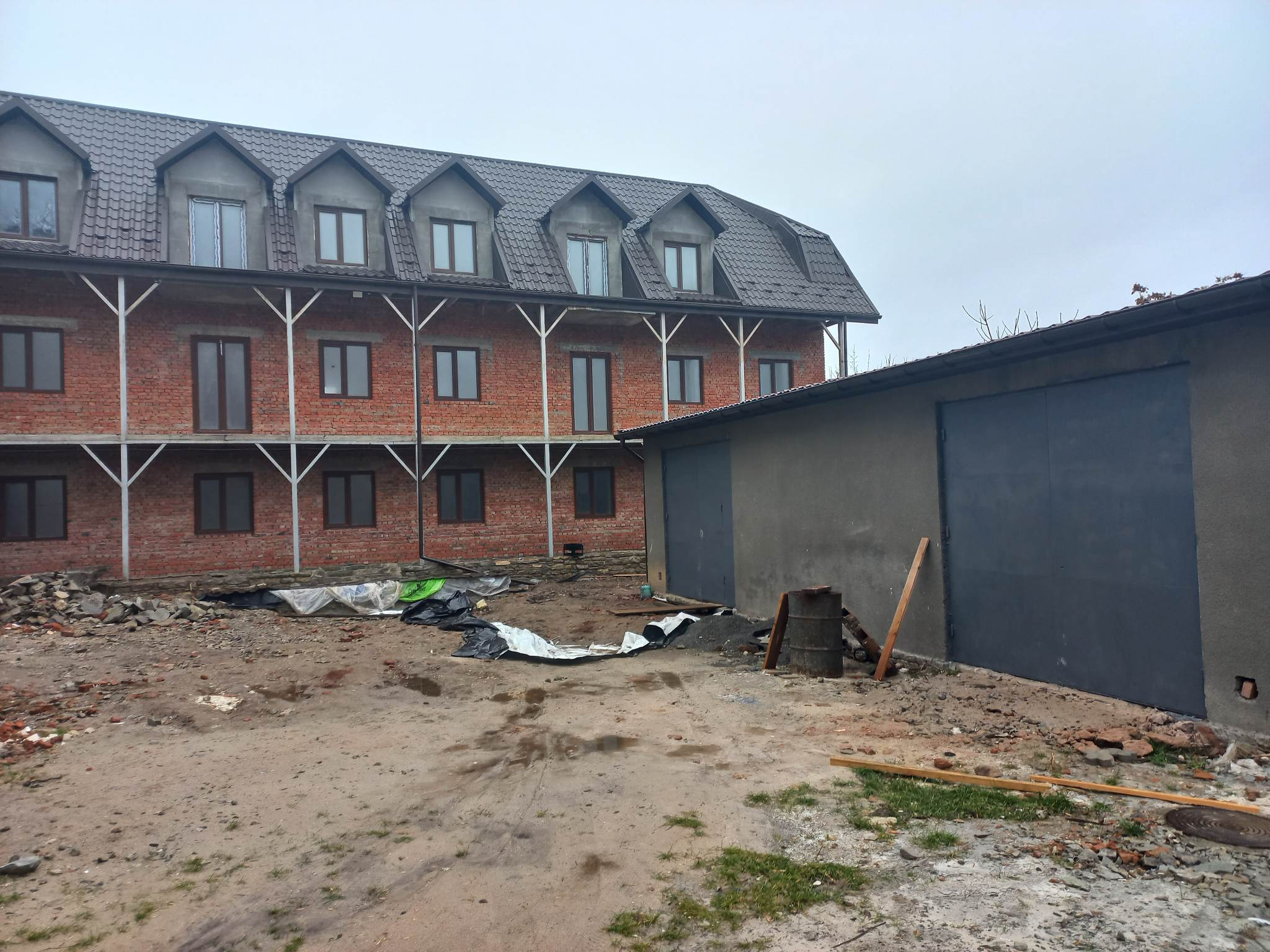
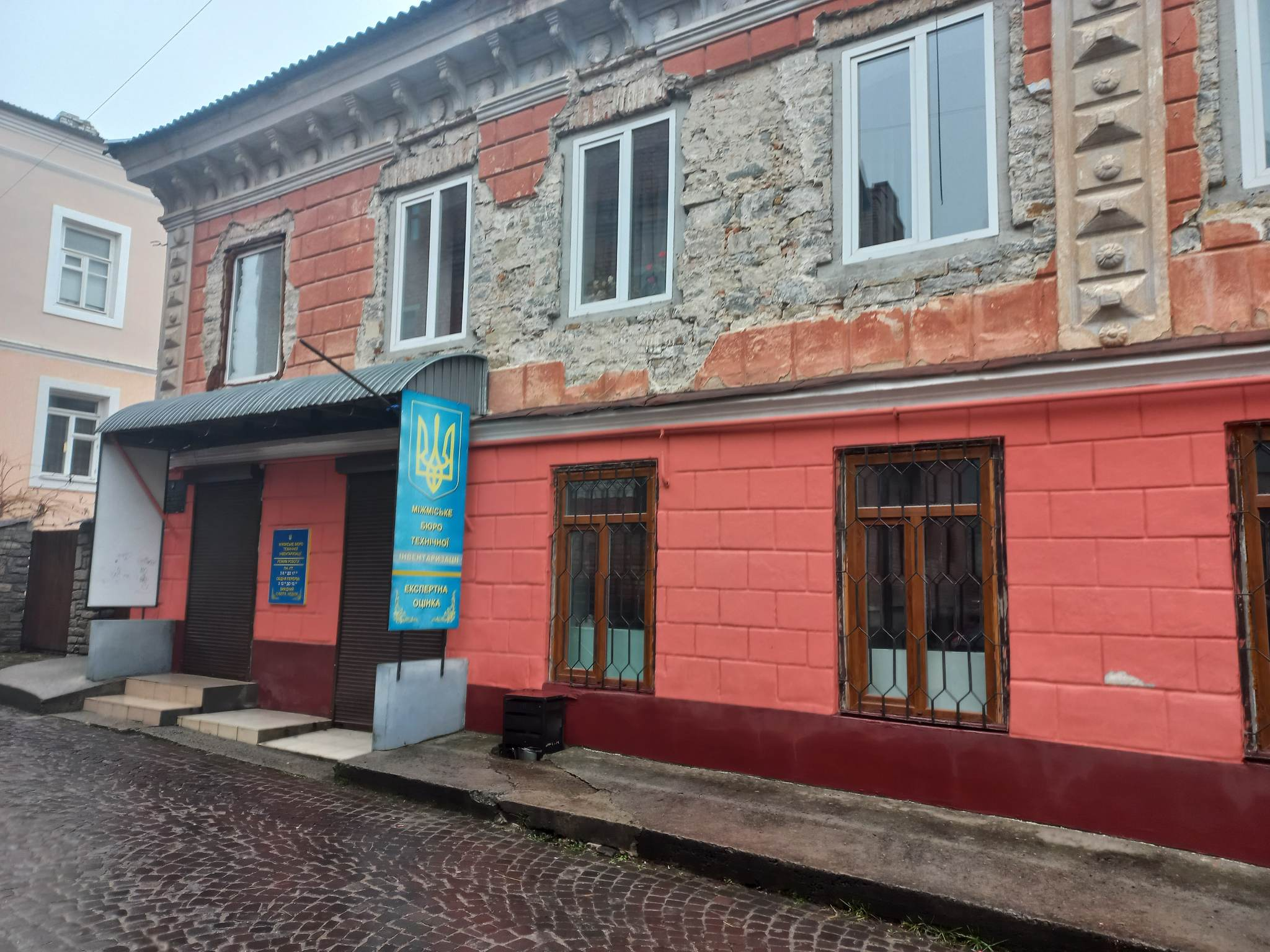
Реклама, недоречно встановлено віконні рами

## Зображення

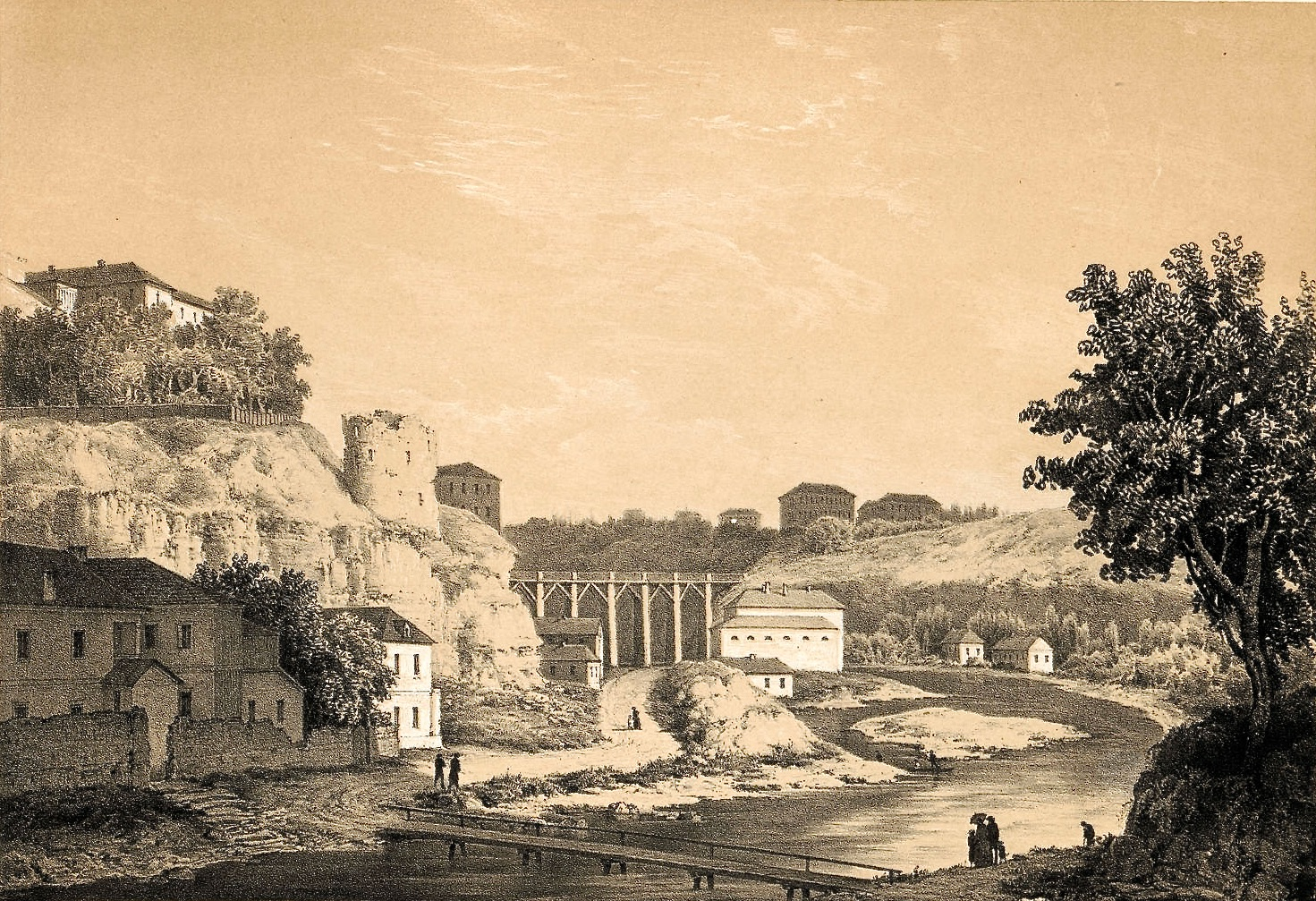
Сади Вітте в каньйоні річки Смотрич, який огороджує місто-фортецю Кам’янець-Подільський
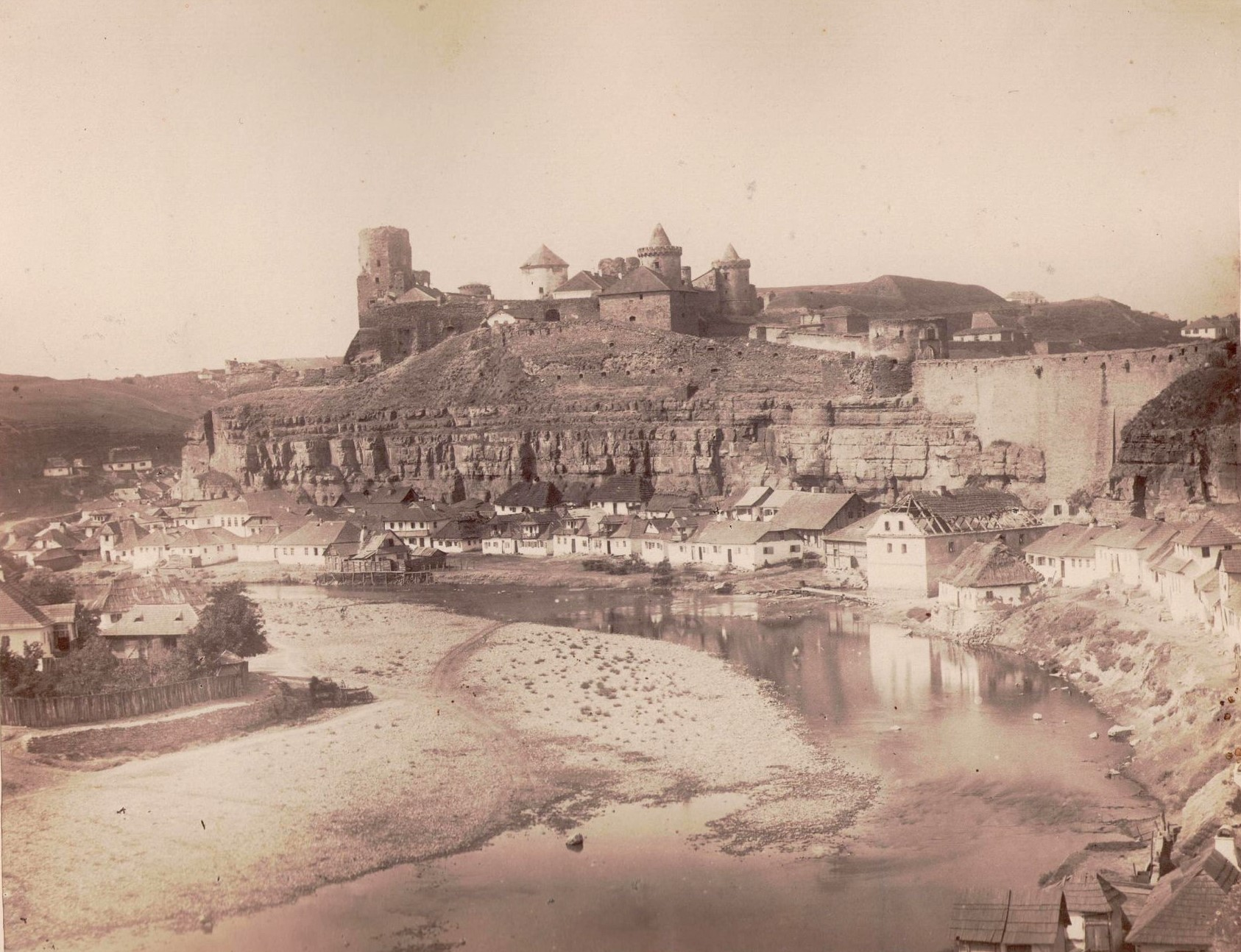
Фортеця 1866 рік
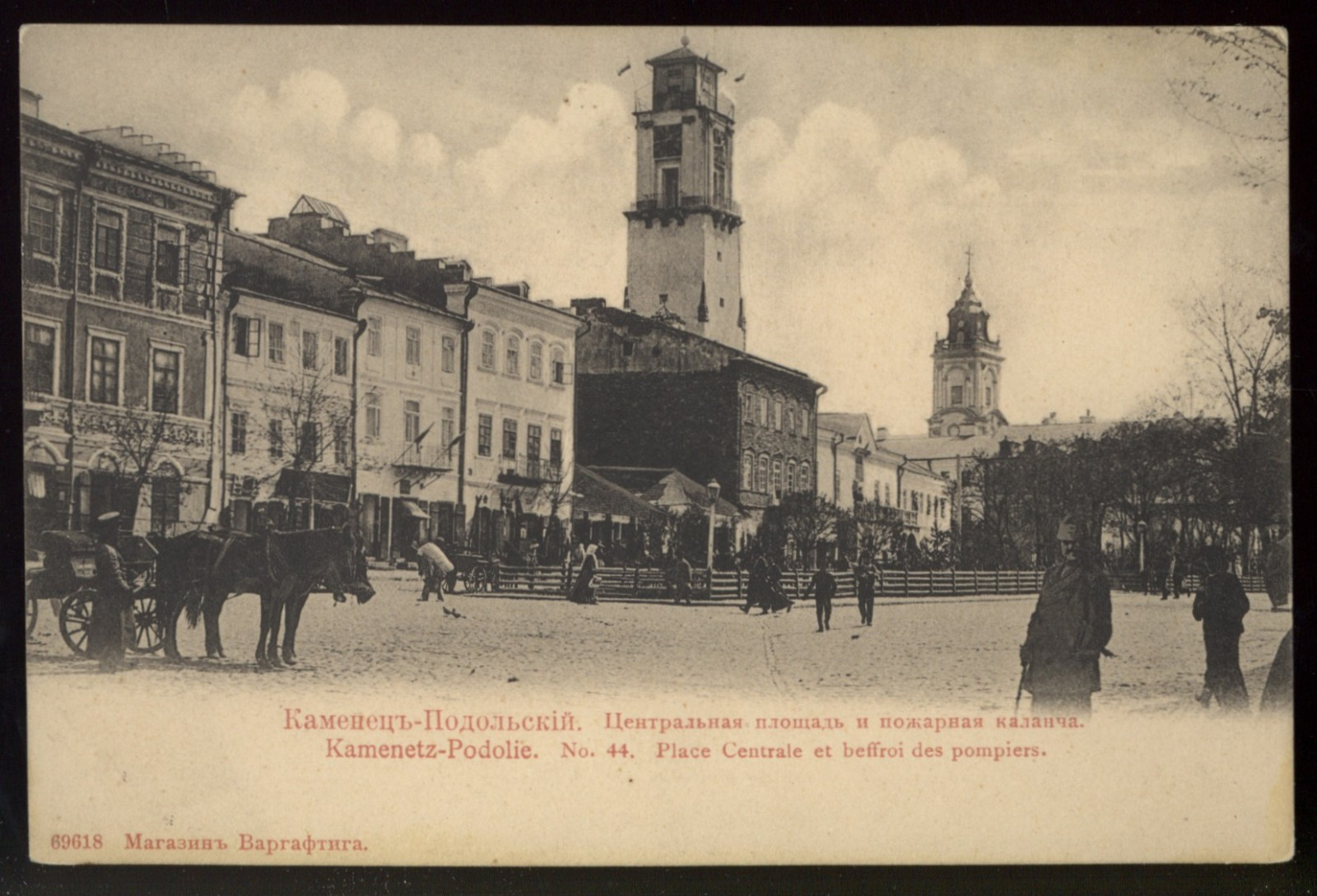
Польський ринок 1906
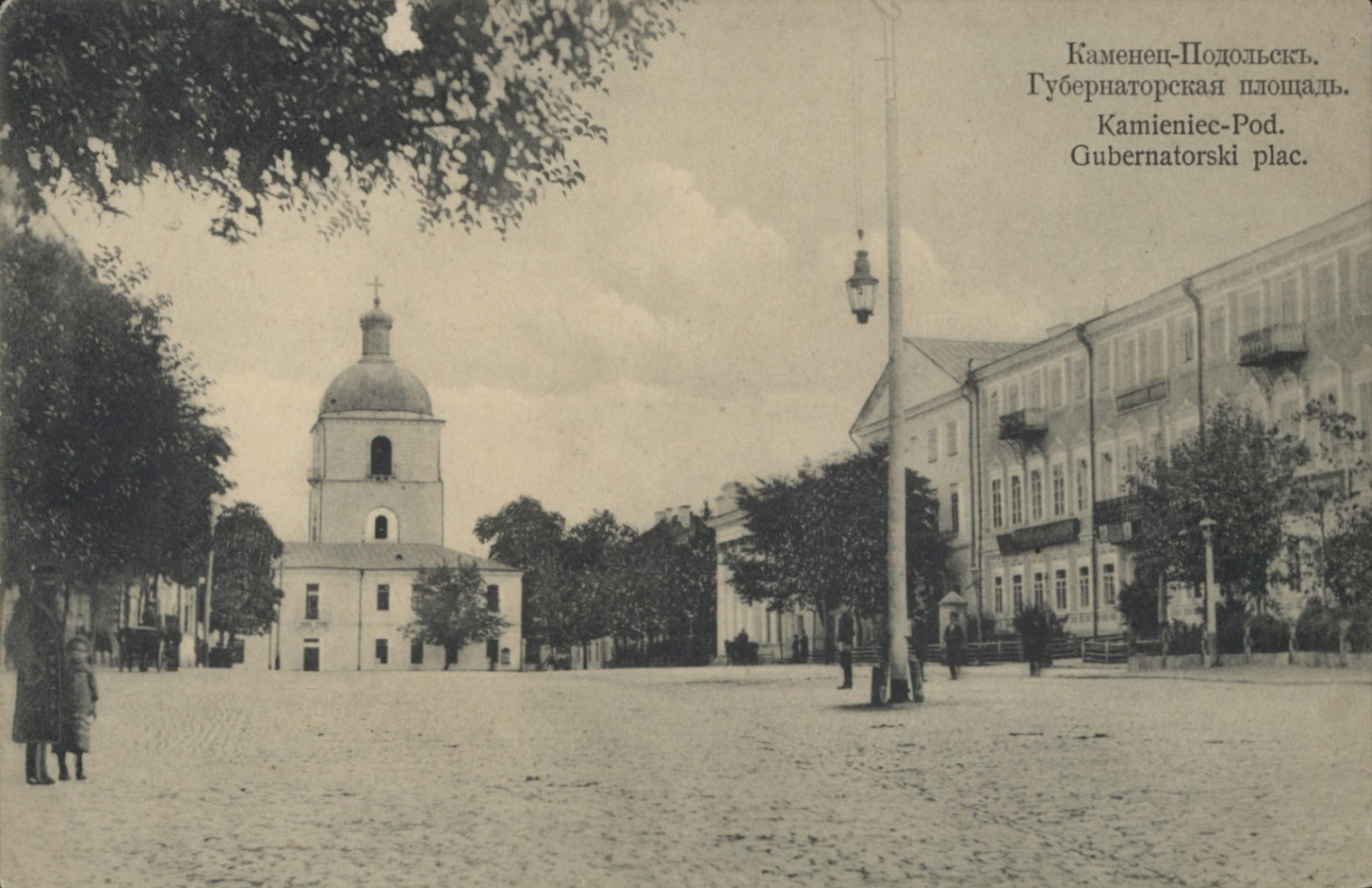
Вірменський ринок. Церква Св. Іоана Предтечі 1906
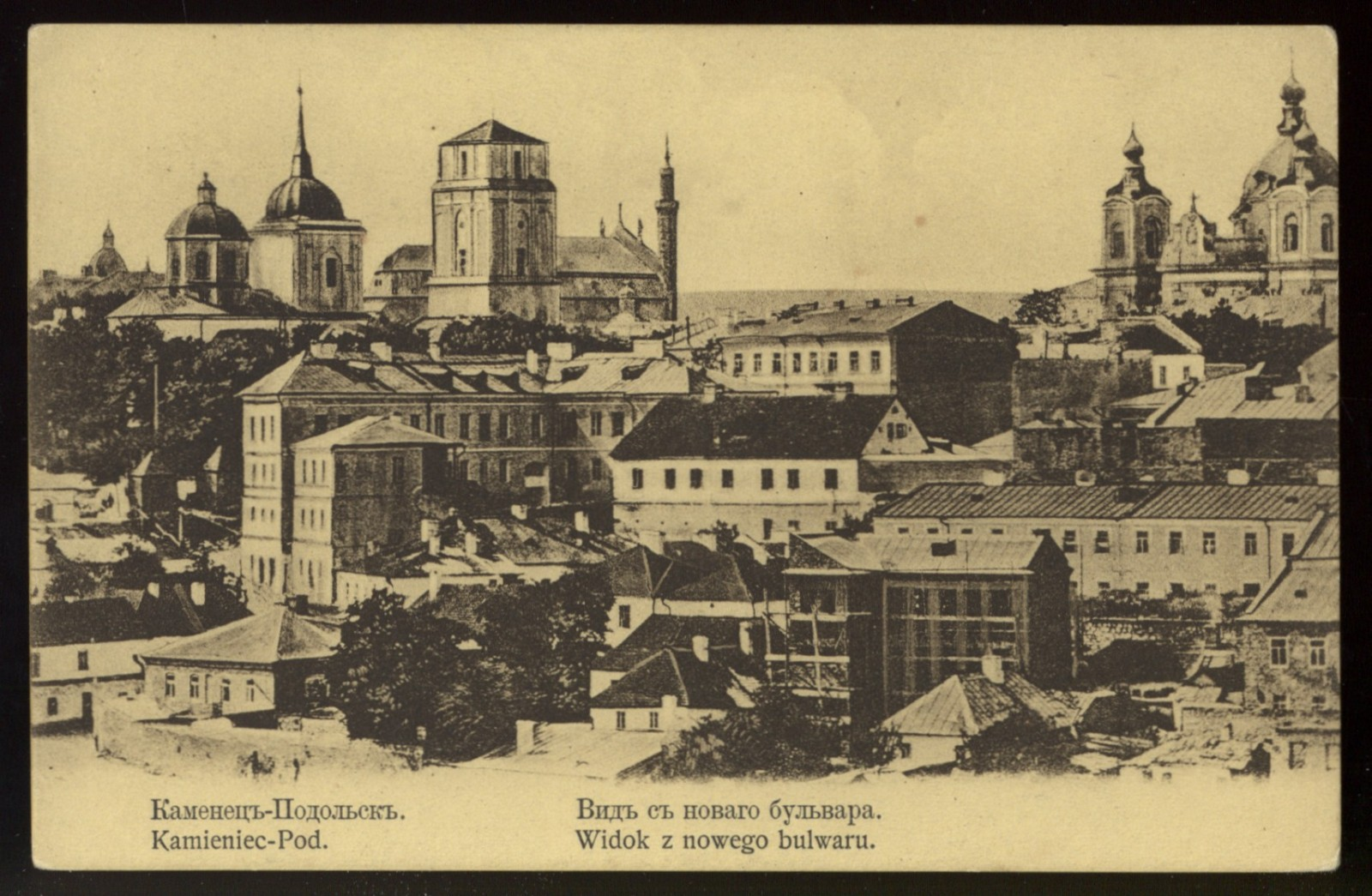
Вигляд з Нового бульвару 1910
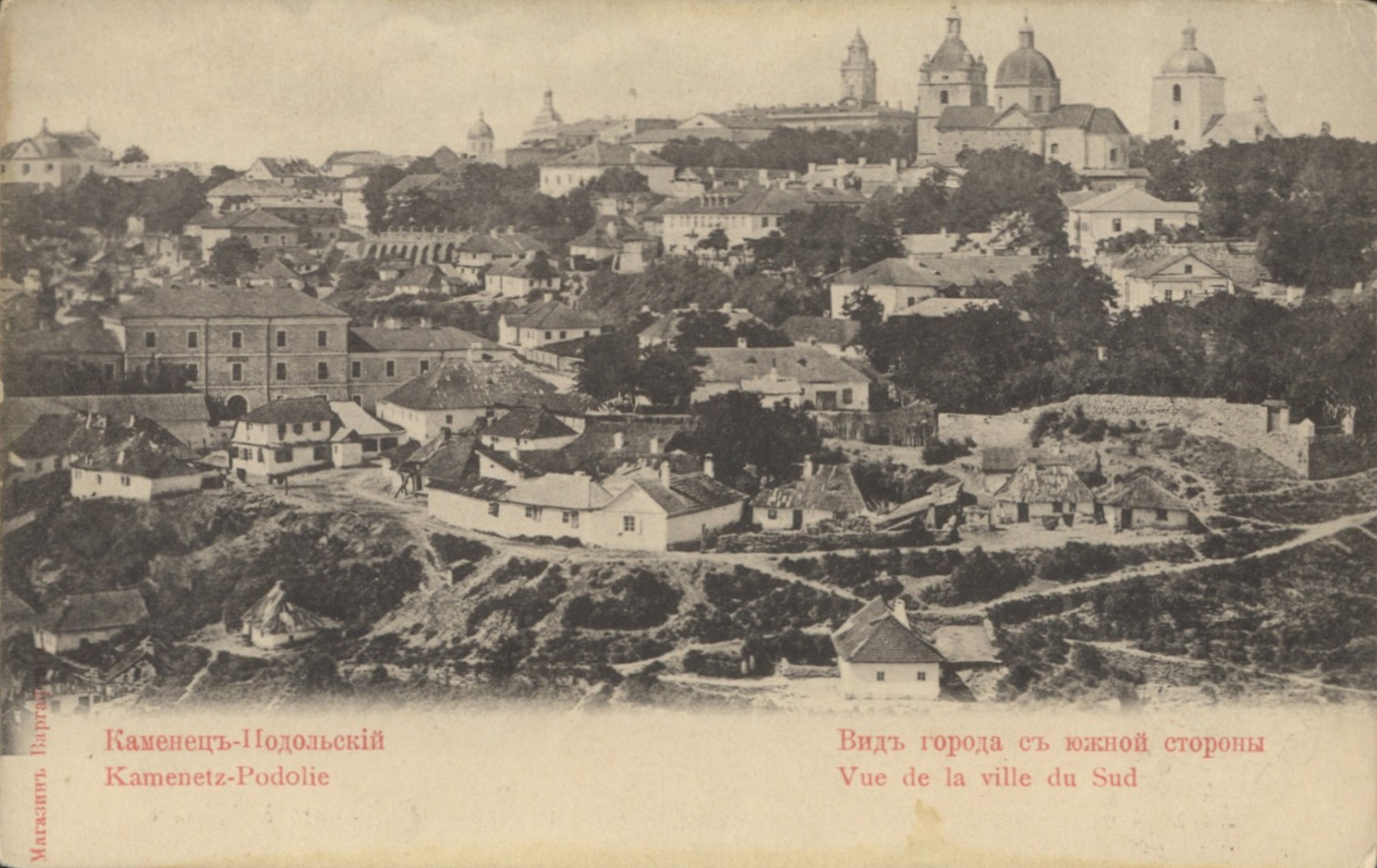
Місто з півдня
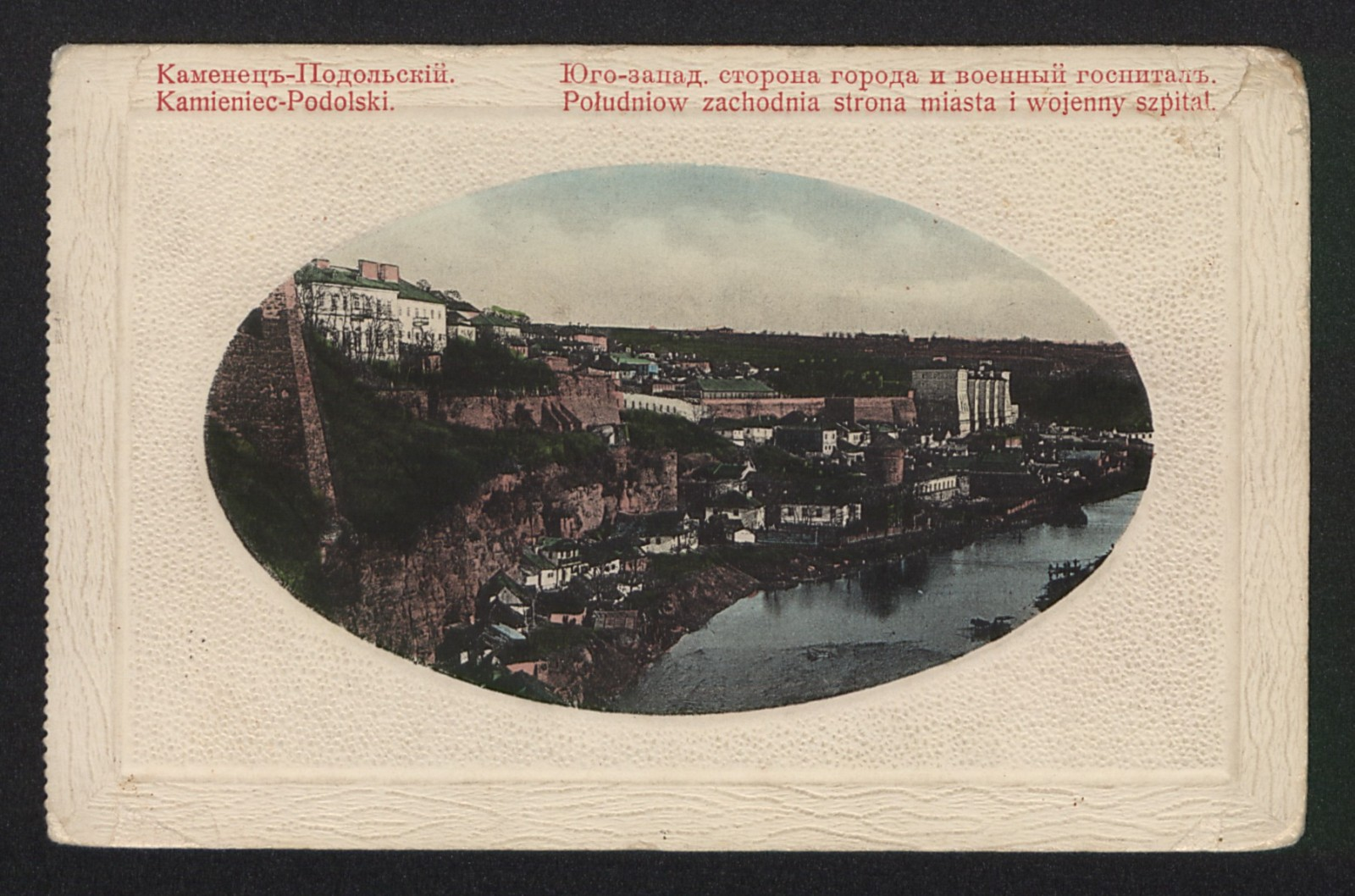
Місто з півдня 1918
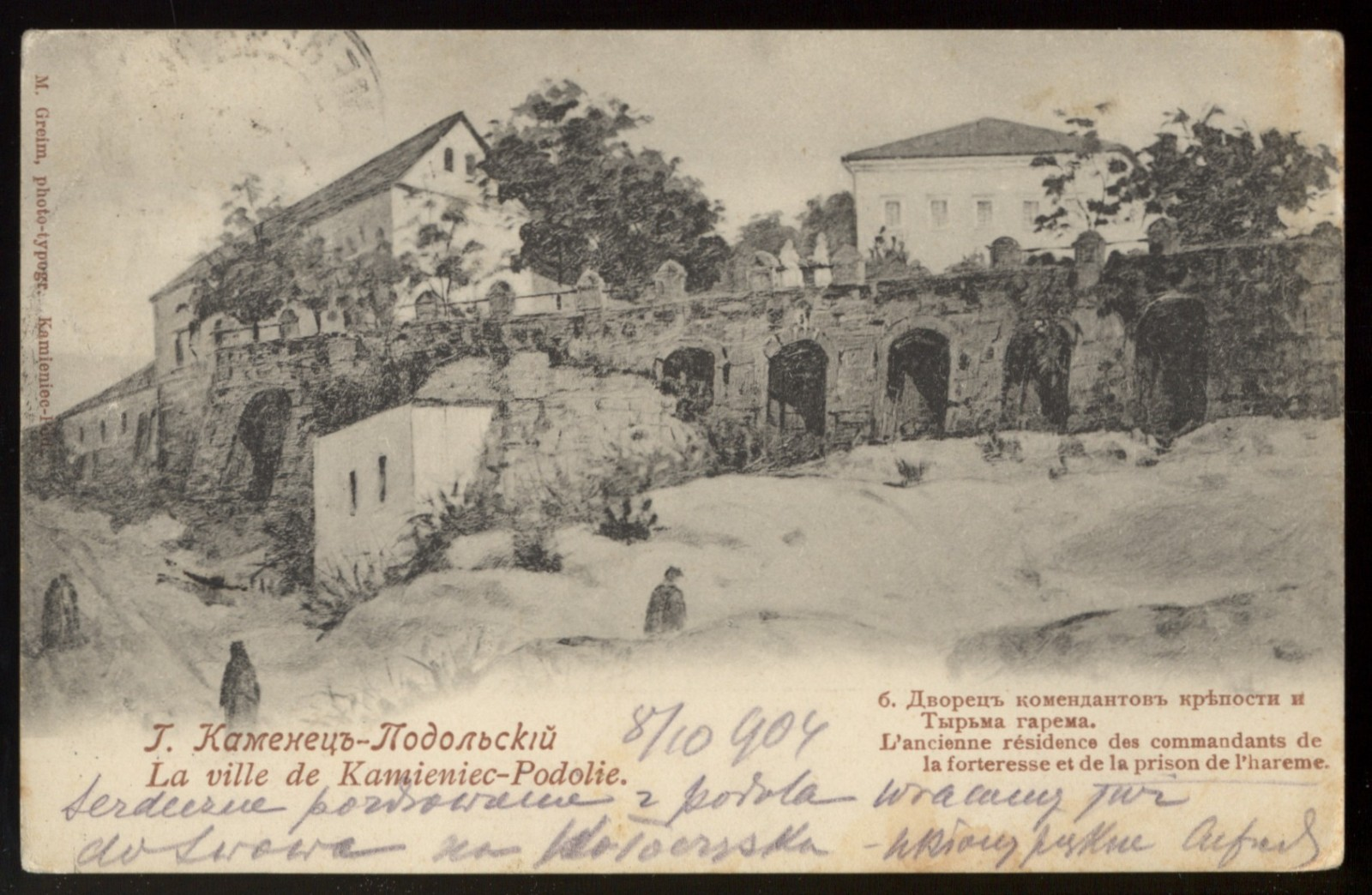
Палац коменданта. Гаремна тюрма 1904
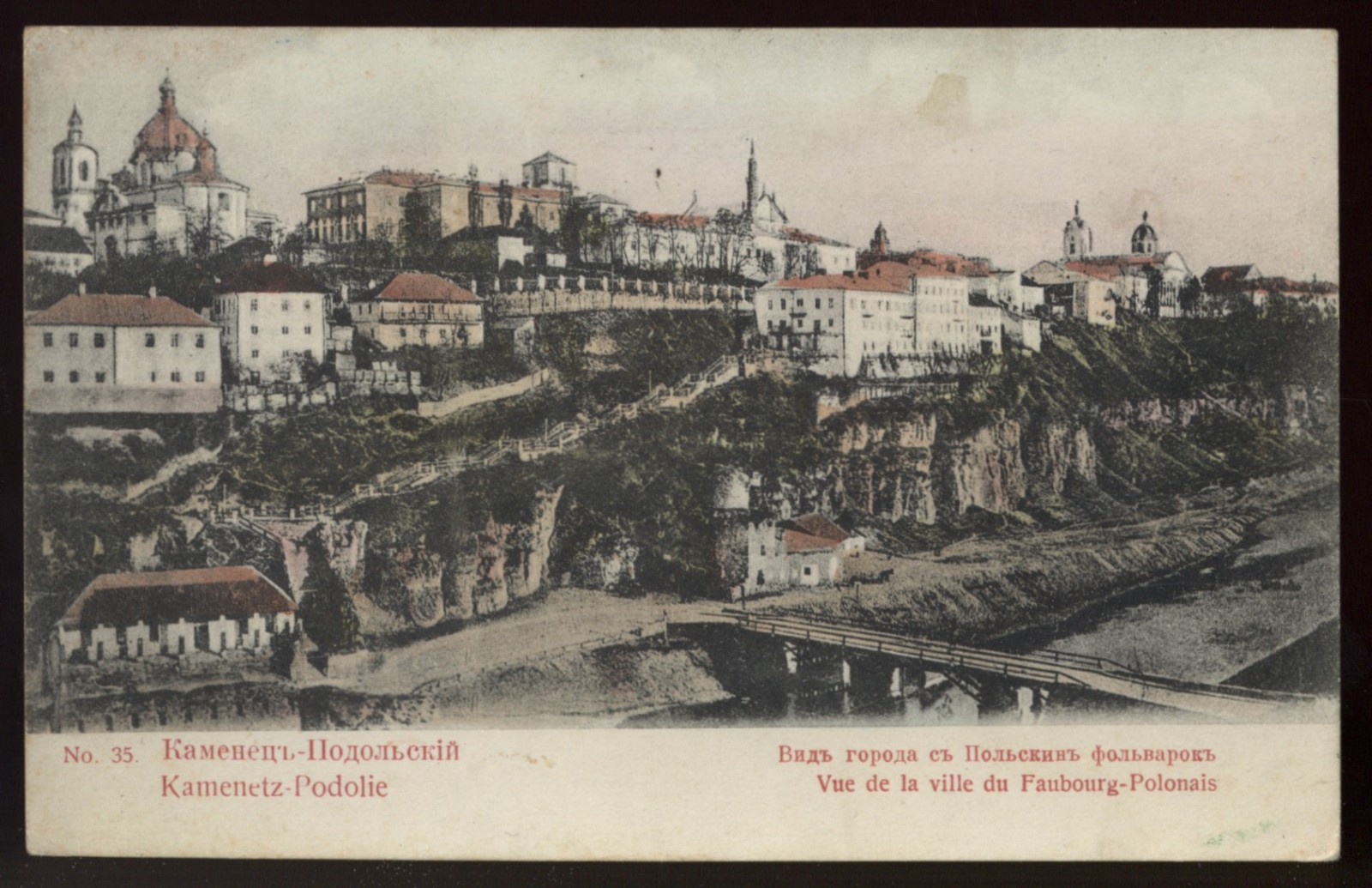
Вигляд з Польських фольварок. Соборна церква 1912
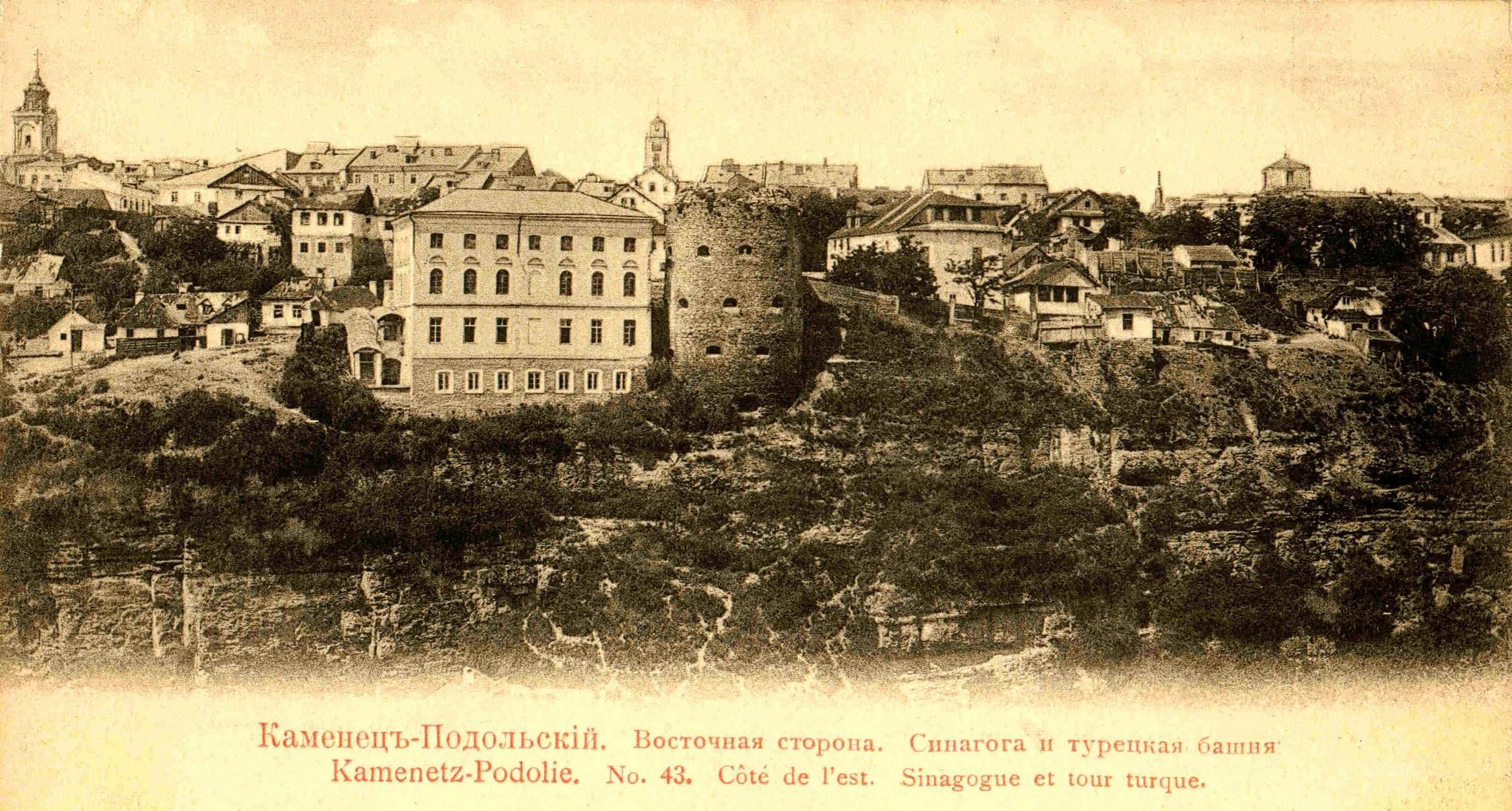
Синагога кравців біля Турецької вежі
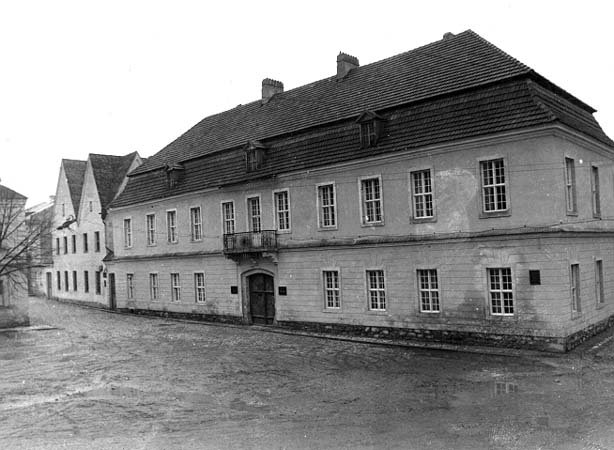
Семінарія 1900 рік
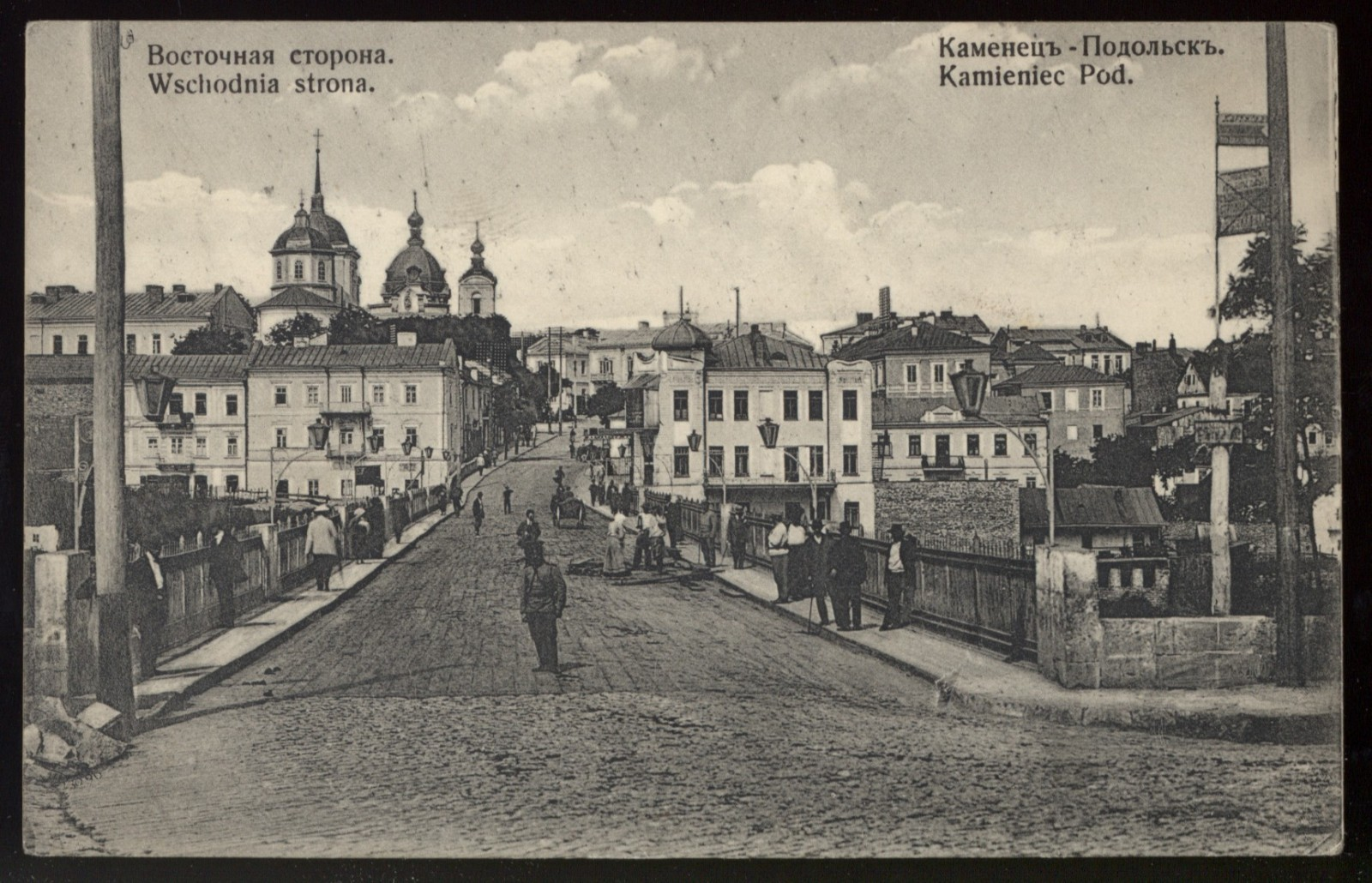
Старе місто з Нового мосту. Тринітарська церква

### Міські брами

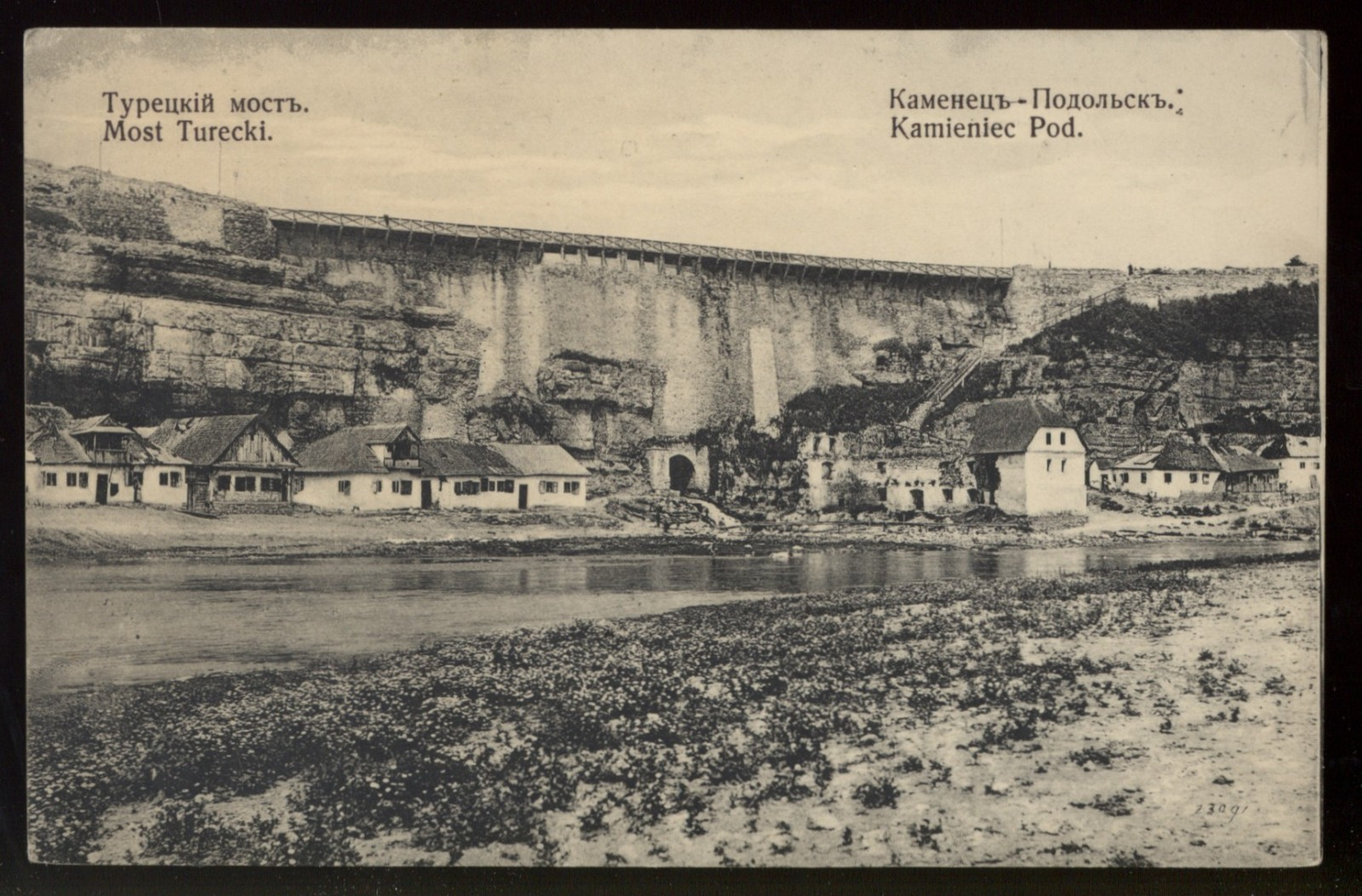
Замковий міст
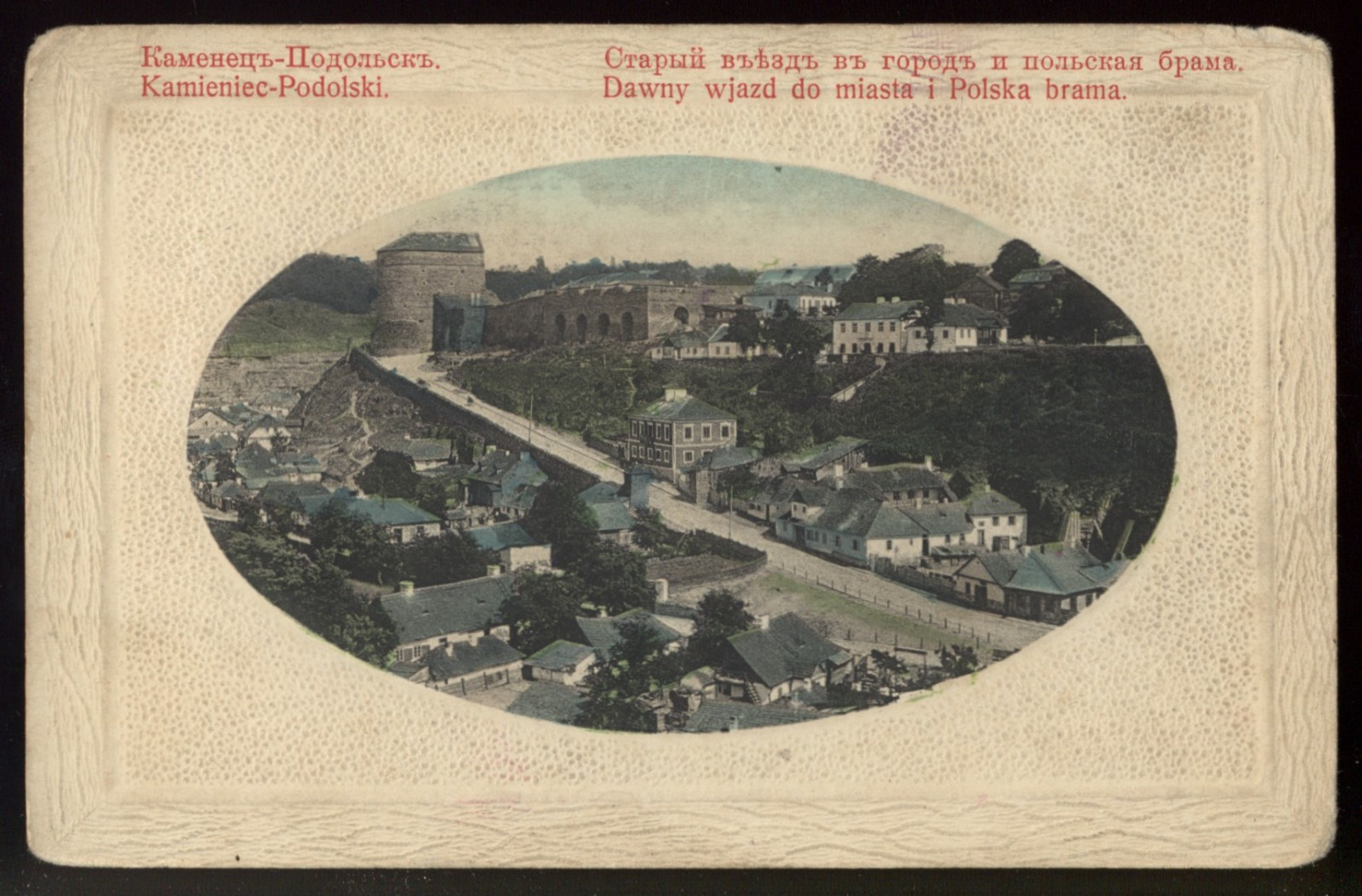
Старий в'їзд в місто через Польську браму 1916 рік
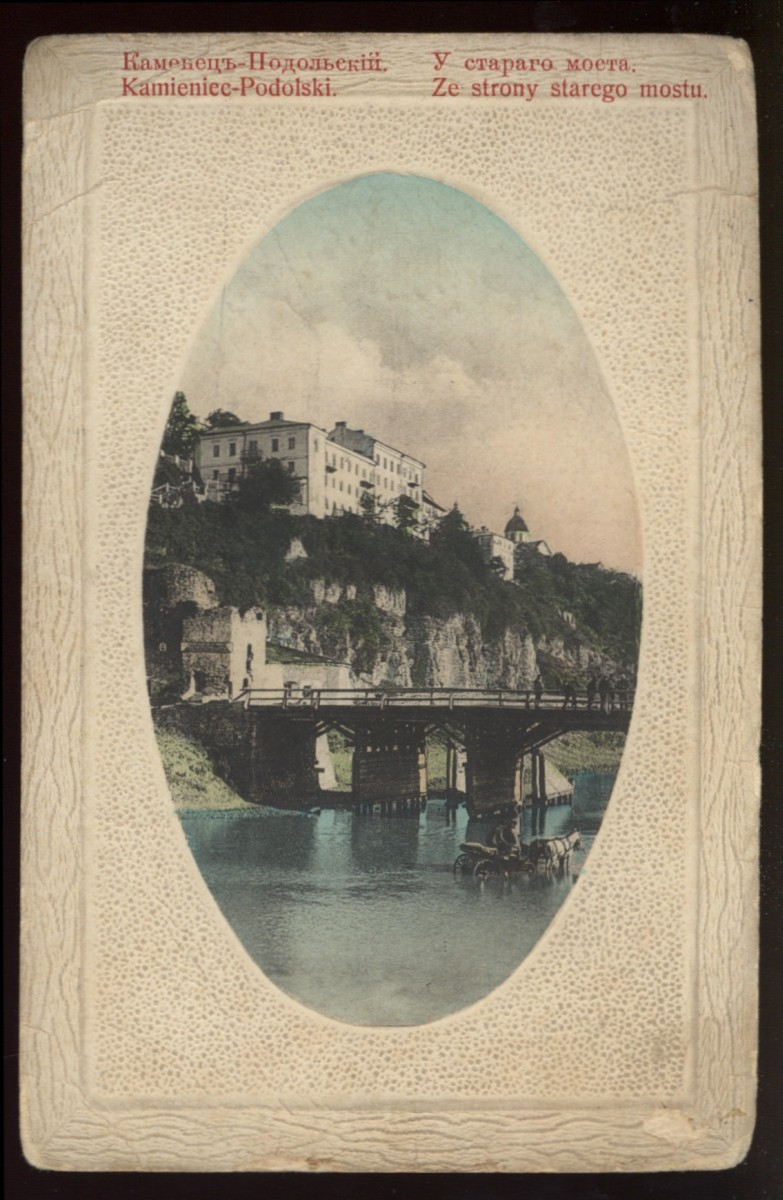
Старий міст 1916
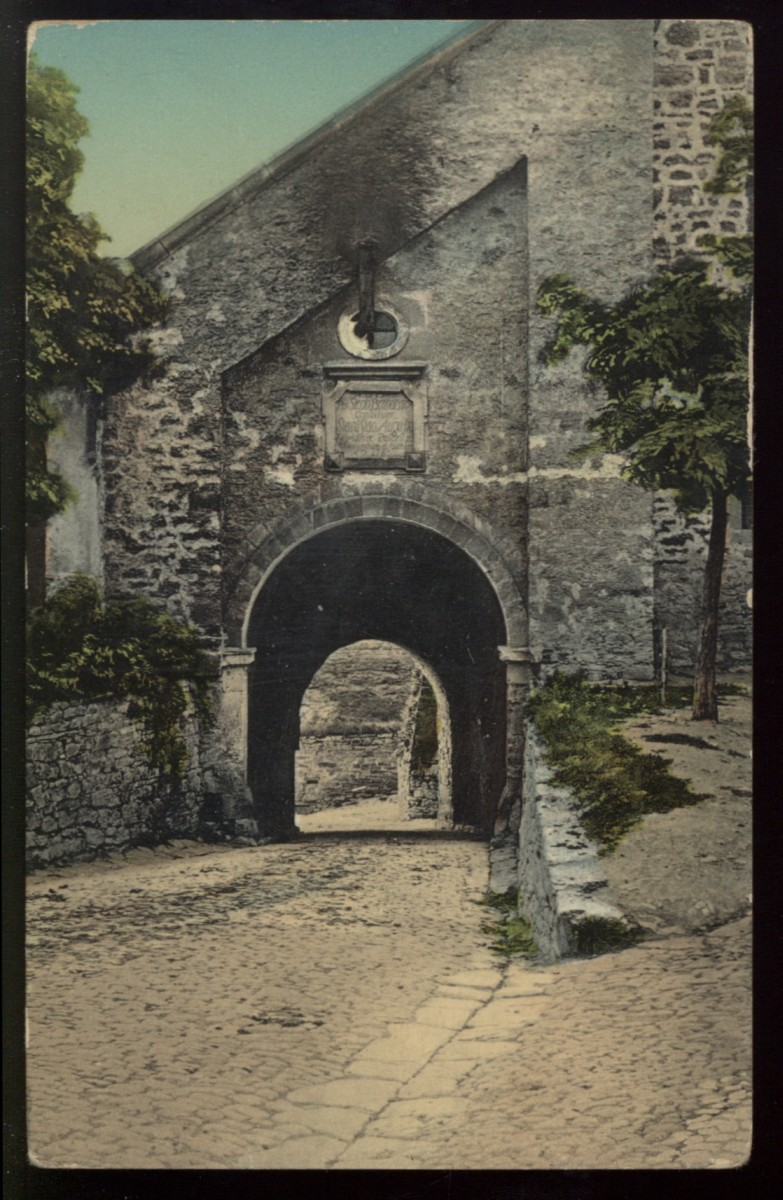
Польська брама 1910
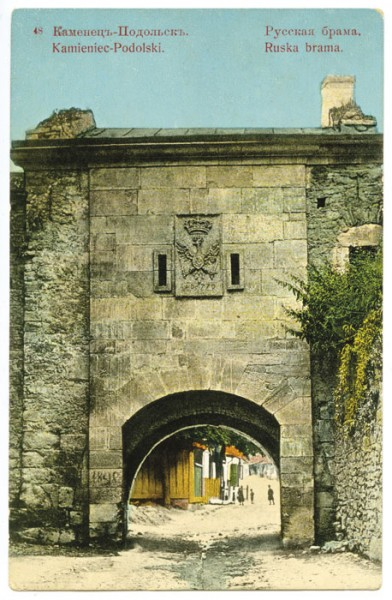
Руська брама
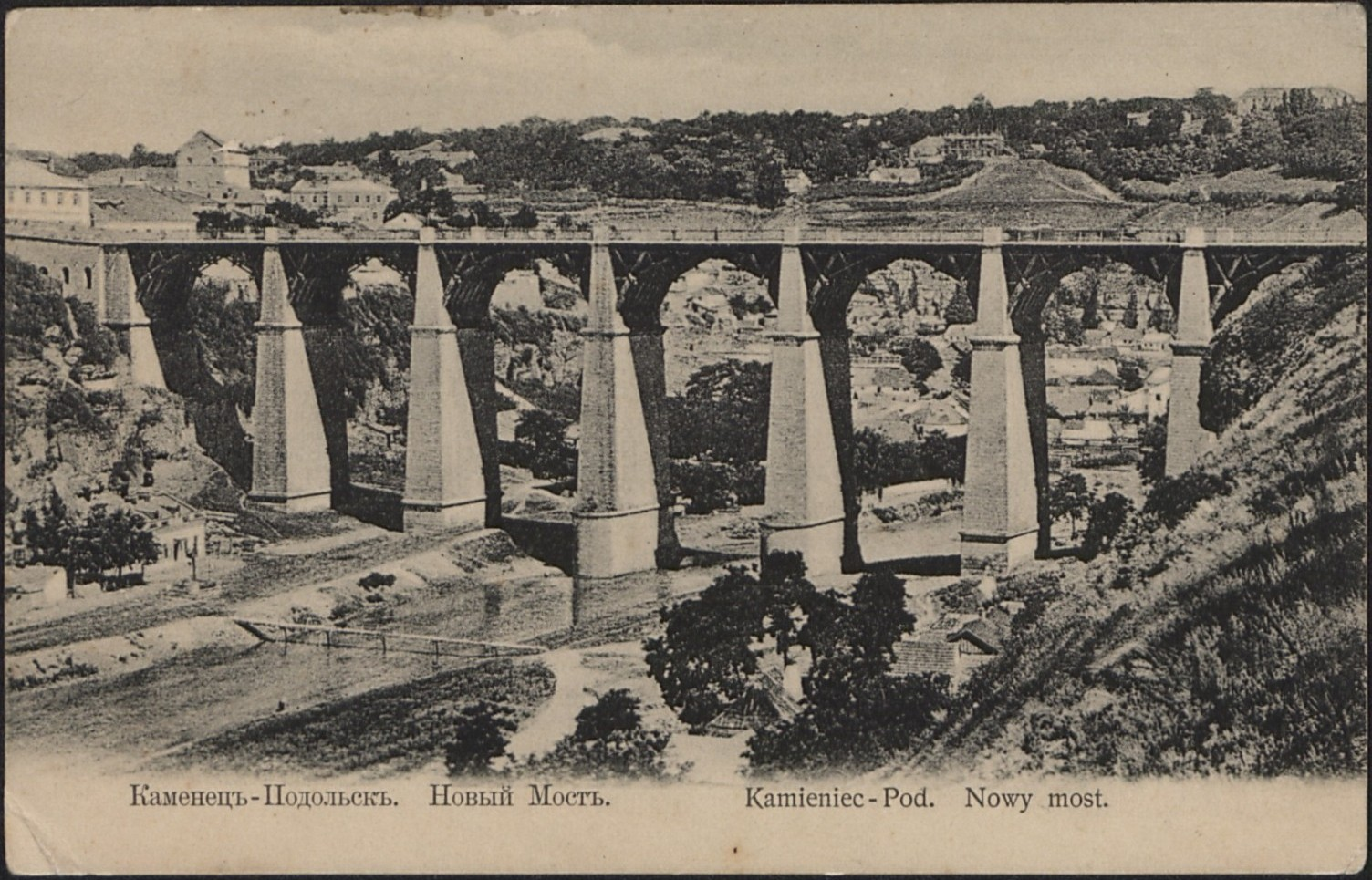
Новий міст 1918

### Святині міста

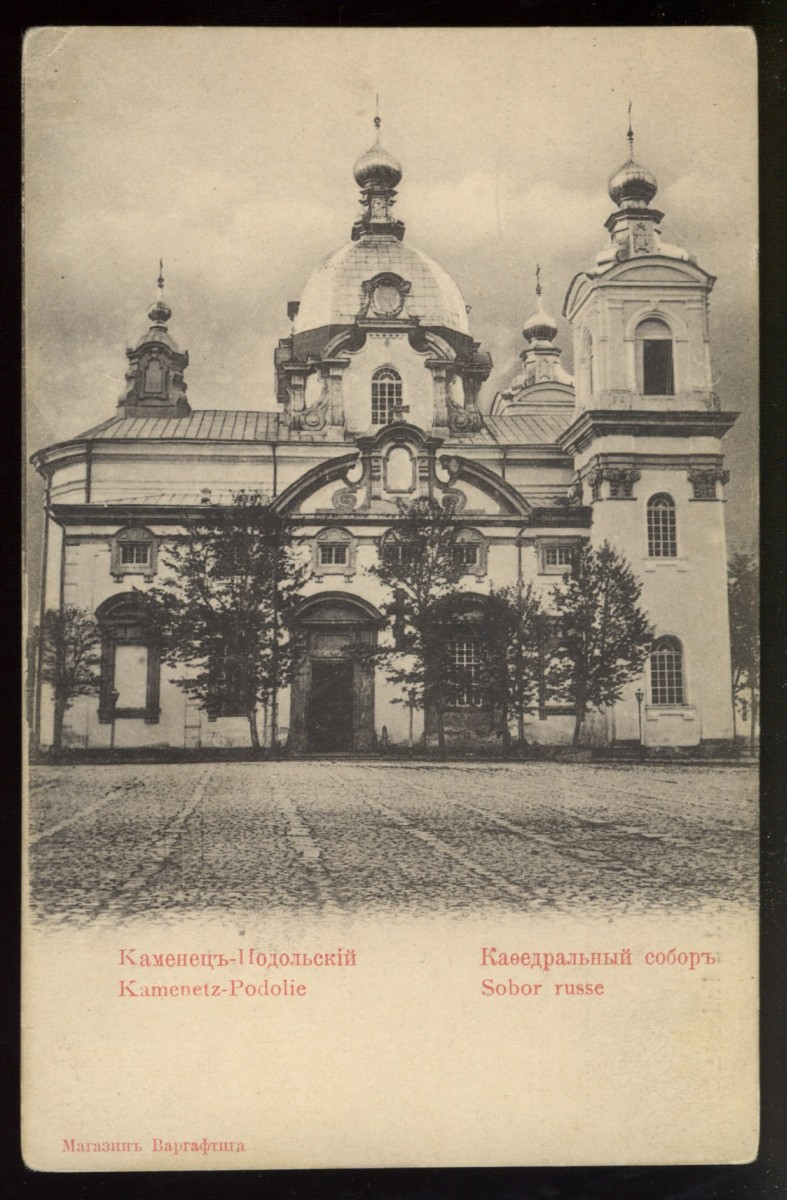
Соборна церква 1906
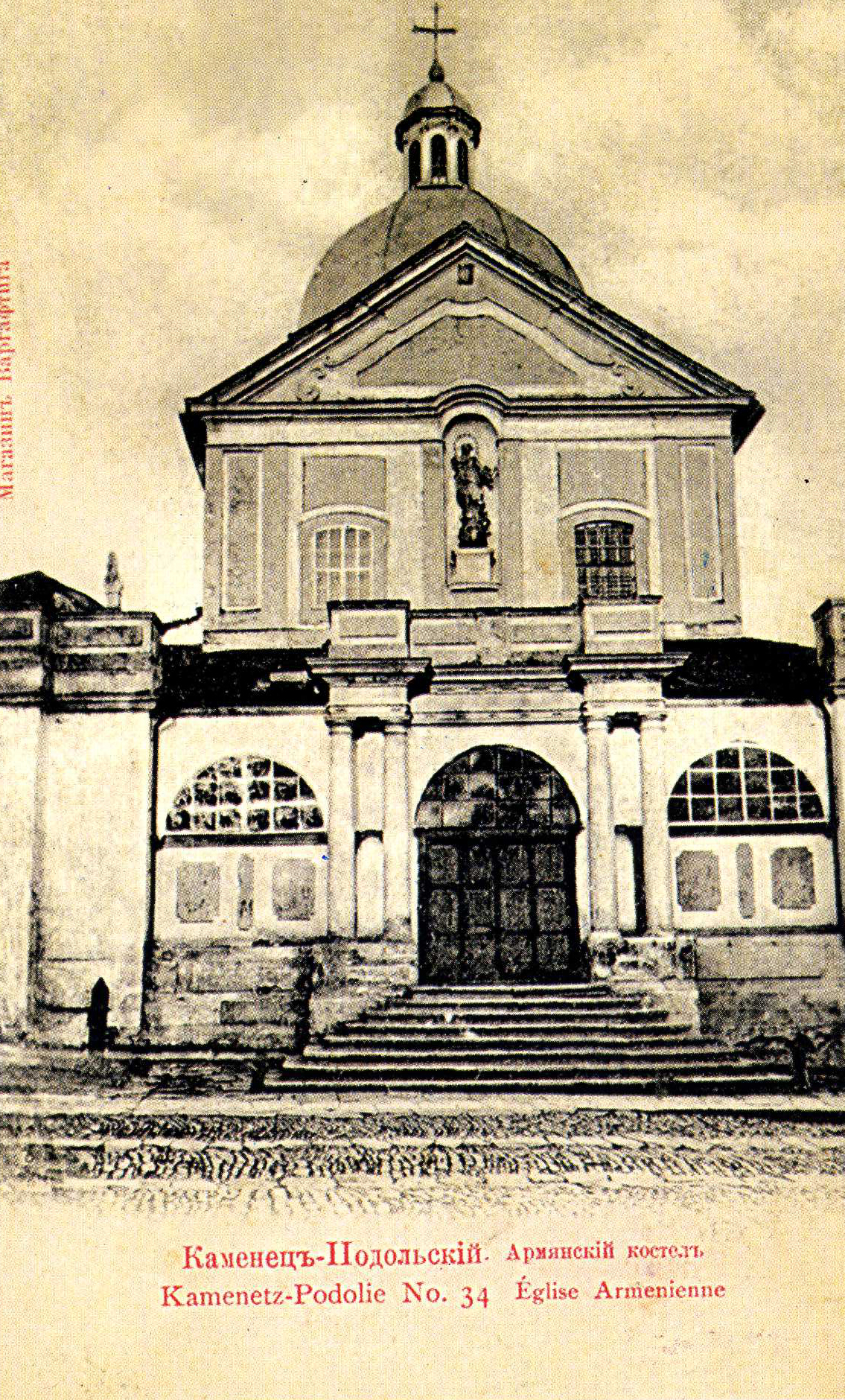
Миколаївська вірменська церква
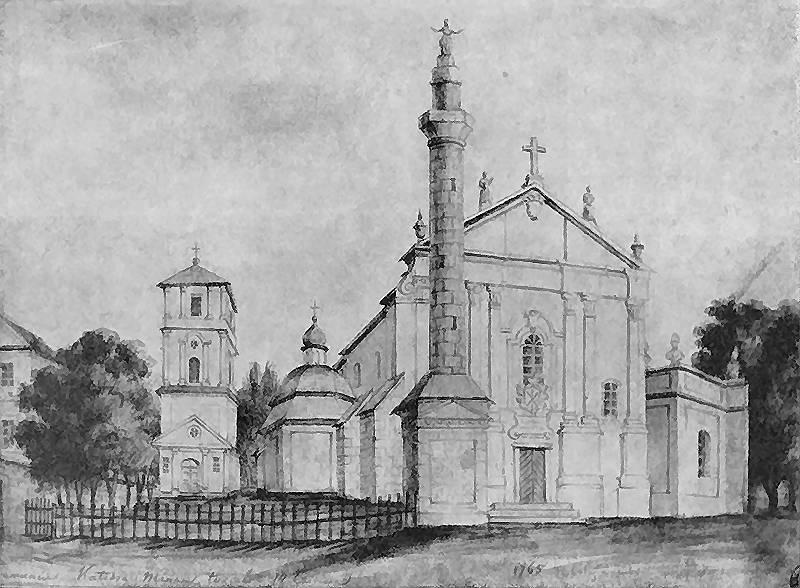
Кафедральний  костел. Наполеон Орда 1871
Тринітарський костел 1910
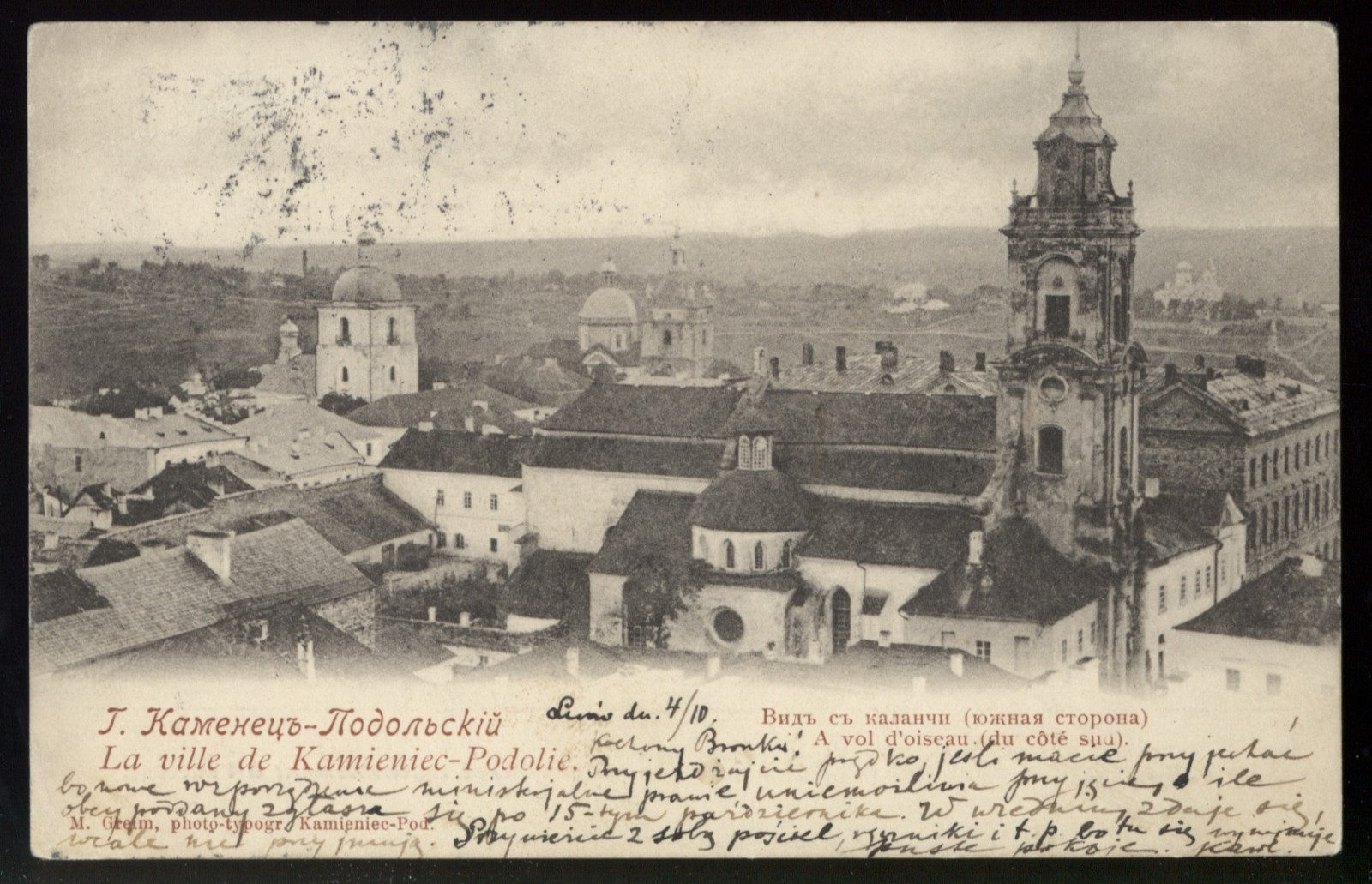
Костел Св. Миколая 1902
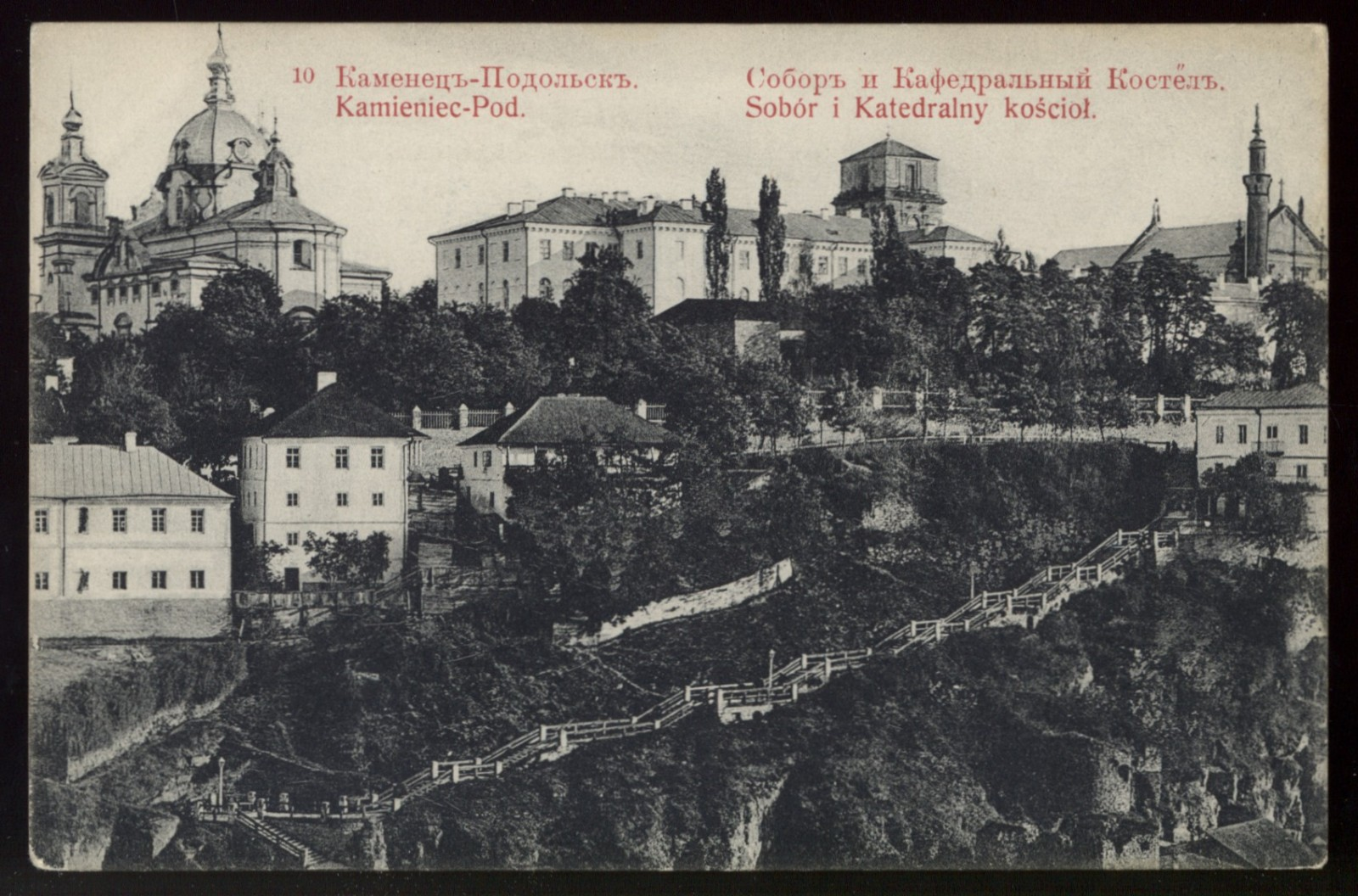
Соборна церква 1910

### Мапи Старого міста

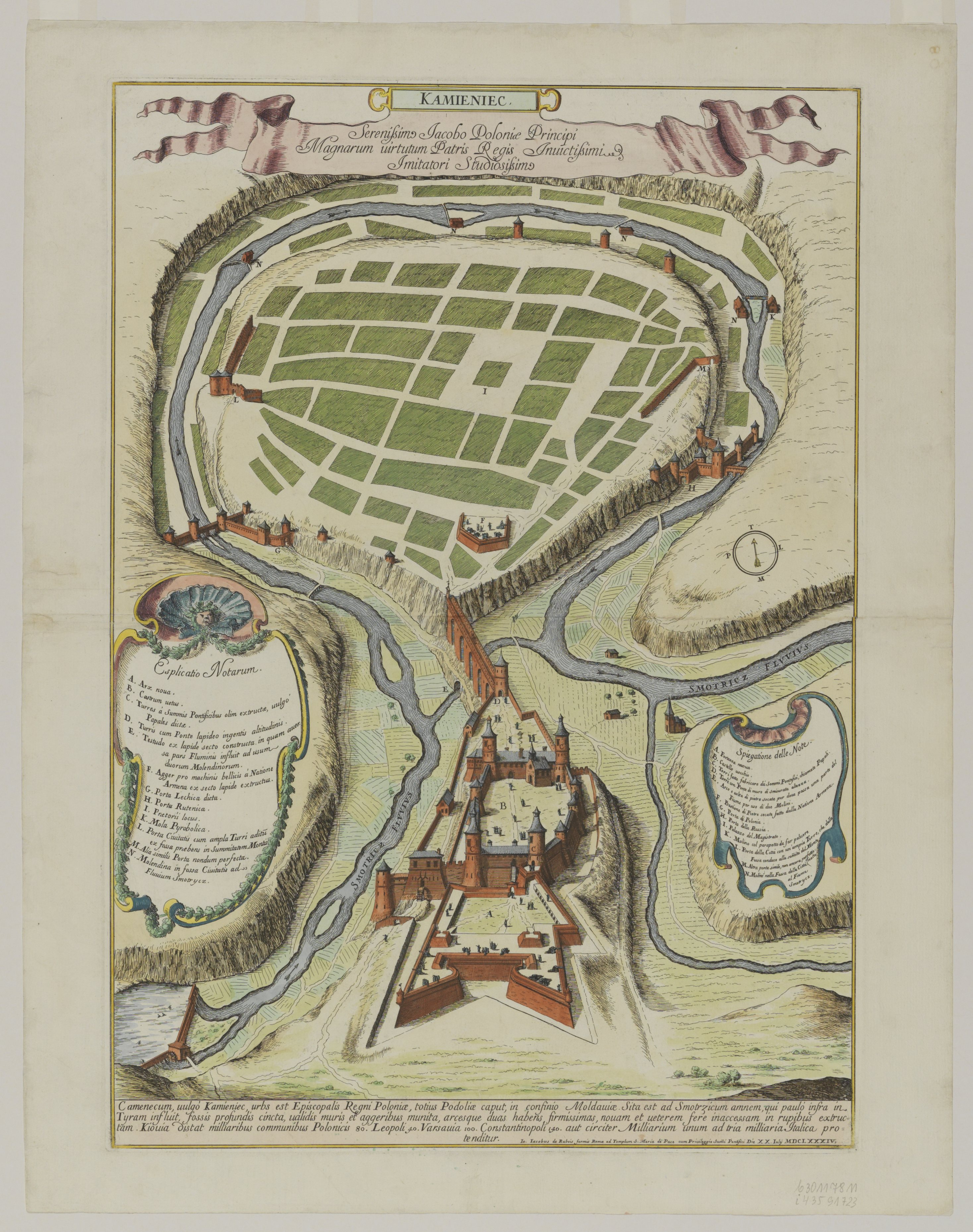
Джакомо Кантеллі да Віньола. План Кам'янця-Подільського, 1684 рік
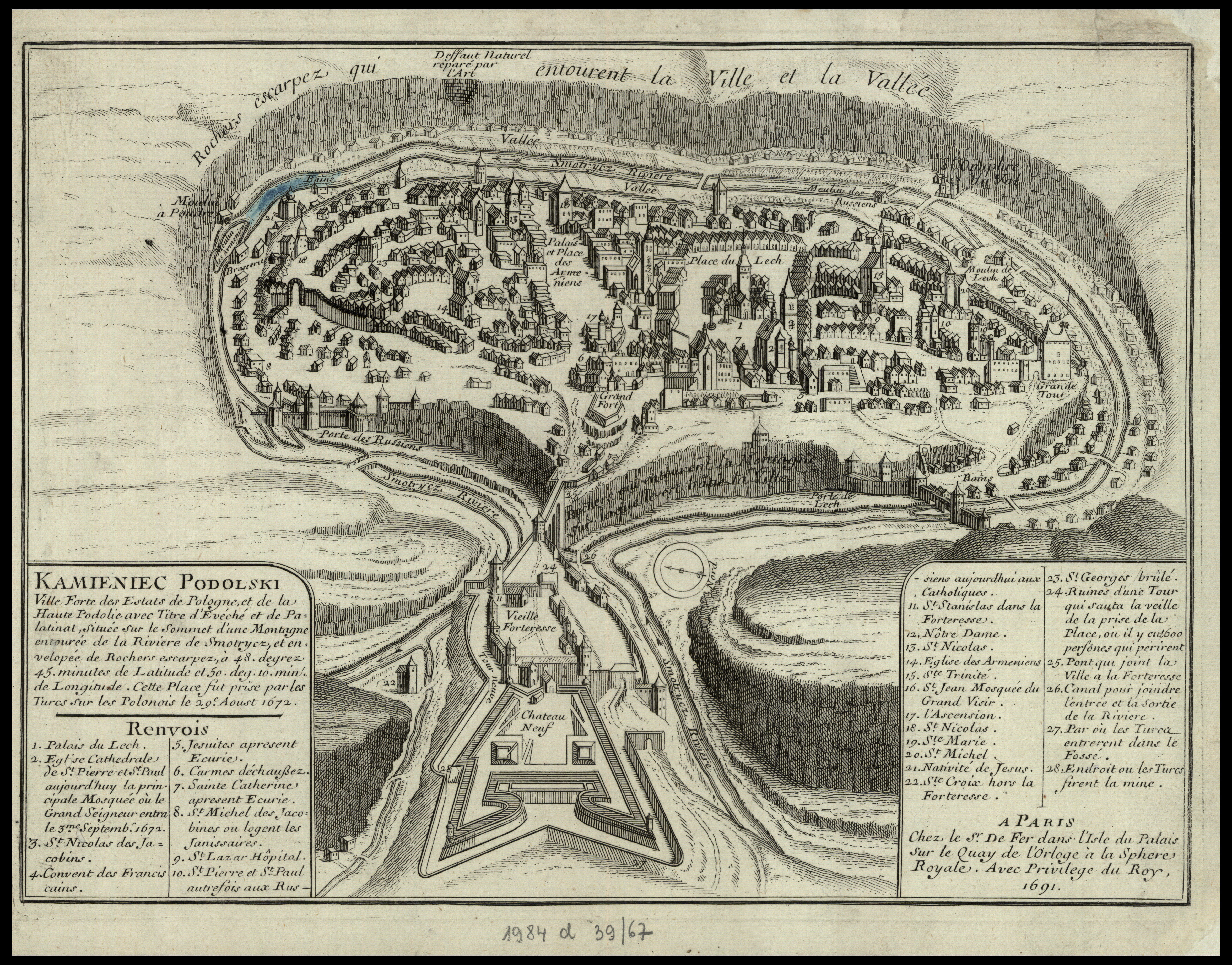
Нікола де Фер. План Кам'янця-Подільського 1691 рік
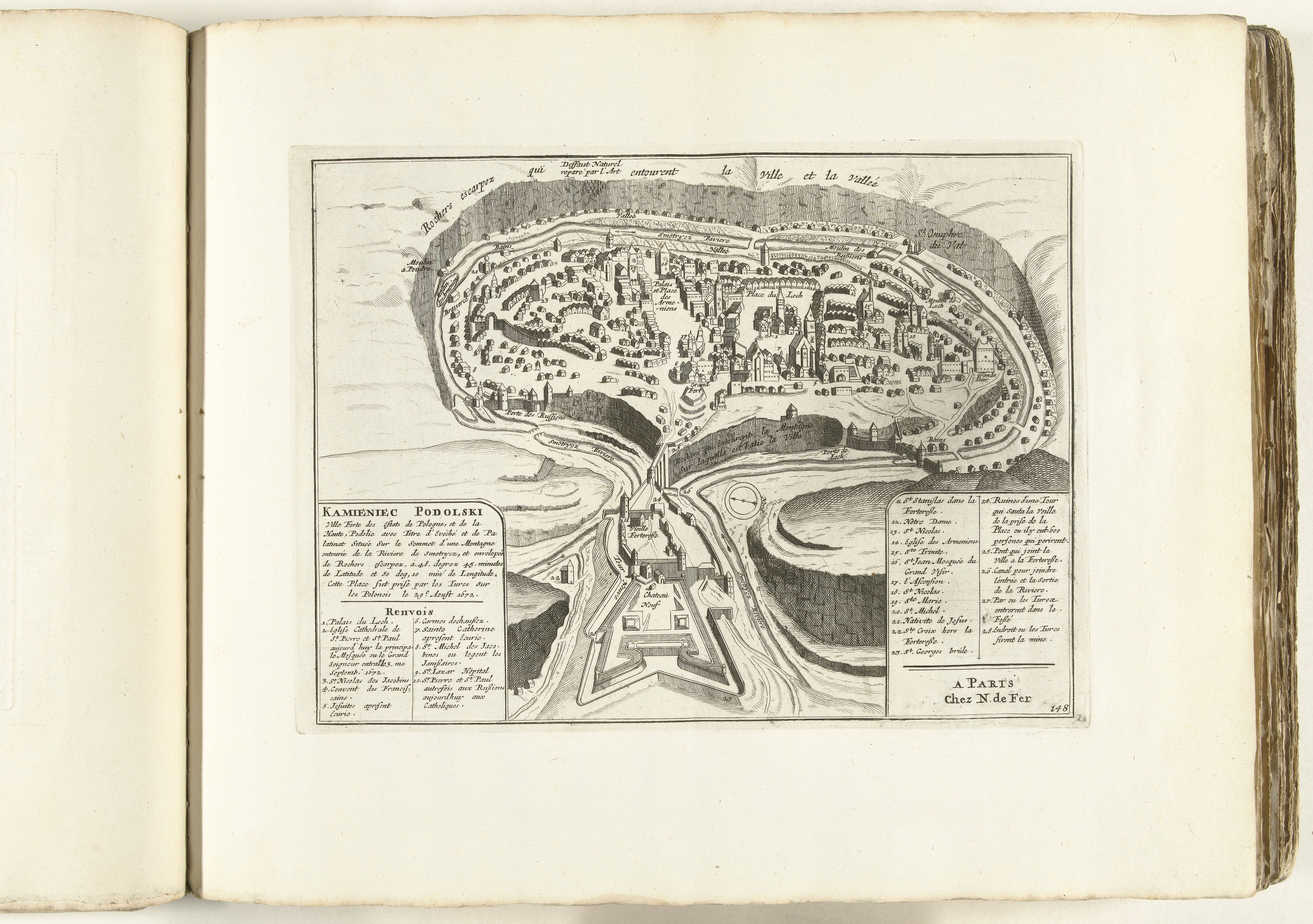
Кам'янець-Подільський укріплене місто маєтків Речі Посполитої та Верхнього Поділля, 1702 рік
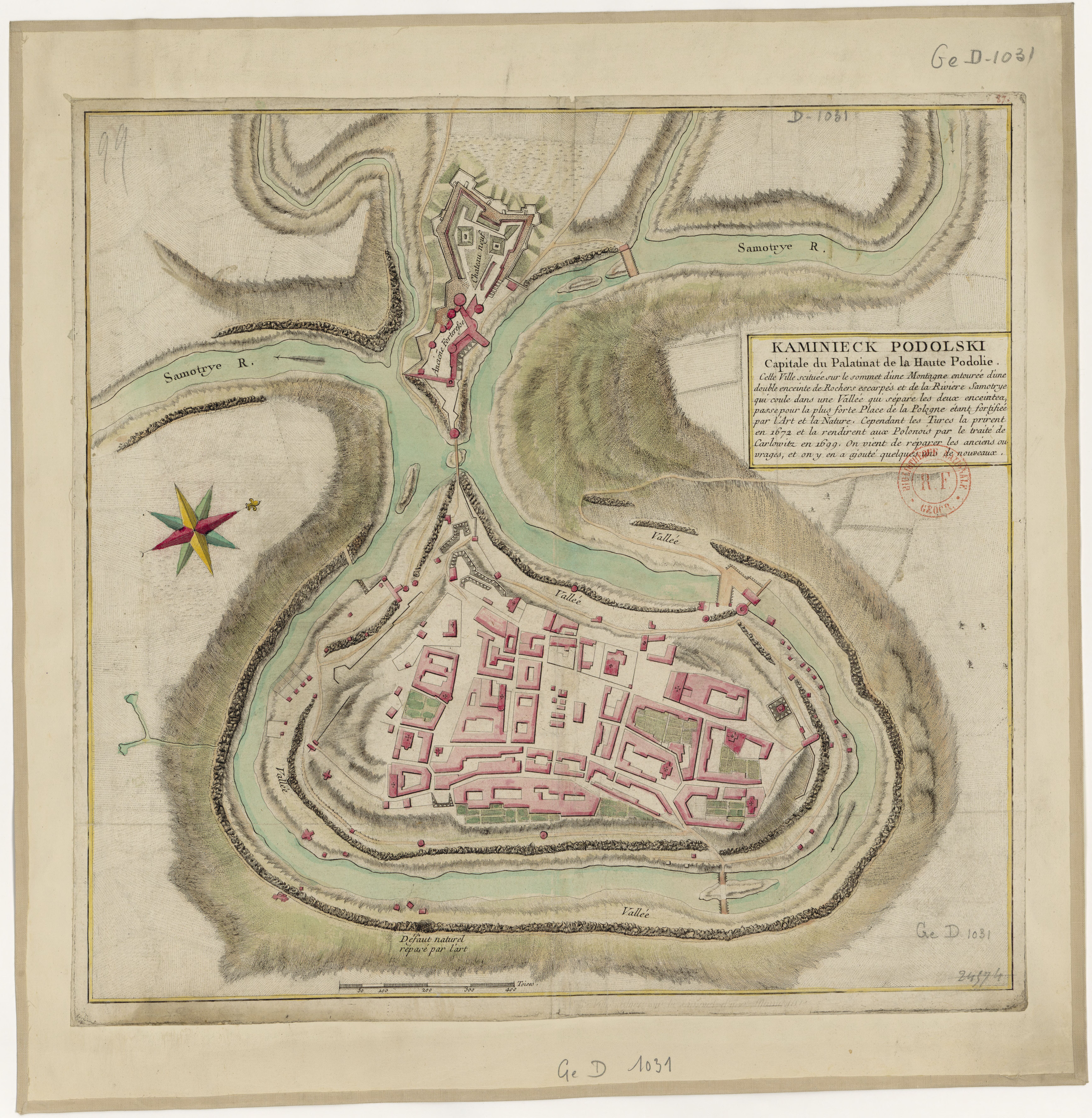
План Кам'янця-Подільського
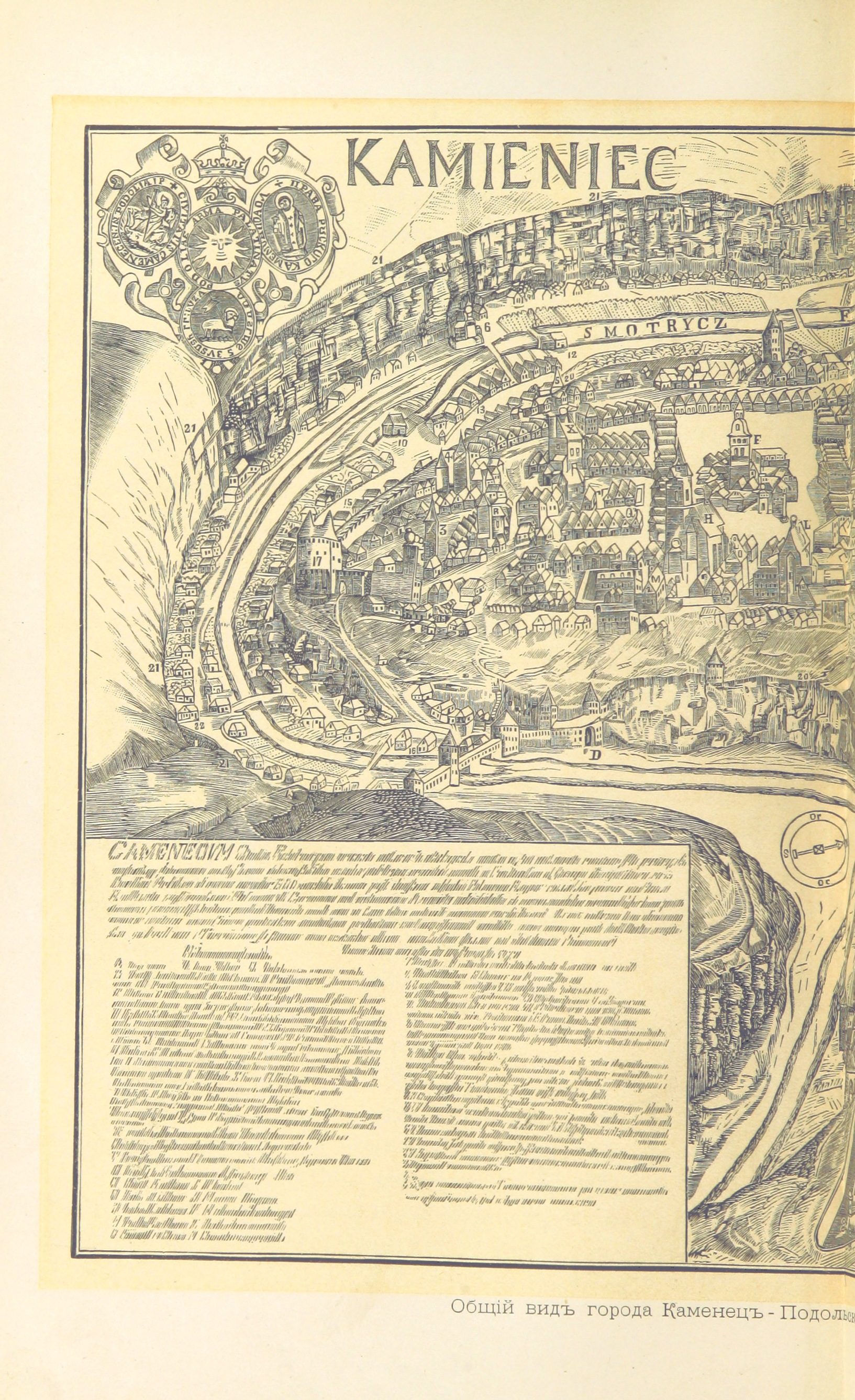
План Кам'янця-Подільського, 1891 рік

## Панорами Старого міста Кам'янця-Подільського

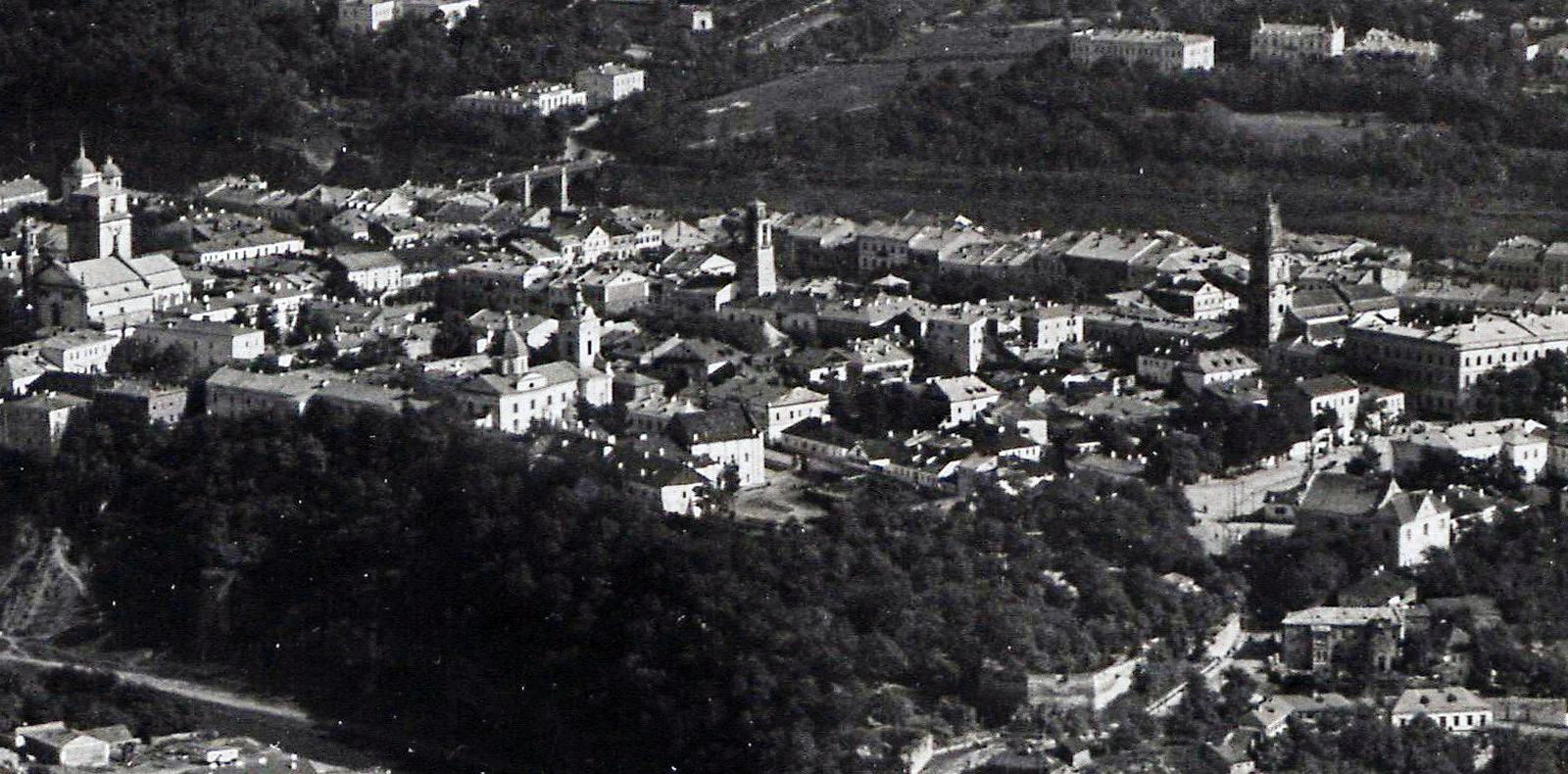
Панорама Старого міста близько 1900 року
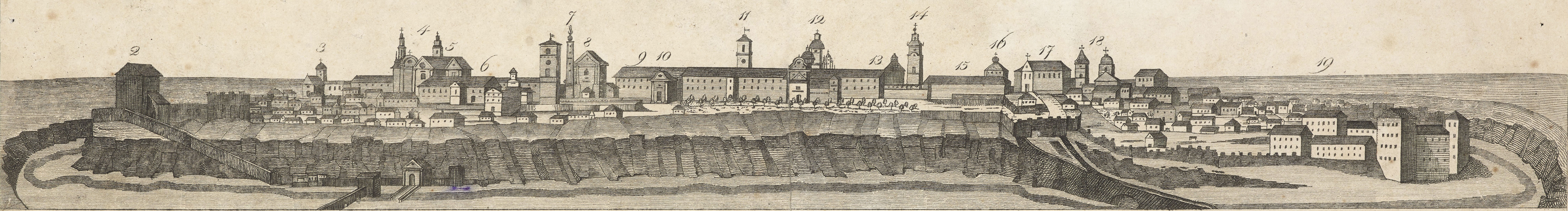
Панорама Старого міста близько 1830 року
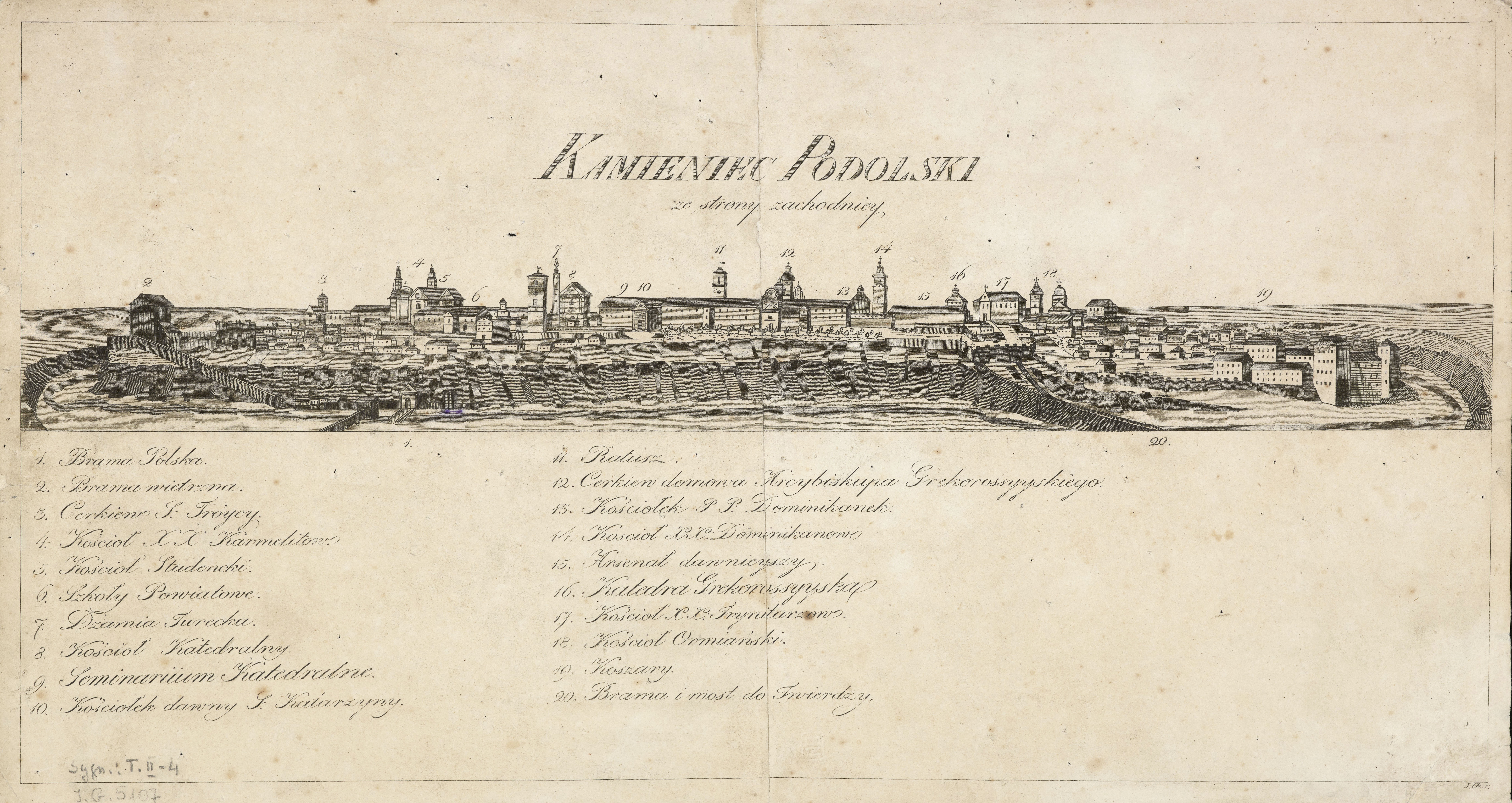
Панорама Старого міста близько 1830 року
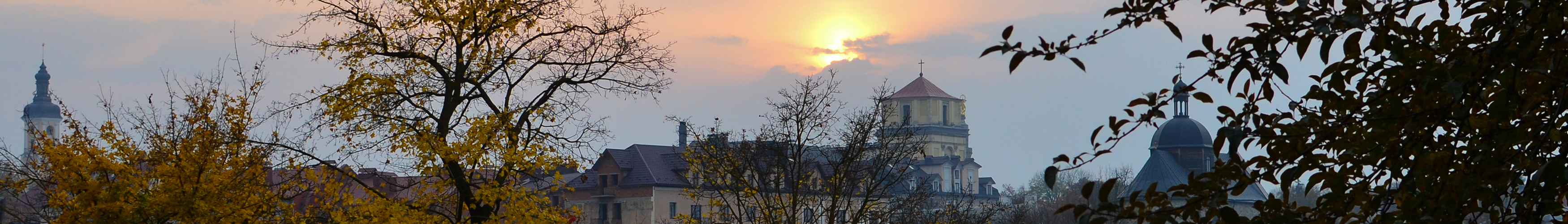
Панорама Старого міста дзвіниця костелу, ратуша

### Фото Старого міста інших Європейських міст
Зразки відновлення історичних частин міст Європи, до яких варто прагнути.

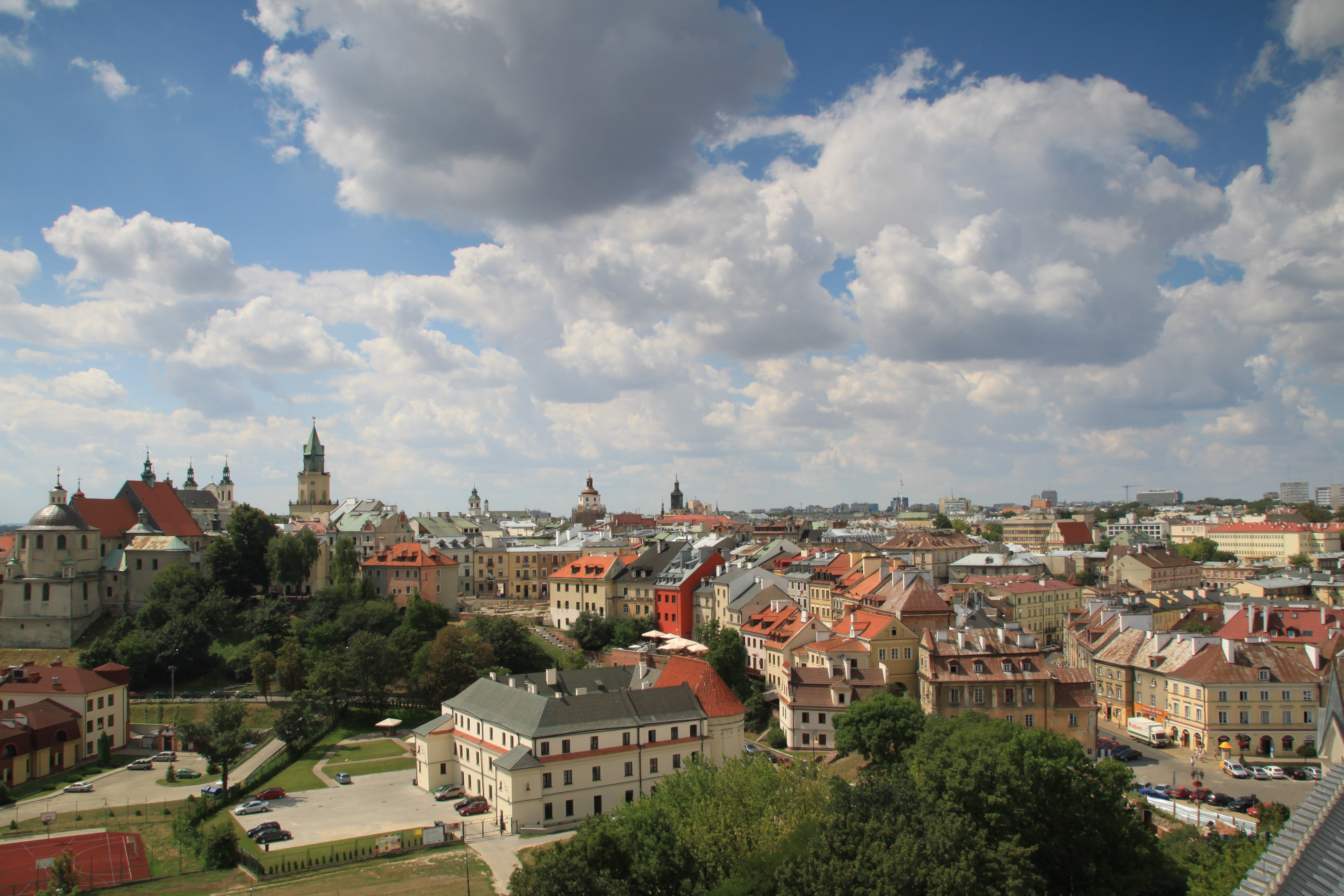
Люблін, Старе місто
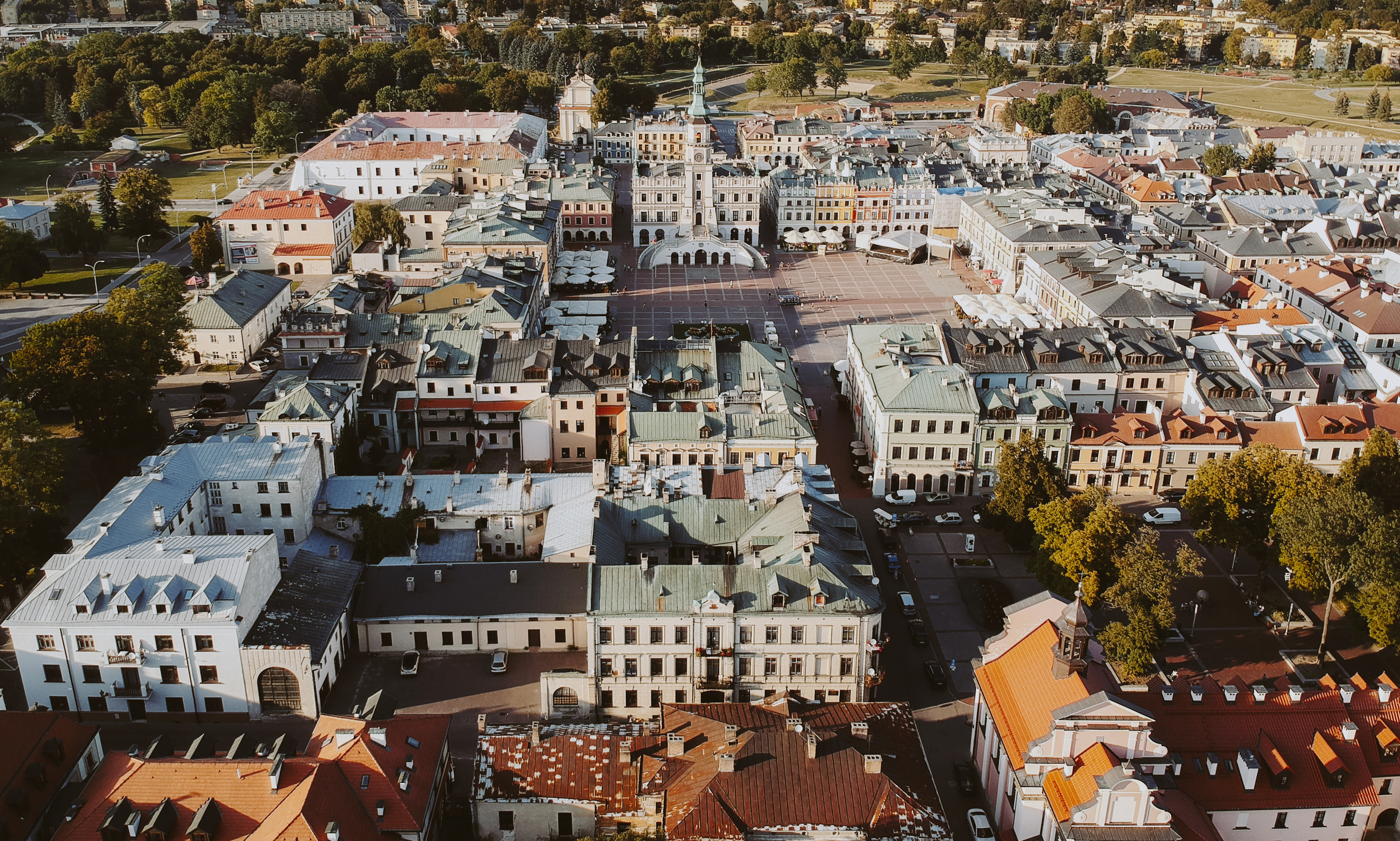
Замостя, Старе місто
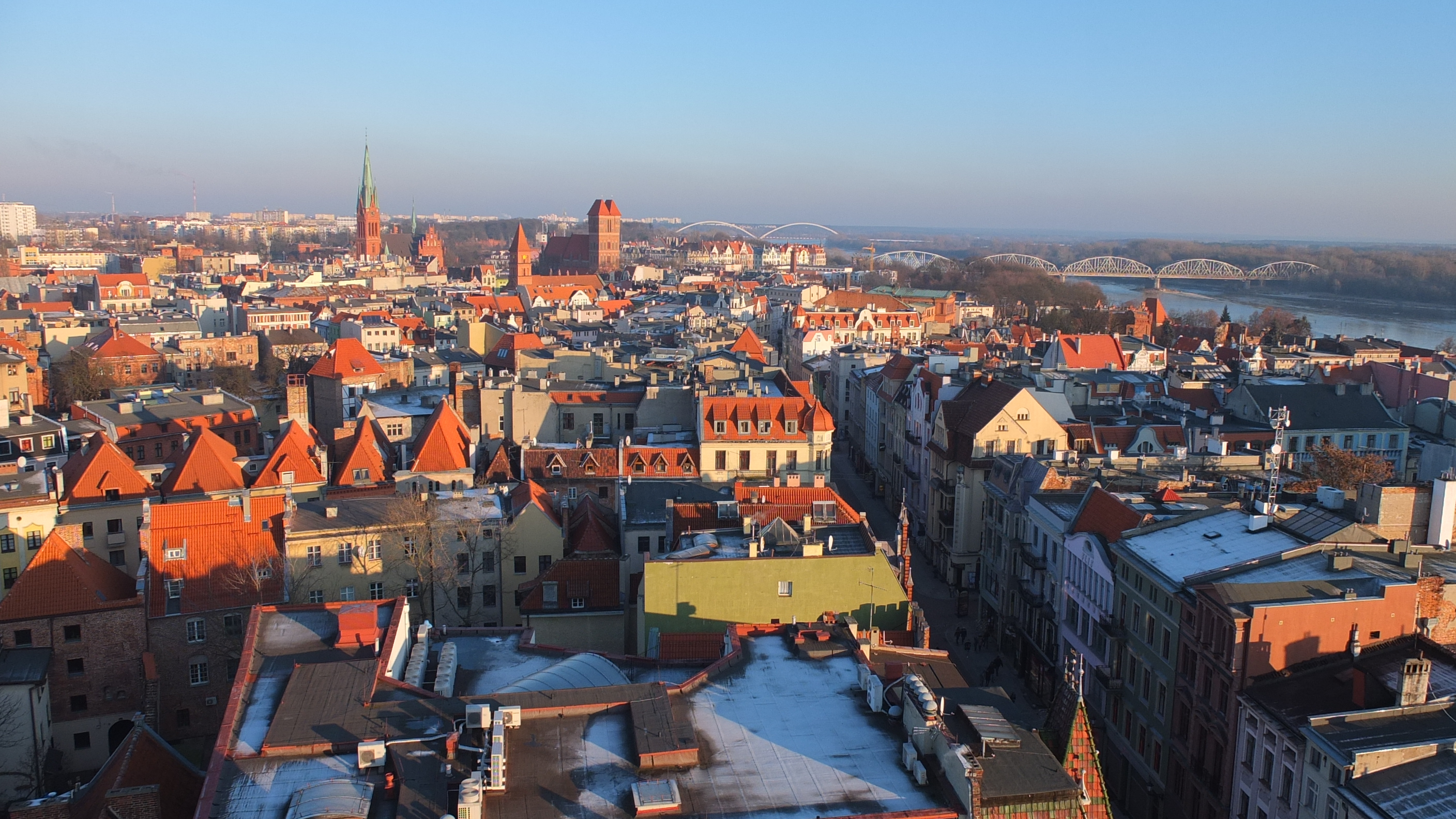
Торунь, Старе місто
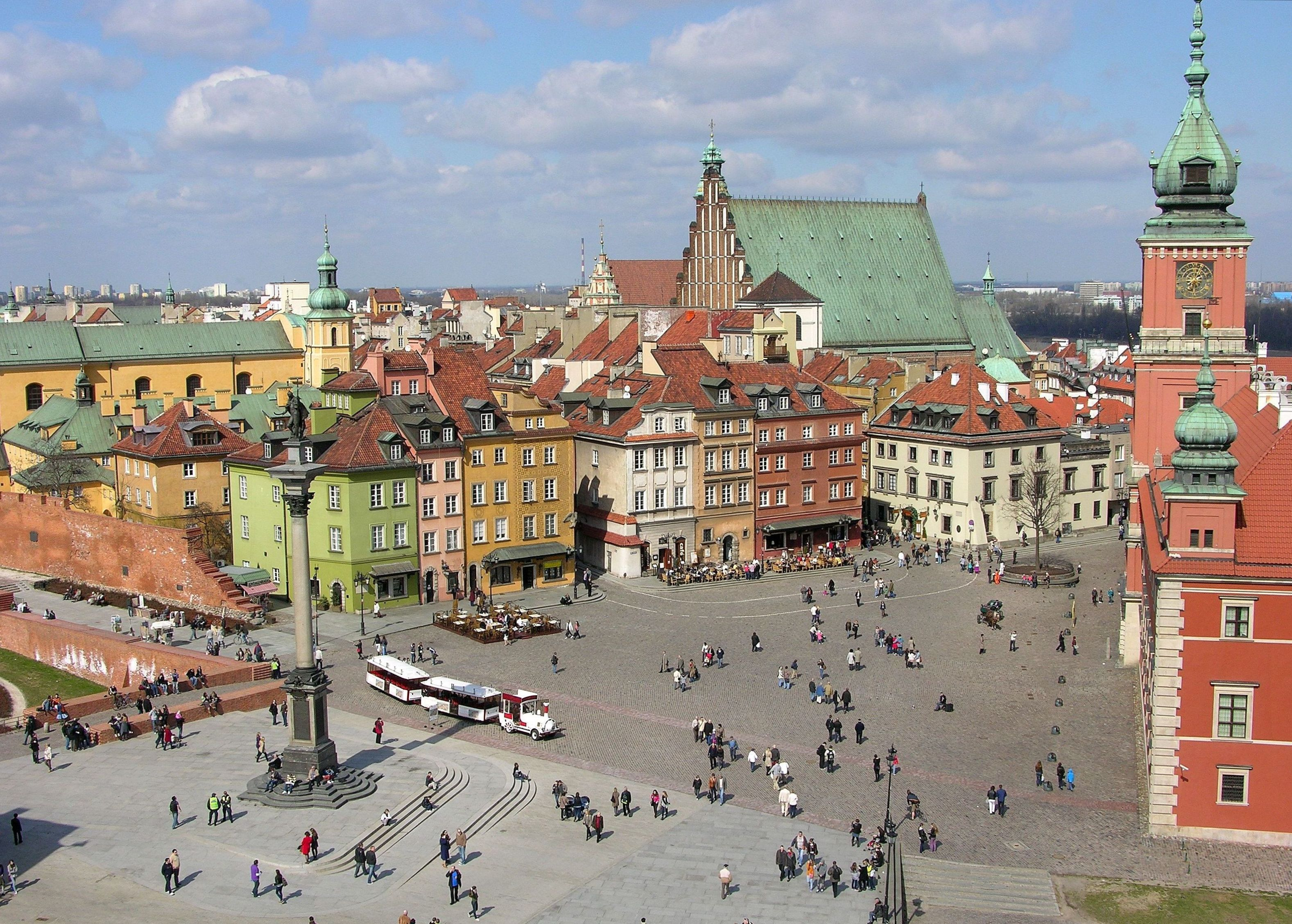
Варшава, Старе місто
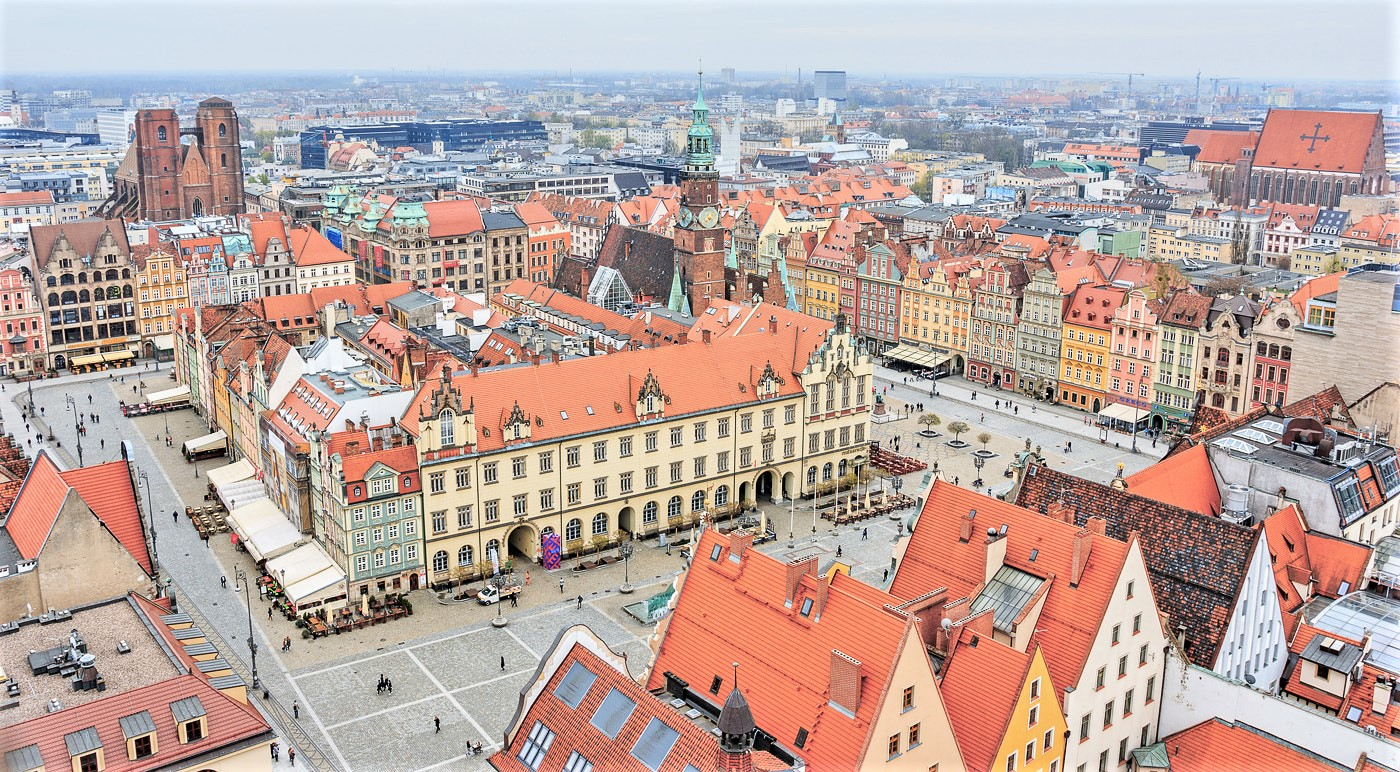
Вроцлав, Старе місто
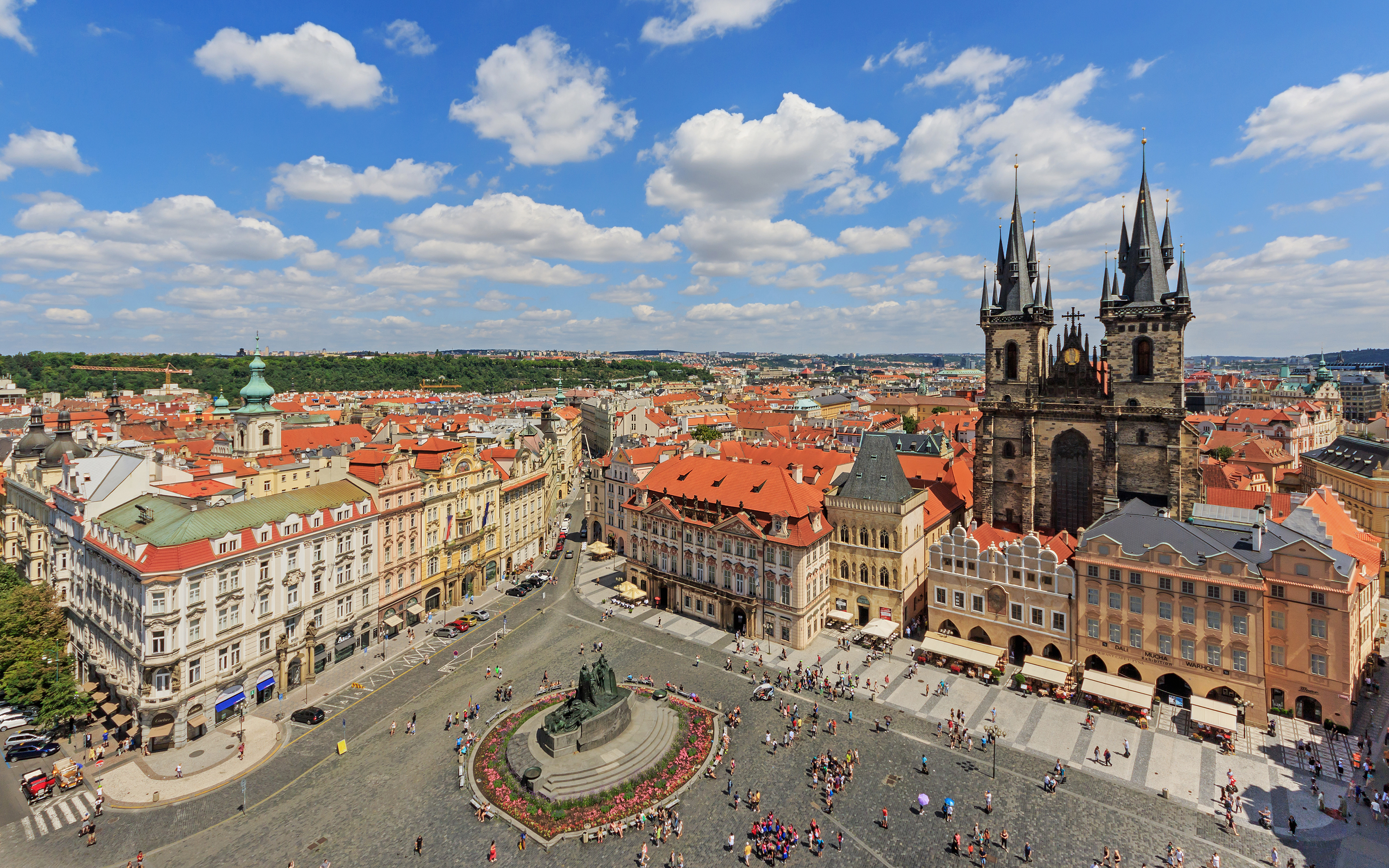
Прага, Старе місто
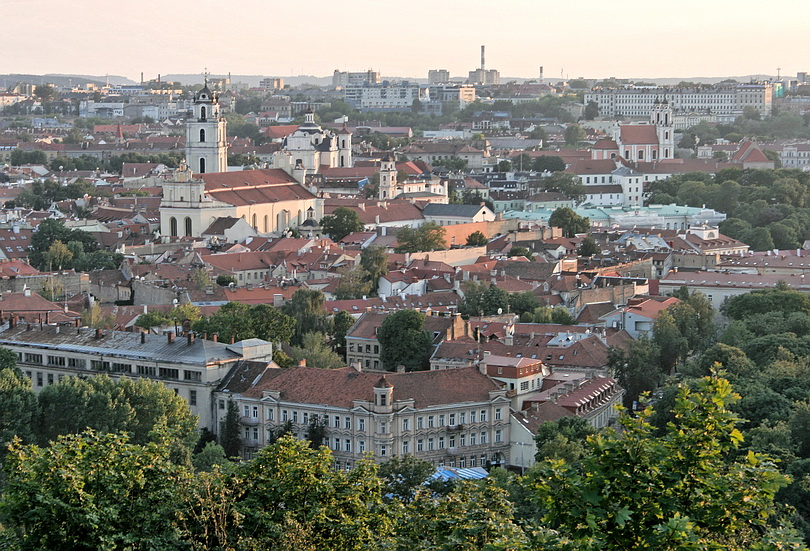
Вільнюс, Старе місто
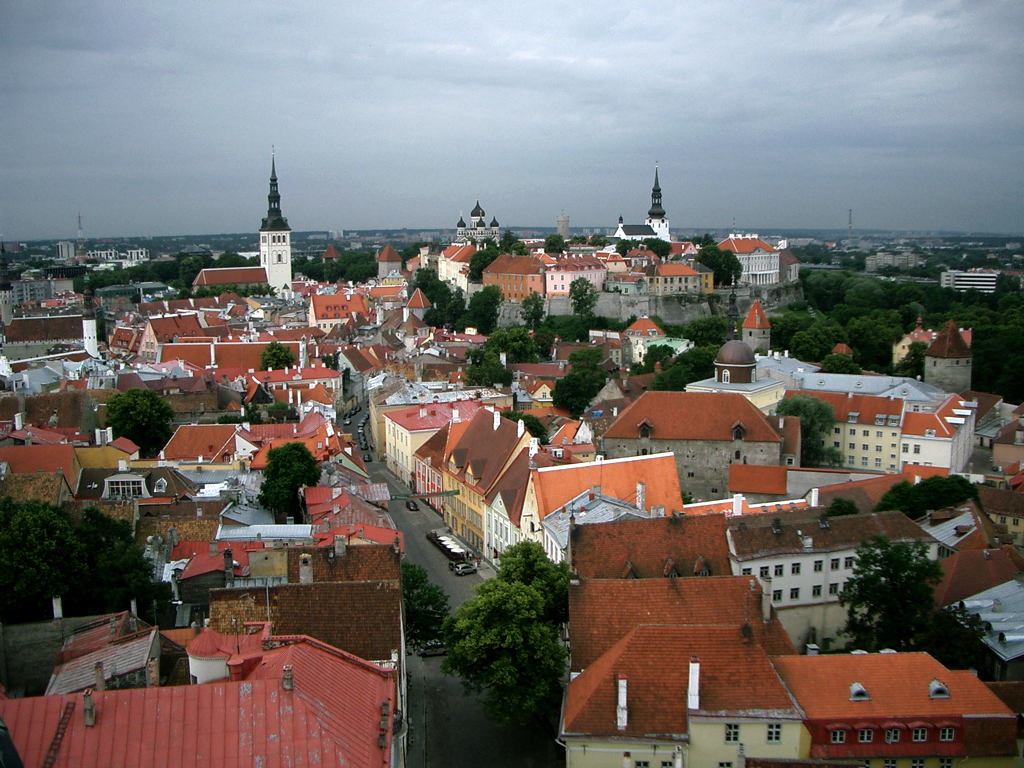
Таллінн, Старе місто
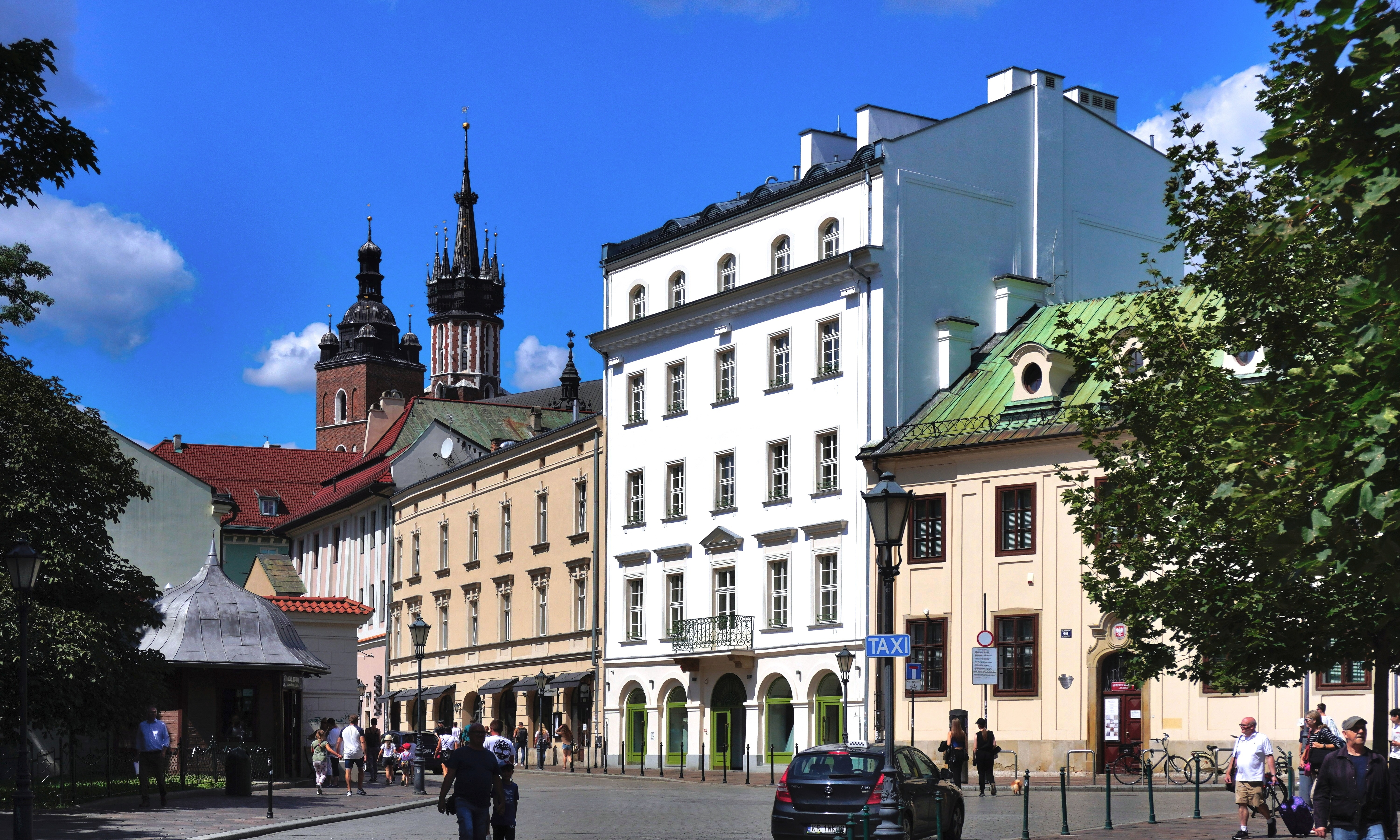
Краків, Старе місто
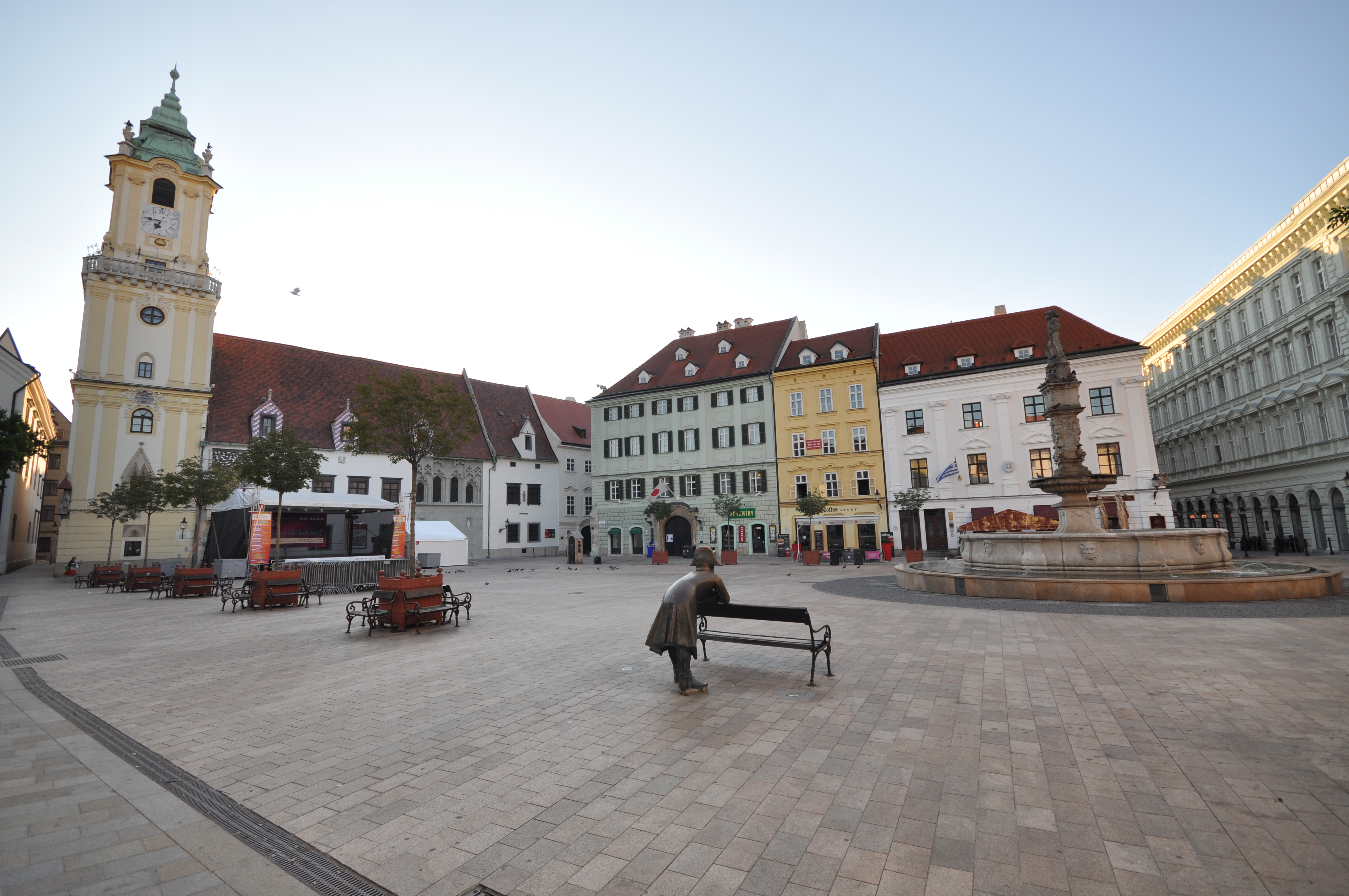
Братислава, Старе місто
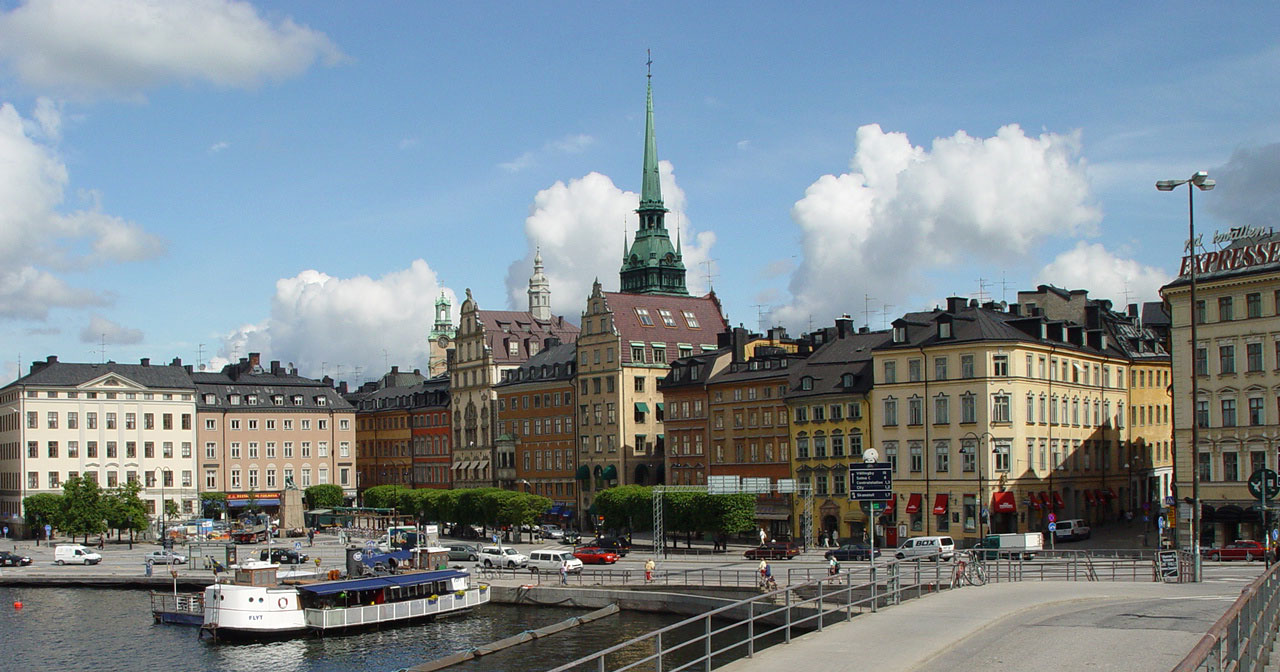
Стокгольм, Старе місто
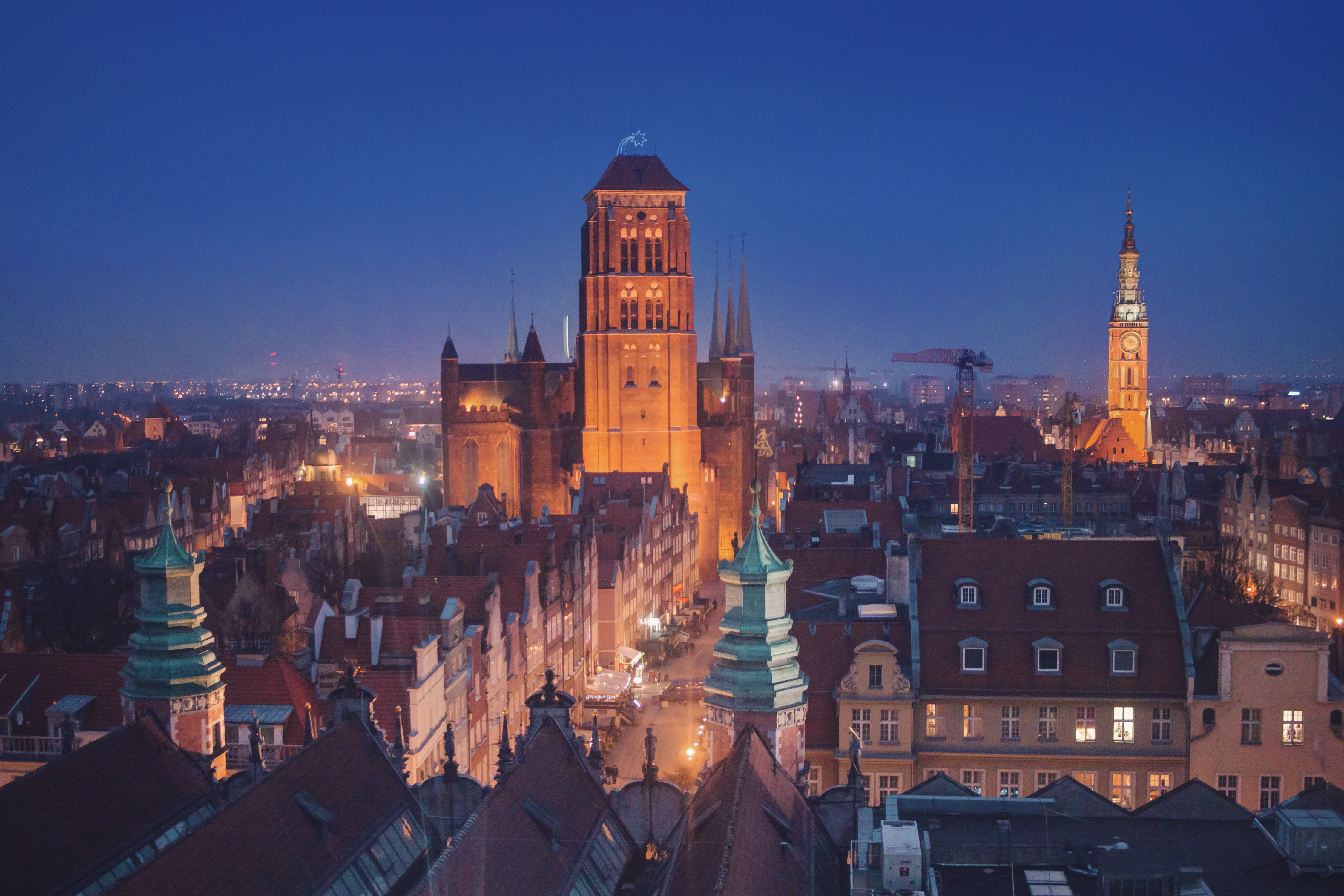
Гданськ, Старе місто